# Parque natural de Urkiola
El parque natural de Urkiola es un espacio protegido situado en el extremo sur oriental de Vizcaya y norte de Álava en el País Vasco, España. Es una área protegida de 5768 ha que se hallan en el conjunto montañoso que forman las sierras de Aramotz-Eskubaratz, los Montes del Duranguesado y la sierra de Arangio.
Fue declarado "Parque Natural" el 29 de diciembre de 1989 mediante el Decreto 275/1989 y a la sombra de la Ley 4/1989, de 27 de marzo de ese mismo año, de conservación de los espacios naturales y de la flora y fauna silvestres, con el objetivo de la protección de los valores naturales y paisajísticos que tiene haciéndolos compatibles con la explotación agrícola, ganadera y forestal tradicional del lugar.
 Se declaró Lugar de Importancia Comunitaria (ES2130009) en diciembre de 1997 integrándose en la Red Natura 2000. El 16 de febrero de 2016 es declarado Zona de Especial Conservación (ZEC), dentro de la Red Natura 2000 por un decreto del Gobierno Vasco.
El puerto de montaña de Urquiola, que forma la carretera BI-623 que atraviesa el Parque por el paraje así denominado, es el corazón del mismo y en él se hallan el centro de interpretación y las instalaciones administrativas y formativas, así como el Santuario de Urquiola y algunos establecimientos hosteleros y de servicios.
La mayor altitud del parque natural es la cumbre del monte Amboto (1337 m s. n. m.). Este monte tiene un fuerte significado mitológico al tener en él Mari, principal figura de la mitología vasca, su morada principal. El parque natural de UrKiola junto con el cercano parque natural del Gorbea forman una unidad medioambiental importante.
Urquiola ha sido históricamente una de las rutas de paso entre la cornisa cantábrica y la meseta. Aun cuando la presencia humana ha sido escasa, esta ha sido constante tal y como atestiguan los hallazgos arqueológicos realizados en toda el área del Parque. La mitología vasca asienta en estos lugares a muchas deidades precristianas como el caso de Mari y los Gentiles. La llegada del cristianismo reconvirtió estos lugares de culto precristiano en lugares cristianos con la construcción de ermitas y humilladeros. El Santuario de los Santos Antonios Abad y de Padua tomó el relevo de la devoción y espiritualidad del lugar siendo uno de los santuarios más apreciados por los fieles y la población del País Vasco.
Las características del paisaje y el fácil acceso han sido determinantes para el uso lúdico y deportivo del lugar, uso que con el Parque se ha incrementado y racionalizado en aras de la conservación medioambiental. Destaca los itinerarios de montaña que incluyen desde sencillos paseos hasta ascensiones con desniveles superiores a los 1000 metros de altitud y las vías de escalada ubicadas en las paredes que rodean el desfiladero de Atxarte.
Históricamente se han explotado los recursos naturales, existiendo amplia presencia ganadera, forestal y minera llegando a poner en peligro, principalmente por la minería, la integridad natural del área ahora protegida.

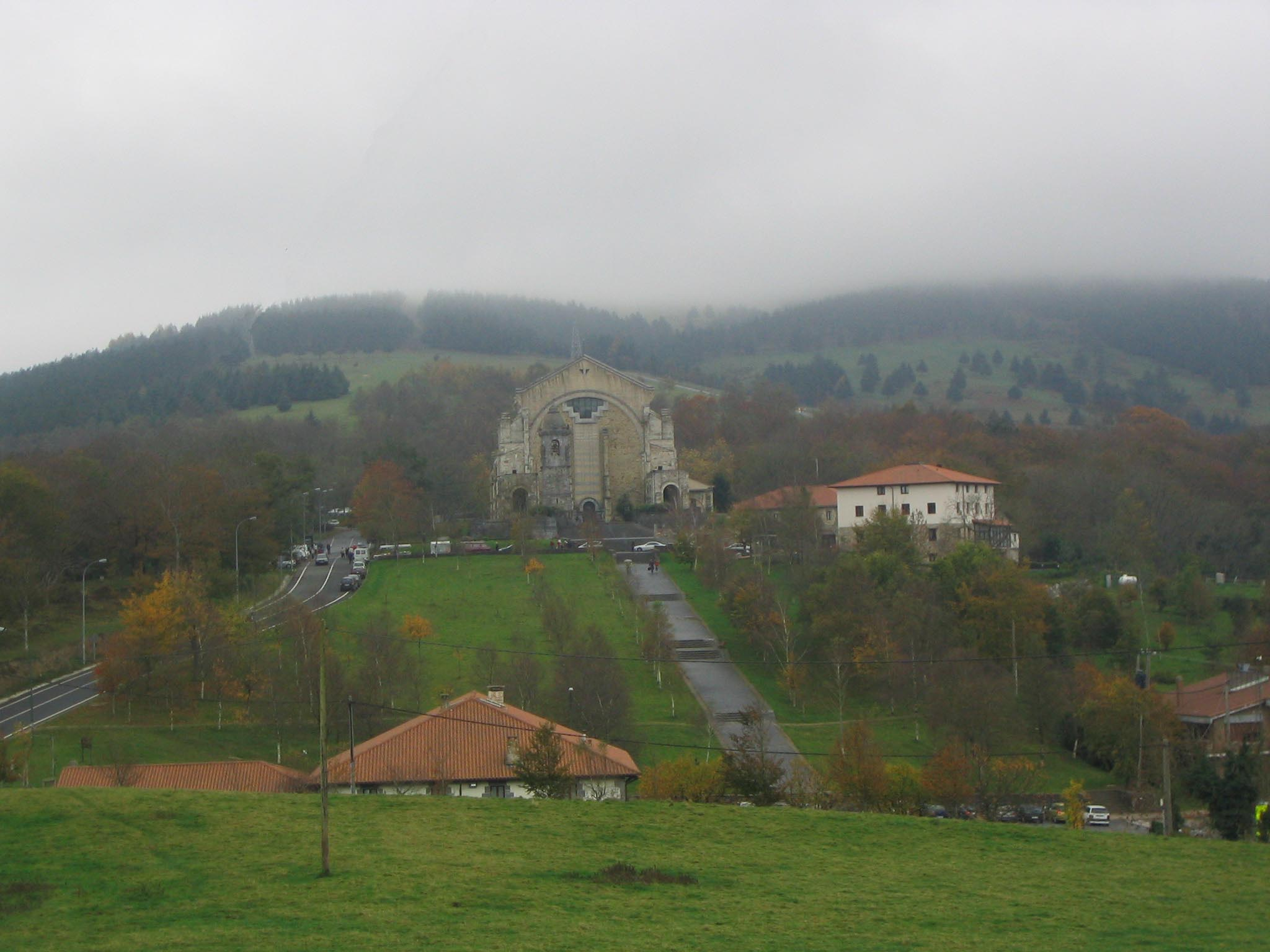
Vista parcial del parque. Santuario de los Santos Antonios de Urquiola, corazón del parque.

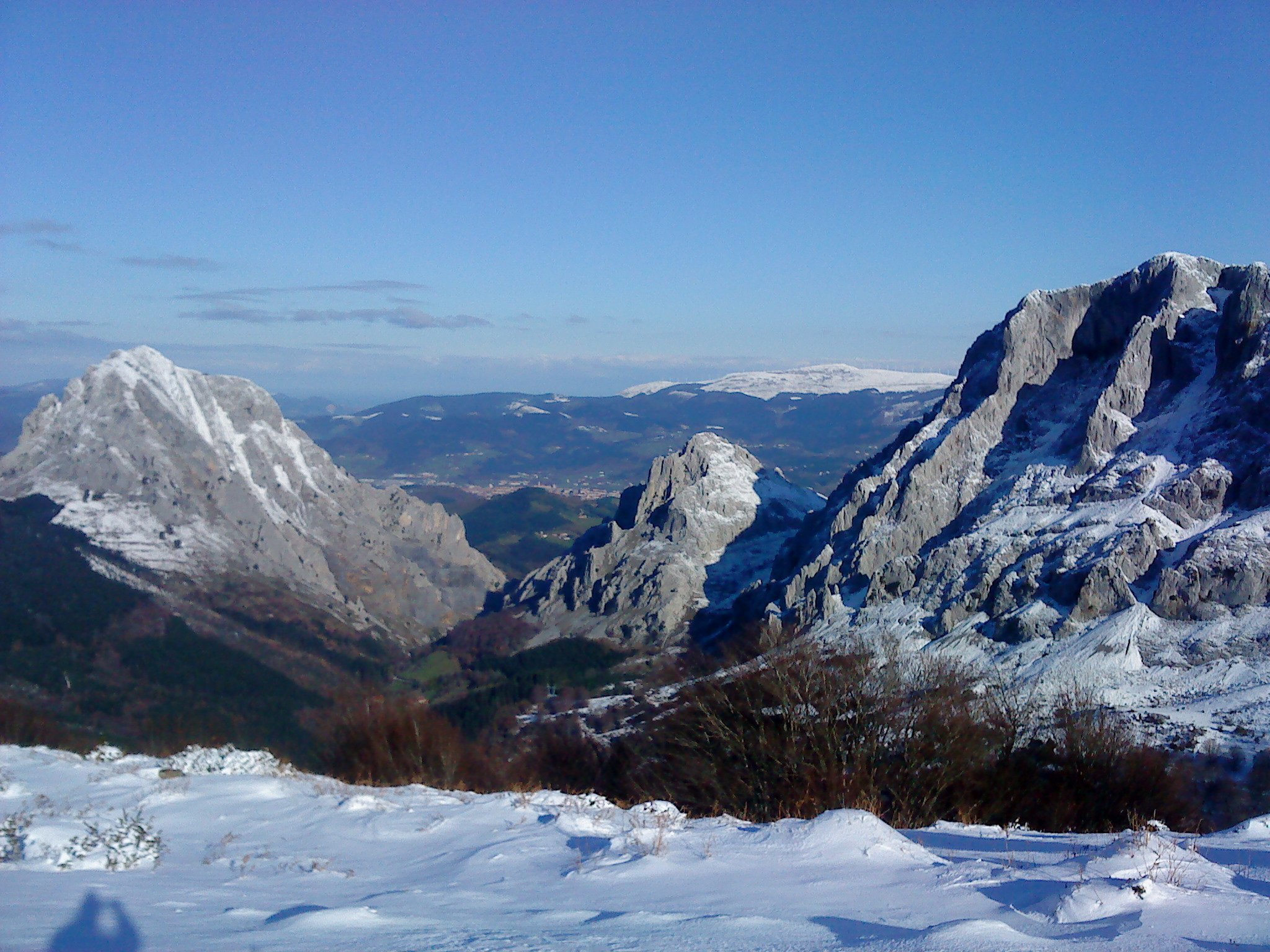
Vista parcial del parque. Untzillaitz, Aitz Txiki y Alluitz con nieve.

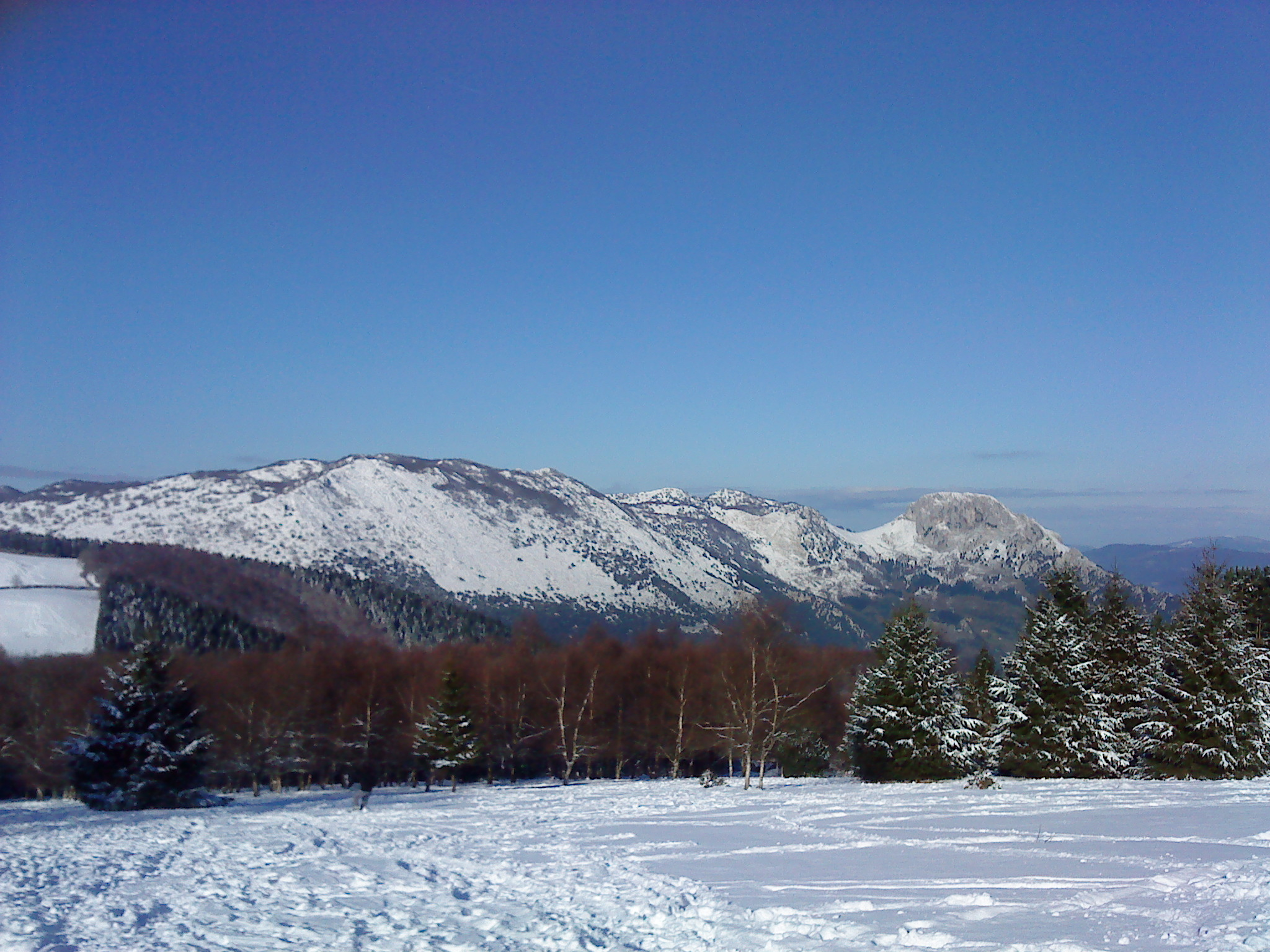
Vista parcial del parque. Eskubaratz y Mugarra con nieve.

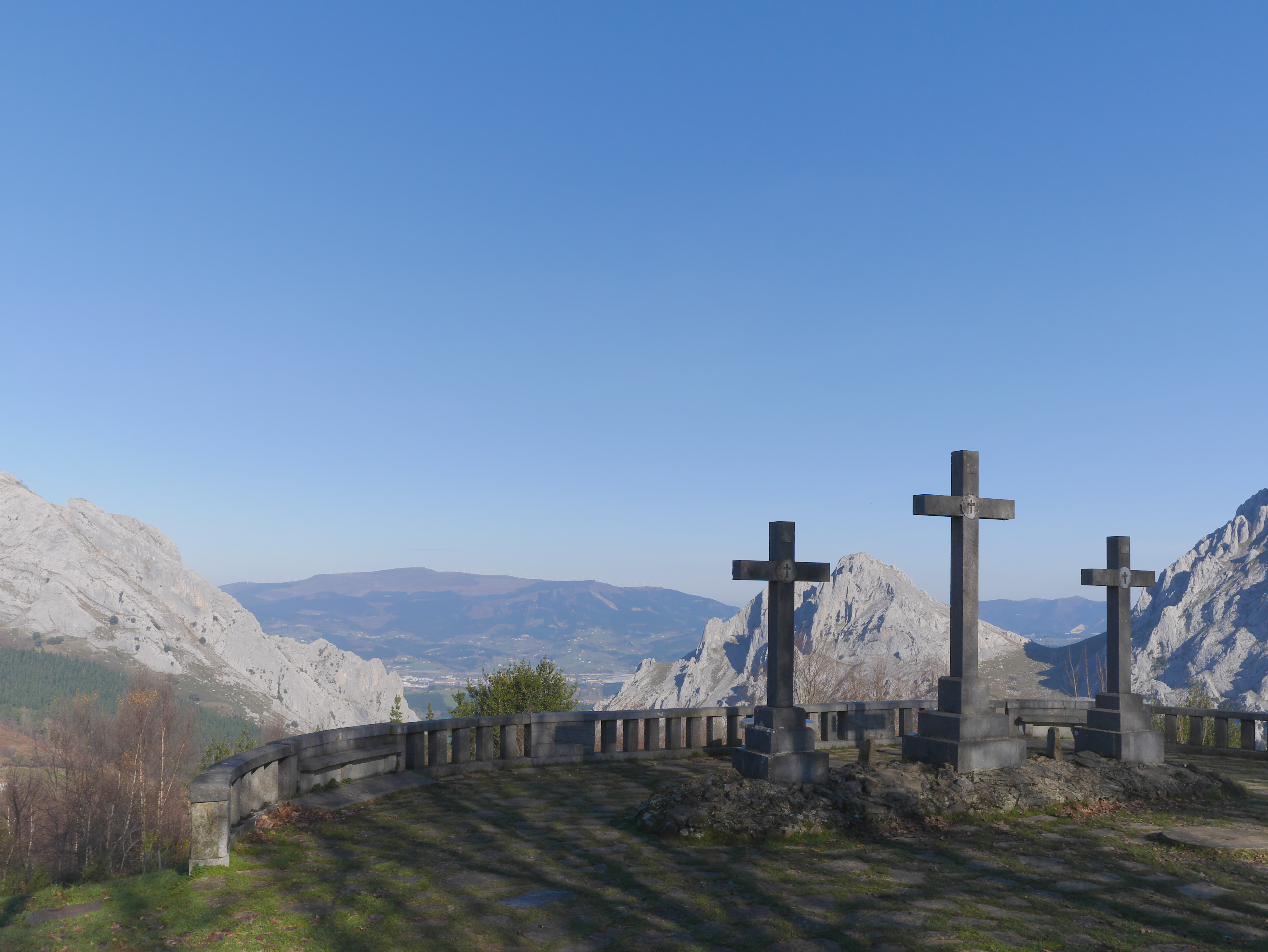
Final del viacrucis y Mirador de Urquiola.

Localización del Parque.

## Descripción y accesos
El parque natural de Urkiola tiene una superficie de 5958,3 ha y un perímetro
de 83,8 km Las 5958,3 ha por las que se extiende el parque natural se distribuyen entre 8 municipios, siete de ellos den Vizcaya y uno en Álava. La superficie que corresponde a cada uno de ellos es la siguiente:
| En Álava - Aramayona, 857,4 ha. En Vizcaya - Abadiano, 1454,2 ha. En él se ubica el puerto de Urquiola, donde se hallan el santuario de los santos Antonios y las instalaciones del Parque. - Amorebieta-Echano, 98,5 ha. - Achondo, 613,4 ha. - Dima, 1498 ha. - Durango, 107,6 ha. - Izurza, 50 ha. - Mañaria, 1279,2 ha. | \| Urkiola Achondo Durango Elorrio Abadiano Dima Aramayona Mañaria Ochandiano Untzillaitz Amboto Alluitz Mugarra Orisol Beltxikieta Arrietabaso \| |
| Urkiola Achondo Durango Elorrio Abadiano Dima Aramayona Mañaria Ochandiano Untzillaitz Amboto Alluitz Mugarra Orisol Beltxikieta Arrietabaso | |

La orografía del Parque es muy accidentada aunque no de excesiva altitud. Las sierras de Aramotz-Ezkubaratz, los Montes del Duranguesado y la sierra de Arangio son los terrenos que conforman la superficie protegida. La altitud oscila entre la mínima de 240 m s. n. m. en Zalloventa, barrio de Mañaria, hasta los 1331 m s. n. m. del monte Amboto quedando la mayor parte del territorio sobre los 600 metros de altitud. En general, la altitud va aumentando de este a oeste. La sierra de Aramotz oscila entre los 789 m de Urtemondo y los 1008 m de Leungane; Ezkubaratz tiene en la cumbre de Arrietabaso su punto más alto con 1018 m. El cordal Amboto-Alluitz alcanza los 1331 m en la cima del primero y se rebaja en los 894 m de Tellamendi. La sierra de Arangio, dispuesta ortogonalmente al eje Amboto-Alluitz, tiene su máxima altitud en la cumbre del Orisol con 1128 m.
Siguiendo los ejes de las sierras que conforman el Parque, en la dirección este-oeste tiene una longitud aproximada de 20,5 km que corresponden a la separación entre el límite noroeste de Aramotz y sudeste de Tellamedi, mientras que en el sentido norte-sur es de 5 km. La sierra de Aramotz-Eskubaratz es un paisaje abrupto, áspero, dominado por la roca caliza y propio de un sistema kárstico. Los montes del Duranguesado, dominados por Amboto y Alluitz son una gran mole de caliza gris que se alza imponente sobre los valles de Arrazola y del Ibaizábal. La sierra de Arangio se mantiene cubierta de vegetación. La línea divisoria de aguas entre la vertiente mediterránea y cantábrica pasa por las cordales de estas sierras, dándose la circunstancia que es la cumbrera del tejado del Santuario de los Santos Antonios parte integrante de la misma.
La ocupación humana de la zona es remonta a tiempos prehistóricos, aun así el único núcleo habitado del Parque es el puerto de carretera de Uquiola, donde se ubica el santuario y su área. No obstante hay una gran presencia de caseríos aislado dispersos por las zona baja del Parque. Los habitantes de estos caseríos, en (euskera reciben el nombre de "baserri") se dedican a la explotación agraria y ganadera que combinan con el trabajo en la industria y servicios de las poblaciones cercanas. Las labores del agro han modificado sustancialmente el paisaje del Parque a lo largo de la historia. Junto a ellas, la explotación forestal, es una de las más relevantes en esta cuestión al haber introducido especies foráneas destinadas a dicha labor.
Urquiola ha sido una de las principales rutas de comunicación entre la cornisa cantábrica y la meseta a lo largo de la historia. Esta característica unida al despoblamiento del entorno y su singularidad paisajística, ha dado lugar a numerosas leyendas y mitos, siendo el más relevante el de Mari, la llamada "Dama de Amboto", y la actuación de los Gentiles (gigantes sin cristianizar que realizan proezas de fuerza sobrenatural a los que se les atribuyen diversas construcciones y estructuras naturales). Ocupando el lugar de las deidades precristianas se construyeron ermitas e iglesias a lo largo del camino principal, cuya influencia, junto con las labores de los habitantes del entorno, forjaron el paisaje actual del parque.

### Límites
Los límites del parque natural de Urkiola vienen definidos en la parte norte por la línea de separación entre los municipios de Yurre y Dima que corre por la ladera del monte Aramotz hacia el este hasta el punto donde convergen las fronteras de estos dos municipios con Lemona y Amorebieta. A partir de ahí se prolonga siguiendo la demarcación entre Dima y Amorebieta hasta la cumbre de Belatxikieta sobre este último municipio.
Bordeando este monte hasta el límite de términos de Dima y Amorebieta hasta llegar al lindero del monte Auirreta siguiendo por el confín del monte Betzuen hasta llegar al límite del municipio de Durango.
La línea de demarcación del Parque se extiende hacia el este por el camino hacia la ermita de Santa Lucía y el lugar conocido como "Neberondo" ("La nevera") justo debajo de la cumbre de Mugarra, hasta el límite con Izurza. Sigue el límite del monte Bidecelaya hasta el camino al caserío Etxeburu Torre desde donde corre hasta la línea que separa Izurza de Mañaria. Sigue la línea de separación entre estos dos términos municipales en dirección sureste hasta subir a la crestería del Mugarra y bajar a Peda Mugarra. En este punto la demarcación del Parque sigue hasta llegar al camino de Mugarrikolanda que sirve de límite hasta el lugar conocido como Arta. De allí va a la cantera de mármol y por el camino de Izunze hasta el río Urkuleta. Sigue hasta el arroyo Txupitaspe y por el límite del monte de U.P. n.º 185 llega al mojón n.º 71. Desde este mojón se sigue la línea que separa Mañaria y Dima hasta la ermita de San Martín y rodea el monte Untzillaitz pasando por encima de la cantera llamada Muchate hasta llegar de nuevo a al línea divisoria entre Mañaria y Izurza que se sigue hasta llegar al término de Abadiño siguiendo la demarcación de este municipio hasta el mojón 1 que está en Untxillaitz. Por el lindero de este monte llega al mojón 18 donde, atravesando el desfiladero de Atxarte, llega por media ladera al mojón 19 situado en el monte Urquiola-Basoak cuyo lindero se sigue hasta el mojón 45 para, dejando el lindero seguir a media ladera hacia Achondo bordeando las estribaciones de Alluitz y Amboto pasando por el espolón rocoso llamado Atxarte, calzada vieja de Atxeko, chabolas de Eguskialde hasta el límite con Alava. Se sigue aguas arriba el arroyo Erlan, y por el alto de Amillondo hasta las peñas de Axelarrin, donde comienza el límite este.
Por el este la cumbre del Tellamendi es el punto de referencia del cual se sigue dirección oeste por Izpiztikoarriaga ya en tierras de Aramayona. Cerca del collado de Lesiaga se cambia de dirección hacia el sur para bordear al ladera este del monte Aranguio pasando por Larra, barranco de Izarra y la chabola de Ipurtotz siguiendo el camino que desde Aranguio lleva hasta la chabola de Keisti donde da comienzo el límite sur del Parque.
Por el sur el límite del espacio protegido va desde la cruz de Aranguio por la ladera de ese monte, pasando por la ermita de San Cristóbal, hasta el collado de Lesiaga y de allí hasta Olaeta y Zabalandi llegando a Pagozabal en el límite entre las provincias de Álava y Vizcaya. Sigue la frontera entre estos territorios en dirección oeste (límite territorial también de los municipios de Achondo y Aramayona) hasta Azuntze, ya en Abadiano, llegando al mojón número 58 del monte Urquiola Basoak siguiendo por la demarcación interprovincial hasta el mojón 68 donde términa el límite de Álava y el del Parque por este lado.
Por el lado oeste la línea de demarcación del Parque sigue dirección oeste por el lindero del monte de utilidad pública número 18 hasta Danzaleku donde comienza la frontera que separa Dima de Abadiano la cual sigue hasta el punto en el que está se junta con el término municipal de Mañaria en el mojón número 84. Aquí se deja la frontera entre pueblos para llegar al collado de Magaltxeta pasando por el alto de Iturriotz. Sigue por el camino de Astoa y llega al canal de Mendizabal siguiendo hasta el depósito de Berdiguntze. Rodea el alto de Lesartzu y, pasando por su colado, sigue por el a Eskurmin hasta el collado de Olarreta de donde sigue el camino a Iñungan por Sollukogane hasta llegar a Oba. Por Euntzuatz sigue el camino viejo del barrio de Artaun llegando al camino del monte Aramotz el monte flramotzu donde finaliza.

### Paisaje
El conjunto paisajístico del Parque de Urquiola está constituido por las grandes masas calizas que conforman los cordeles montañosos que recorren el Parque en el eje sureste noroeste. Estas moles rocosas tiene fuertes pendientes, creando barrancos y cantiles, y afiladas crestas con finos pasos de crestería. Las laderas de estos cresteríos se cubren con encinares cantábricos, hayedos y otros bosques caducifolios así como con plantaciones forestales de diferentes especies, principalmente coníferas entre los que se abren las praderas de pastos, que dan un paisaje muy rico en colores con abundante gama de verdes.
Las planicies kársticas soportan un paisaje diverso y áspero constituido por distintas proporciones de matorrales, pastos, roquedos, hayedos y pinares en una topografía muy accidentada.
En la parte baja de los valles se ven plantaciones, con algunas intercalaciones de bosques de frondosas. La mayor parcelación de estas zonas debido a la actividad humana da una mosaico de formas geométricas apreciable, pero mantiene la típica gama de verdes del paisaje cantábrico.
Cabe destacar la afectación de la actividad minera en el Parque o sus inmediaciones. Aun cuando la extracción de mineral ha sido una actividad histórica dentro de los terrenos que conforman el parque natural de Urkiola, las minas fueron cerradas mucho tiempo antes de que se otorgara esta figura de protección a estos terrenos. Las canteras de caliza, explotaciones a cielo abierto con un gran impacto paisajístico, han permanecido en actividad tiempo después del nacimiento mismo del parque natural de Urkiola. Con excepción de las canteras de Atzarte, propiedad del ayuntamiento de Abadiño, que fueron cerradas cuando se creó el Parque, las de Mutxate y Markolin Goikoa en Mañaria están en explotación en el límite justo de la demarcación del Parque (de hecho la marca se hizo en referencia a al explotación extractora) y la de Zallaventa, también en Mañaria, dentro del límite del Parque está también en producción.

### Zonificación
Atendiendo a la utilización y características de protección se ha dividido el Parque en cuatro zonas diferenciadas. Esta ordenación realizada por el Decreto 147/2002, de 18 de junio de 2002, busca la utilización ordenada de los recursos naturales de Urquiola por la población garantizando su aprovechamiento sostenido medioambiental; preservar la variedad y singularidad de los ecosistemas naturales, del paisaje y geológicos; mantener los procesos ecológicos esenciales y de los hábitats de las especies de flora y fauna silvestre y el mantenimiento de la capacidad productiva del patrimonio natural. Estas zonas son:
Zona de especial protección
Las zonas de especial protección son aquellas que requieren, por sus características de vegetación, fauna, geomorfología, paisaje y ecosistemas. Se extienden por zonas abruptas con grandes pendientes.
Hay dos zonas de este tipo, una el cresterio que forman Untzillaitz - Anboto - Zabalandi - Arangio, la más importante con una gran variedad paisajística de flora y fauna con extensas masas de hayedos. La otra se extiende por las laderas del Neberazarra y Errelletabaso bajando hasta Iturrioz en la parte sur y por el noroeste engloba el Mugarra teniendo el límite en la zona kárstica. Tiene una relevante flora y destaca la avifauna que se desarrolla en el Mugarra y el alto valor paisajístico del área de Neberazarra.
Se prevé preservar estas zonas fomentando la recuperación de las especies autóctonas rehaciendo masas de vegetación autóctona y recomponiendo estas. Actuar en la recuperación de antiguas canteras y fomentar usos compatibles con los objetivos conservacionistas. Reducir el uso lúdico del cordal del Amboto.
Zona de recepción y tránsito o de acogida
Es la zona de afluencia habitual de visitantes. Comprende el área del puerto de Urquiola, con el Santuario de los Santos Antonios y inmediaciones. Se extiende a lo largo de la carretera entre el puerto de Urquiola y el alto de Erreketegana.
Es una zona donde destacan las cuestiones de interés cultural y hay algunos ecosistemas representativos.
Zona forestal-ganadera
Formadas por áreas transformadas para estos usos a lo largo del tiempo. Se extienden a los lados de la carretera Mañaria - Ochandiano incluyendo terrenos de Iñunganaxpe y Artaun. Se prevé la mejora de las explotaciones bajo la supervisión de los órganos de gestión del Parque de acuerdo con las asociaciones de propietarios y usuarios.
Zona de restauración ganadera
Se sitúa en el extremo noroccidental del Parque desde Aramotz hasta el Mugarra. Se trata de una zona kárstica singular con condiciones singulares en la altitud y la pedregosidad del terreno que hacen que su vegetación sea escasa y aprovechable para el pastoreo.
Zona periférica de protección
Esta zona es una banda de 100 metros de anchura a lo largo de todo el perímetro del Parque excluyéndose los núcleos rurales e industriales, en concreto Artaun en Dima y Urkuleta y la zona de suelo industrial consolidado del entorno de ermita de San Lorenzo en Mañaria.
En esta área se puede suspender, previo informe del Patronato del Parque, cualquier actividad que pueda perjudicar al área protegida.

### Acceso

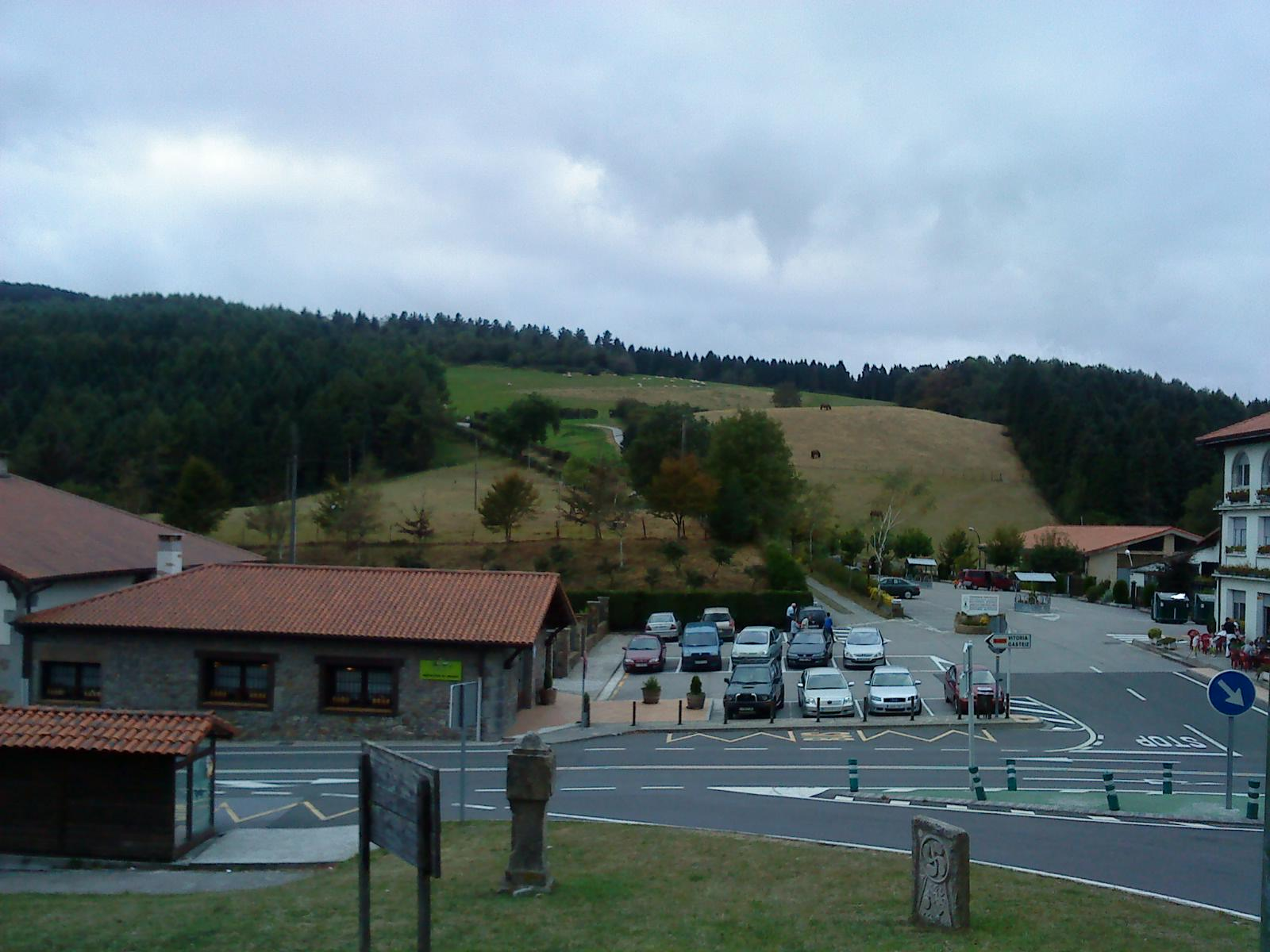
Puerto de Urquiola.

El parque natural de Urkiola está rodeado de núcleos urbanos cuyos barrios rurales se adentran en los límites del mismos. Desde ellos el acceso es fácil y rápido. Las poblaciones limítrofes están bien comunicadas. La distancia del centro del Parque a las capitales del País Vasco son las siguientes; a Bilbao 50 km, a Vitoria 31 km y a San Sebastián 80 km.
La carretera BI-623 (en la parte alavesa A-623), que cruza el Parque de norte a sur por su centro, uniendo Durango con Vitoria, es la forma más rápida y cómoda de acceder al Parque. Esta carretera forma el puerto de montaña de Urquiola que tiene una altitud de 700 m s. n. m. En él se ubica el Santuario de los Santos Antonios y toda su área religiosa (caminos, ermitas y fuentes) así como el centro de interpretación del parque Toki Alai y sus dependencias administrativas. En este lugar se ha formado un pequeño núcleo urbano, dependiente del municipio de Abadiano, con algunos servicios de hostelería y alojamiento, áreas de recreo y paseos.
A la zona del macizo de Aramotz se puede acceder desde el valle de Arratia, parte sur del Parque, mediante la carretera BI-3543 que une las poblaciones de Yurre y Ochandiano. Desde esta carretera se accede a los barrios y parajes de Artan, Oba y Balzola todos ello en la población de Dima. Desde el otro lado, desde el valle del Ibaizábal se accede a esta sierra desde el núcleo urbano de Amorebieta o desde el barrio de Bernalgoitia de este mismo municipio.
Por el lado oeste el acceso se realiza desde la carretera BI-632 que une Durango con Mondragón pasando por el puerto de montaña de Campázar. Desde este punto se puede acceder hacia el Besaide y Udalaitz y desde allí a Ipizte, collado de Zabalandi y Amboto. Desde esta misma carretera, se accede al valle de Arrazola y a los núcleos que conforman el municipio de Achondo situándose bajo el Amboto - Alluitz y acceder, con desniveles mayores de 1000 m, al mismo.
La parte alavesa del Parque, la sierra de Arangio, tiene el acceso por carretera A-26202 que discurre entre Mondragón y Villarreal de Álava. Desde ella se accede a los barrio de Aramayona de Ganzada y Etxaguen o cogiendo la A-3941 al barrio de Oleta, también de Aramayona, que ya se ubica en la vertiente occidental del macizo de Arangio.

## Toponimia
El topónimo castellano de "Urquiola" procede del eusquérico "Urquiola", nombre del parque, y hace referencia a la existencia de abedules, urki(a) = "abedul", "ola" = "factoría" "ferrería". Se traduce como "ferrería del abedul".

## Geología

### Composición geológica

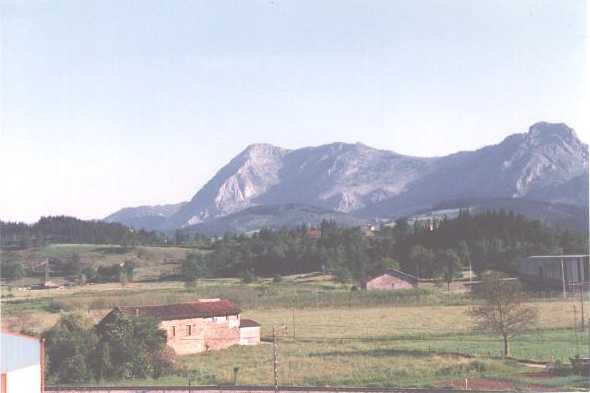
Vista de la crestería del Amboto por la cara norte.

Las rocas que componen los suelos del parque natural de Urkiola son todas ellas rocas sedimentarias. Los materiales litolográficos más comunes son calizas, margas, areniscas y arcillas y rocas que combinan las anteriores cuyo origen son barros calcáreo, arcillosos y arenas que se han cementado.
Destaca por su espectacularidad y abundancia las formaciones de roca caliza arrecifales, también denominadas urgonianas. Estas calizas ocupan una gran extensión y firman las mayores altitudes. En el sector este se encuentra la alineación de los montes del duranguesado con las cumbres Alluitz, Ergoin, Amboto que se extiende por Izpizte y Orisol, todas ellas por encima de los 1000 metros de altitud. Por el sector oeste están las cumbres del Urtemondo, Mugarra, Leungane en Aramotz y Kanpantorrieta y Arrietabaso en el Ezkubaratz.
Los escarpes calcáreos de los montes del duranguesado que se orientan en dirección noroeste sureste y van desde el Mugarra al Amboto llaman la atención desde el punto de vista geológico por su espectacularidad. Son moles de caliza arrecifal de color gris claro, muy dura y compacta. Poseen gran cantidad de fósiles de corales coloniales masivos y de conchas de rudistos (molusco alto en forma de copa) y ostreídos. Se intercalan en las calizas arrecifales otras de diferentes tipos como calizas negras areniscas, calizas arcillosas, calizas margosas, etc.
El segundo tipo de roca que más abunda en el Parque es son las rocas detríticas que están formadas por una acumulación de granos muy heterogéneos de pequeño tamaño. Son areniscas y sus variantes. Ocupan una amplia extensión en el sector sureste del Parque y sus cumbres más destacadas son el Saibi y Urquiolamendi extendiéndose hacia el sur fuera de los límites del área protegida. Dentro de este sector hay un tramo basal de areniscas blanquecinas o grises claras con pequeños cantos de cuarzo.
Luego hay una mezcla de diferentes tipos de rocas sedimentarias muy variadas, calizas arcillosas en el extremo norte del Tellamendi, areniscas, arcillas y margas junto a la caliza arrecifal.
Estas rocas son todas, a excepción de los recubrimientos cuaternarios, de materiales del Cretácico inferior correspondiendo a un nivel cronológico diferente cada serie. Los recubrimientos cuaternarios son de poco espesor y son suelos eluviales, derrubios de ladera, acarreos fluviales y turberas, fangos y arcillas.
La erosión que ha monedado el relieve del Parque atacando y haciendo desaparecer la parte más blanda dejando sobresalir a las partes duras como los espolones calizos. La caliza a su vez sufre los característicos signos de disolución en forma de dolinas, cavernas, etc.
Bordea el sudoeste las Sierras de Amboto y Aramotz la llamada Falla de Urquiola que es la fractura más importante del anticlinorio vizcaíno.

### Historia geológica
Las rocas que conforman el suelo del parque natural de Urkiola están datadas entre los 140 millones de años las más antiguas y 110 millones de años las más jóvenes. Las rocas más antiguas forman un piso geológico que se denomina Neocomiense del principio del periodo Cretácico, perteneciente a la Era Secundaria o Mesozoinca y son materiales arenosos y arcillosos, la data de 140 millones de años se atestigua por los fósiles que contiene. Estos son de origen marino.
Hace unos 120 millones de años sobre estos materiales aparecen otros de origen calcáreo, las calizas urgonianas o arrecifiales. Estos tienen su origen en las colonias de corales que se desarrollaron en el antiguo mar, estrecho y poco profundo, que ocupaba estas tierras.
Hace 110 millones de años el mar se hace más ancho y profundo parándose el desarrollo del coral y comenzarse a cubrir por el mismo por sedimentos arenosos y arcillosos finos. Hace 100 millones de años comienza la denominada "apertura del Cantábrico" que es extendió hace 45 millones de años cuando la Placa Ibérica se introduce debajo de la Placa Euroasiática empujada por la Placa Africana. En este proceso se comprime y eleva el fondo marino formándose los Pirineos y los relieves periféricos a los mismos, entre los que se encuentran los Montes vascos en donde se ubica Urquiola. Una vez que los fondos marinos quedan al descubierto, esto es hace unos 40 millones de años, comienza la acción de la erosión que acabó dando la forma actual que hoy tiene el relieve del parque natural de Urkiola.

### Fósiles
La caliza arrecifal o urgonianas es rica en fósiles de conchas marinas al haberse formado por la acumulación de corales y otros seres marinos que se desarrollaron en el periodo en que el lugar estaba sumergido, hace unos 120 millones de años. En las moles calizas del parque natural de Urkiola se encuentran yacimientos de fósiles de diferentes tipos, algunos de ellos pertenecientes a especies ya extinguidas. Los fósiles más comunes que se hallan son:
- Rastellum es un molusco bivalvo de la familia Ostreidae. Emparentado con las ostras actuales muy frecuentes en el Cretácico Inferior. La especie típica es la Rastellum rectangulare de amplia distribución en Europa hace de 120 a 140 millones de años. En el parque está asociada a sedimentos calizos y margo calizos.

- Aetostreon es un molusco bivalvo de la familia Ostreidae. Este molusco está asociado al rastellum y en Urquiola se encuentra en los mismos lugares que el anterior. La especie típica es el Aetostreon latissimum.

- Toucasia es un molusco bivalvo de la familia Requieniidae. Denominados Rudistitos fueron muy abundantes en durante unos 80 millones de años. En la actualidad están extinguidos. Son corales coloniales, sedentarios y constructores y en su especie típica Toucasia carinata muy frecuente en las calizas arrecifales de hace 120 millones de años.

- Monopleura es un molusco bivalvo de la familia Monopleuridae. Rudisto emparentado con los Toucadia comparte sus características. Su morfología es muy diferente a la del Toucadia. Abundante en la roca del parque, la especie típica, la Monopleura implicata tiene entre 7 y 10 cm y aparece asociada con las capas de Toucadia.

- Sphaera es un molusco bivalvo de la familia Fimbriidae. De forma redonda con costillas o surcos de crecimiento concéntricos en su concha y con algunas estrías radiales no suele alcanzar más de 10 cm de diámetro. Es un fósil común en toda Europa en capas del Cretácico inferior. En Urquiola su presencia es escasa.

- Neithea  es un molusco bivalvo de la familia Pectinidae. Este bivalvo está emparentado con las actuales vieiras. Su concha era de pequeño tamaño no sobrepasando los 6 cm con la valva superior más aplanada que la inferior, ambas valvas poseían 5 o 6 costillas radiales grandes entre las que había otras, 3 o 5, más pequeñas. La especie típica en el Aptiense es la Neithea atava.

- Glauconia  es un molusco gasterópodo de la familia Cassiopidae. Como todos los gasterópodos posee una concha helicoidal arrollada sobre un eje central, similar a las caracolas de mar. Con un tamaño de 3 cm su concha es de espiras elevadas ornamentada con líneas paralelas finas que se solían alternar con otras más gruesas o tubérculos redondos. Abundante en el Cretácico, es anterior a la formación de las calizas arrecifales del Urgoniano. Se encuentra asociado a niveles carbonosos y arenosos. La especie típica es la Glauconia strombiformis que data de hace unos 130 millones de años siendo de los más viejos fósiles hallados en Urquiola.

- Discoides  es un molusco equinoideo de la familia Discoididae. De la misma familia que las actuales estrellas de mar y los erizos de mar el Discoides es un pequeño equinoideo que no rebasa los 2 cm de diámetro. De forma circular y ligeramente abombado, su esqueleto se encontraba cubierto por ligeros tubérculos que eran las bases de las púas. Con disposición pentagonal de sus áreas ambulacrales tenía la boca y el ano en posición basal. Vivió en torno a hace 110 o 120 millones de años en el Cretácico inferior. La especie típica es la Discoides cónica. Su fósil no es muy abundante en Urquiola.

- Toxaster  es un equinoideo de la familia Tozxasyeridae. Es un erizo de mar con un caparazón de forma acorazonada con púas finas y cortas que le daban un aspecto de bola peluda. Se alimentaba de la materia orgánica del fondo marino excavando en él. La especie típica Toxaster amplus podía alcanzar los 4 cm de longitud. Las cinco áreas ambulacrales sobre el caparazón forman cinco brazos que dan a este el aspecto de tener impresionada una estrella de mar, confundiéndose frecuentemente el fósil del Toxaster con una piedad con la impresión de una estrella de mar.

- Sellithyris  es un branquiópodo de la familia Terebratulidae. Estos filtradores de pequeño tamaño, no superaban los 3 cm de longitud, están muy bien representados en sus diversas formas a lo largo de todo el Secundario. La especie típica el Sellithyris sella es un Terebrtúlido típico del Cretácico inferior muy extendido geográficamente. Con un modo de vida muy similar al actual mejillón formaba racimos de multitud de individuos que filtraban el agua marina.

- Psilothyris  es un branquiópodo de la familia Zeilleriidae. Este filtrado tiene una concha redondeada y ligeramente subpentagonal de solo 2 cm de tamaño está asociado al Sellithyris  y aparece normalmente con él. La especie típica Psilothyris tamarindus está muy esparcida geográficamente aunque solo aparece en capas pertenecientes al Aptiense superior por lo que es un buen datador.

- Cyclothyris  es un branquiópodo de la familia Rhycnellidae. Es un filtrador que se encuentra en los mismos enclaves que Sellithyris y los Psilothyris. Tienen una concha con costillas radiales que en la especie típica Cylothyris latissima andan entre a las 55 y 60 costillas aunque su tamaño es de solo 30 cm. Muy numerosos en el Mesozoico, en la actualidad quedan muy pocos ejemplares.

- Orbitolina  es un foraminífero de la familia Orbitolinidae. Son pequeños invertebrados circulares con un caparazón en forma de "gorro de segador", circular y un poco cónico, con un tamaño que oscila entre los 5 y los 7 mm, que llegan a formar rocas calizas de gran espesor, estas rocas se denominan orbitolinas o foraminíferas. Estos fósiles se usan para datar la roca y efectuar correlaciones a grandes distancias. Habitaban entre la superficie y los 200 metros de profundidad. Son los más abundantes en las rocas del parque.

- Stereocaenia  es un hexacoralario de la familia Astrocoeniidae. Ligado a los arrecifes coralinos con temperaturas del agua que oscilan entre los 15 °C y los 25 °C y profundidades inferiores a 50 m y salinidad normal. Se desarrolló hace unos 120 millones de años. La Stereocaenia collinaria es un colar colonial típico formado por una concentración de cálices pequeños de diámetros comprendidos entre 1 y 1,5 mm.[2]

### Paisaje kárstico
La abundancia de caliza junto con la riqueza en lluvias de la zona ha dado lugar a un muy rico relieve kárstico, con abundantes cuevas, muchas de ellas con restos de ocupación humana prehistórica. La karstificación está ligada al aporte hidrológico y al volumen de roca que permite este fenómeno. Esto hace que las reservas subterráneas de agua este en íntima relación con ella.
En las mesetas que presentan los macizos de Aramotz-Mugarra y Ezkubaratz se hn desarrollado toda clase de formas del kárstico. En ellos se hallan dolinas, simas y lapiaces, que configuran un paisaje particular y áspero. En los bordes de la meseta, en especial en el borde noreste, se aprecian mayores pendientes.
Bajo el suelo se forma una complicada red de galerías que recoge el agua filtrada o que entra en los sumideros. La erosión va calando hasta llegar a un extracto impermeable y buscar una salida formando un manantial o surgencia.

### Cumbres
Las principales cumbres del Parque ordenadas por su altitud son:

Vista del parque natural de Urkiola desde la cumbre del Saibigain. De Izquierda a derecha, los picos Arrietabaso, Mugarra, Untzillaitz, Aitz txiki, Alluitz y Amboto.

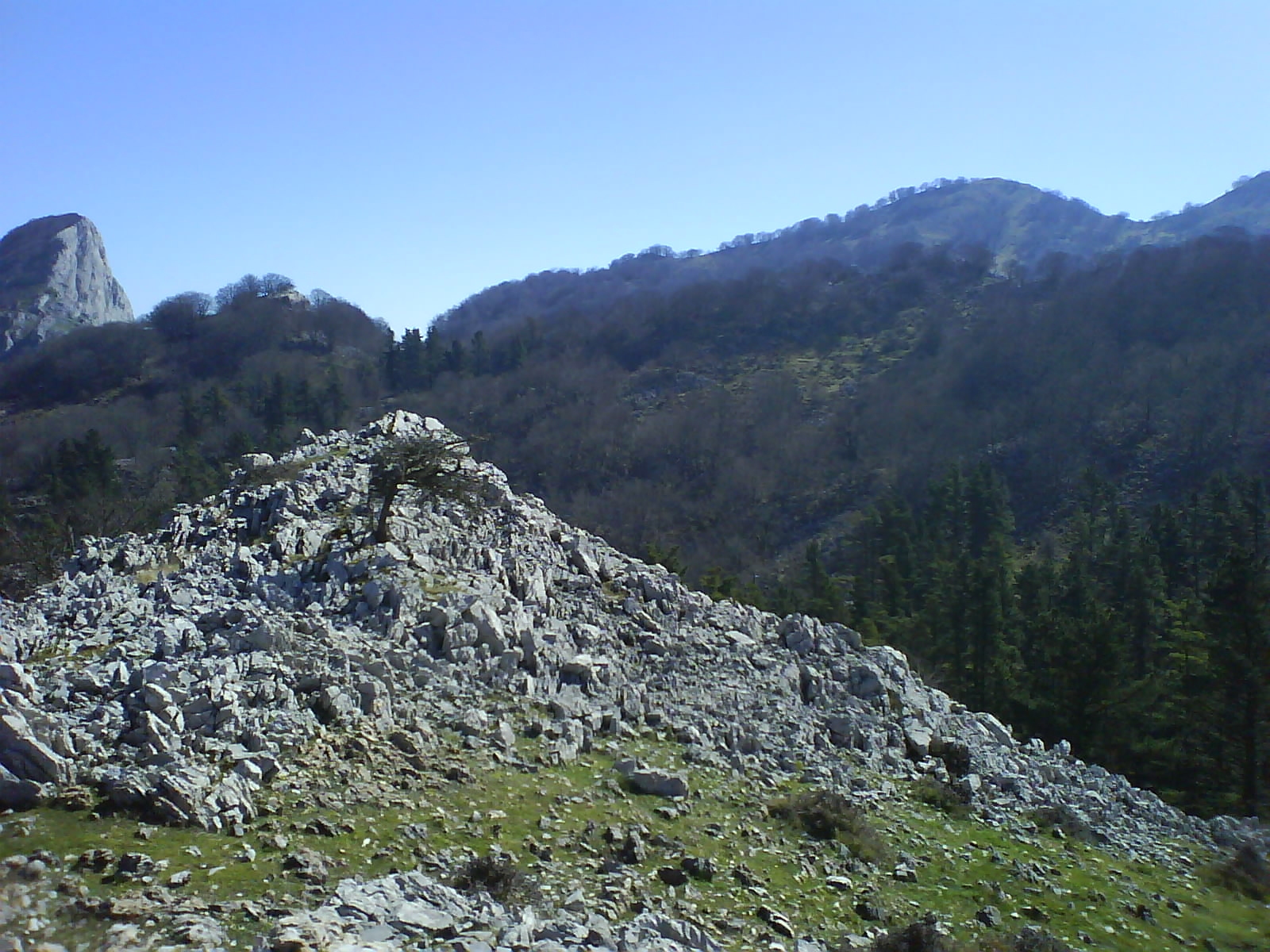
Paisaje de Aramotz, al fondo a la izquierda se observa el Mugarra.

1. Amboto, 1331 m s. n. m.
2. Elgoin, 1240 m s. n. m.
3. Orisol, 1128 m s. n. m.
4. Izpizte, 1062 m s. n. m.
5. Alluitz, 1039 m s. n. m.
6. Arrietabaso, 1018 m s. n. m.
7. Kanpantorreta, 1016 m s. n. m.
8. Urquiolamendi, 1011 m s. n. m.
9. Leungane, 1008 m s. n. m.
10. Mugarra, 965 m s. n. m.
11. Saibigain, 945 m s. n. m.
12. Untzillaitz, 935 m s. n. m.
13. Tellamendi, 894 m s. n. m.
14. Aitz Txiki, 791 m s. n. m.
15. Urtemondo, 789 m s. n. m.[9]

## Hidrografía
El parque natural de Urkiola está situado sobre la línea divisoria de las vertientes mediterránea y cantábrica. La composición de sus suelos, con una alta presencia de las caliza, hace que hay una importante zona kárstica que ocupa cerca del 60% de la superficie del Parque en forma de roquedos calizos y planicies y depresiones kársticas, lo que hace que haya una importante presencia hídrica subterránea.

### Ríos y arroyos
La superficie de Urquiola está dividida en dos vertientes y cuatro grandes cuencas. Son cursos de agua pequeños tanto en longitud como en caudal (con la excepción del río Mañaria y los arroyos de Urquiola y Mendiola). La precipitación anual en ambas vertientes es muy similar, y condiciona mucho los caudales. Hay una gran diferencia entre el bajo caudal de la época estival y los máximos del otoño. Un gran número de manantiales surgen después de la temporada de fuertes lluvias.
A la vertiente cantábrica pertenecen las cuencas de Mañaria, Mendiola, Arrázola y Aramayona que tiene como características las fuertes pendientes debidas a los grandes desniveles y con alto poder erosivo. Tanto los cauces de Mañaria como de Mendiola y Arrázola contribuyen al río Ibaizábal.
Los cursos permanente de agua superficial se desarrollan en la vertiente norte sobre terrenos de margas arcillosas. Los arroyos que nacen en los barrancos de Inungane e Iturriotz-Txakurzulo formando el río denominado Mañaria. En el barranco de Mendiola se forma el arroyo del mismo nombre y en los barrancos de Txareta y Atxondo surgen arroyos que van a parar al río Elorrio que a su vez, junto al Zaldu que viene de Zaldívar, conforma el Ibaizábal siendo esta una de las cuencas principales que recogen las aguas del Parque.
También en la vertiente cantábrica están las contribuciones que pertenecientes a al cuenca del río Deva en la parte sureste del Parque. Son los arroyos procedentes de la sierra de Arangio y Tellamendi que forman el río Aramayona.
En la vertiente mediterránea, la parte sur del Parque, las pendientes son mucho más suaves haciendo que los cursos de agua sean más lentos. A esta vertiente pertenecen los arroyos de Urquiola y Oleta que se embalsan en la presa de Urrúnaga y vierten al río Zadorra, afluente del río Ebro.

### Acuíferos
En la parte del Parque con terrenos de caliza arrecifal se ha desarrollado un proceso kárstico y el agua discurre por ríos subterráneos.
Las precipitaciones recargan los acuíferos que luego se descargan mediante surgencias o directamente a los cursos de agua. Estas sugerencias tienen importantes variaciones del caudal dependiendo directamente del régimen de precipitaciones. Estas aguas tienen índices de mineralización inferiores a 350 mg/l presentando una clara facies bicarbonatada cálcica.
En el Parque se identifican dos subunidades, Aramotz - Amboto y Eskuagatx. La primera de ellas se divide en dos sectores, Aramotz y Amboto. Los recursos de las subunidades localizadas en el parque natural se estiman en conjunto en 23,5 hm³/año.
La principal área hidrogeológica de Urquiola es Aramotz, que traspasa los límites del parque alcanzando el macizo de Udalaitz y a la zona de Ilunbe-Induso, en el municipio de Dima. Drena a pie de monte en diferentes puntos, en la parte suroeste por el manantial de Orue en el valle de Dima con un caudal de 75-100 l/s, en la parte noroeste por el manantial Iturrieta en Mañaria con un caudal de 100-200 l/s.
En el macizo de Ezkubaratz drena al norte por el manantial de Zallobenta en Mañaria con un caudal de 100-200 l/s y al suroeste al río Indusi mediante los manantiales de Urmeta, Angilarri, Indusi y Bernaola.
El complejo del Amboto drena hacia el noroeste, hacia el valle de Atxondo por el manantial de Urtzillo el cual tiene un caudal de 100-200 l/s.

## Clima
El parque natural de Urkiola está situado en la divisoria de aguas cantábrica-mediterránea y las perturbaciones del Atlántico Norte determinan su régimen climático.
El clima es templado oceánico, con un régimen de precipitaciones elevado con un claro descenso en el periodo estival y una atemperamiento de las temperaturas extremas. Se da la transición entre el clima cantábrico oriental de Vizcaya y el mediterráneo continentalizado de la mayor parte de Álava.
La mayor parte del Parque se encuentra sobre los 600 metros de altitud incluyéndose en el termotipo supratemplado, mientras que los terrenos que quedan debajo de esa cota son más templados, siendo el termotipo mesotemplado.
Las precipitaciones anuales, en torno a los 1500 mm, determinan unos ombrotipos húmedo e hiperhúmedo. La temperatura es suave, dulcificada por la influencia marina, con un rango que oscila entre los 7 °C de media mínima y los 15 de media máxima con una media anual de 11 °C.
En la vertiente sur, a sotavento de la influencia oceánica, se produce una leve continentalización y mediterraneización del clima produciéndose un muy pequeño descenso de las precipitaciones respecto al otro lado.

## Vegetación y fauna
- Véase también: Anexo:Fauna y flora del parque natural de Urkiola

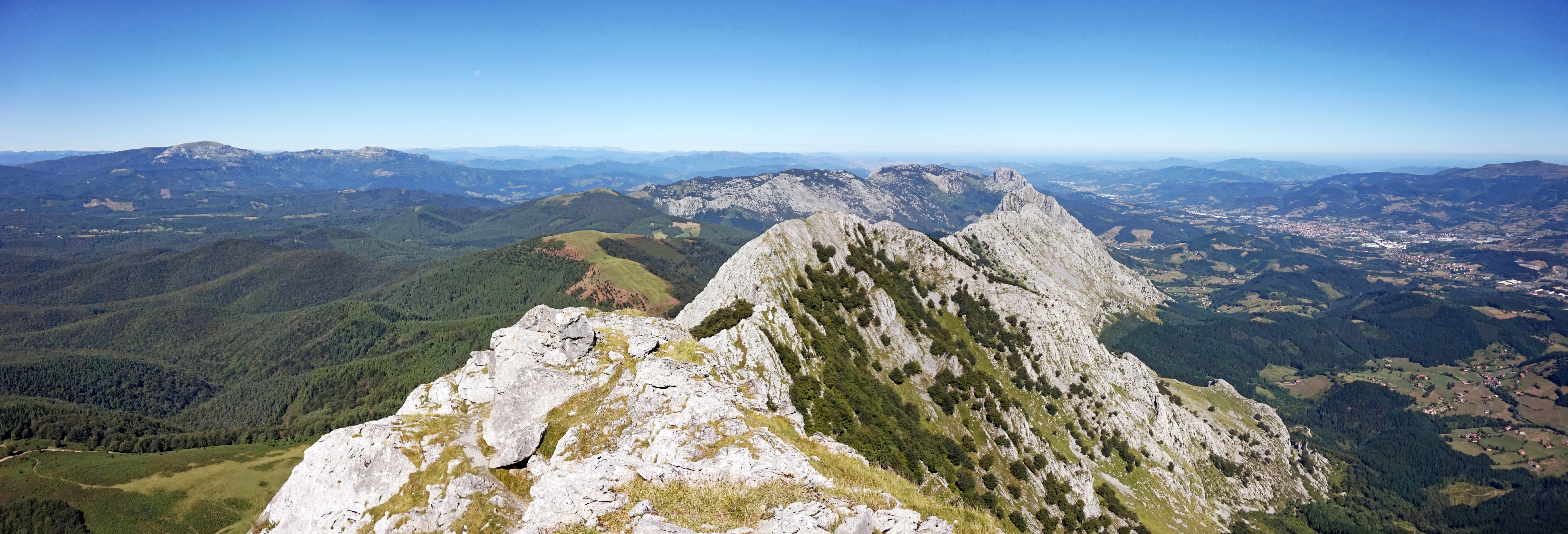
Sierras de Amboto y Aramotz

### Vegetación
La actividad humana realizada a través del tiempo en las tierras del Parque Natuaral de Urkiola han marcado el tipo de vegetación existente en la actualidad. El tipo de suelo y la altitud son otros dos factores determinante para la misma.
La vegetación del parque natural de Urkiola presenta los rasgos típicos del sector formado por las provincias Cántabro-atlánticas de la región eurosiberiana con rasgos de la región mediterránea al situarse parte del territorio del Parque en esa vertiente. Con referencia a la altitud, con un límite que oscila entre los 550 y los 650 metros dependiendo de la orientación, se diferencian dos tipos de vegetación; el colino que coincide con el mesotemplado y el montano coincidente con el supratemplado. Hay además algunas características puntuales que influyen en la vegetación. Estas son:
- Zonas de altitud superior a los 1000 metros, en donde se da presencia de elementos florísticos boreo-alpinos.
- Inclusión de las montañas del Parque en el eje cántabro-pirenaico el cual hace que se produzca una continuidad biogeográfica que posibilita la persistencia de elementos florísticos propios.
- Gran extensión de masas rocosas calizas que favorecen la aparición de elementos florísticos de matiz submediterráneo y mediterráneo de montaña.

#### Vegetación potencial
En ausencia de la influencia humana la vegetación potencial climácica típica del piso colino (por encima de los 600 m s. n. m.), estaría constituida por robledales atlánticos, en el valle habría bosque mixto de frondosas caducifolias y robledal acidófilo en las pendientes. En las riberas de los arroyos se situarían alísias y en los sustratos calizos bosques de encinares cantábricos y su cohorte de matorrales perennifolios. Por las paredes de Leungane-Artatxagan se encontrarían quejigales de roble carrasqueño.
En el piso montano, altitudes por debajo de los 600 metros aproximadamente, se desarrollaría el hayedo y, en algunas laderas soleadas y con sustrato arenisco se encontrarían marojales de roble.
Habría enclaves en los que se desarrollarían formaciones de turberas y brezales turbosos, gleras o pedrizas móviles en suelos muy ácidos, húmedos y fríos y en los acantilados su vegetación de cantil típica.

#### Vegetación actual
La actividad humana en el Parque de Urquiola ha influido en la conformación de su paisaje y en especial en la vegetación que se da en el mismo. La vegetación potencial ha quedado reducida y en su lugar se han establecido otras. La distribución actual de la vegetación en el Parque es la siguiente:
| Tipo de vegetación               | Superficie (ha) | Total del Parque (%) |
| -------------------------------- | --------------- | -------------------- |
| Áreas urbanizadas/Sin vegetación | 23              | 0,4                  |
| Bosques naturales                | 1530            | 25,6                 |
| Matorrales y landas              | 795             | 13,3                 |
| Pastos y formaciones herbáceas   | 560             | 9,4                  |
| Vegetación de roquedos calizos   | 1302            | 21,9                 |
| Plantaciones forestales          | 1673            | 28,1                 |
| Jardines y otras                 | 76              | 1,3                  |
| Total Parque natural             | 5958            | 100                  |

Las zonas con árboles están presentes en más de la mitad de la superficie protegida. Se distribuyen casi al 50% entre bosques naturales y plantaciones forestales. Destacan los bosques de los roquedos calizos y las especies de más abundantes son el haya y la encina en este orden. En las plantaciones forestales la especie más abundante es el pino radiata o pino insigne que ocupa más de 1000 ha, con mucha menos ocupación hay plantaciones de otras coníferas. La distribución arbórea es la siguiente:
| Tipo de masa vegetal     | Superficie (ha) | Total del Parque (%) |
| ------------------------ | --------------- | -------------------- |
| Robledal / Bosque mixto  | 50              | 0,8                  |
| Aliseda                  | 81              | 1,4                  |
| Marojal                  | 9               | 0,1                  |
| Abedular                 | 33              | 0,6                  |
| Hayedo acidófilo         | 459             | 7,7                  |
| Hayedo petrano calcícola | 501             | 8,4                  |
| Bosque mixto de crestón  | 44              | 0,7                  |
| Encinar cantábrico       | 353             | 5,9                  |
| Total bosques naturales  | 1530            | 25,6                 |

#### Flora
Se han catalogado un total de 694 taxones (especies, subespecies e híbridos) entre los cuales 156 están clasificadas como de especial interés por su especial endemismo. En el parque natural de Urkiola no hay especies propias y exclusivas del mismo.
De los 694 táxones catalogados 12 son especies clasificadas como endémicas, 35 muy raras, 100 raras y 12 como raras localizadas. Las especies muy raras se desarrollan principalmente en roquedos, un 41%, y bosques de frondosas, un 24% de ellas, siendo los encinares muy significativos en esta cuestión, otro 22% se desarrollas en las áreas higroturbosas. Las especies raras localizadas tiene su principal ubicación en los roquedos y hay alguna en los pastos montanos. Las especies raras se reparten entre el roquedo, con un 37, los bosques naturales de frondosas con un 32, lo mismo que los pastos-matorrales mientras que las áreas higroturbosas tienen 25. Las especies endémicas se encuentran también de forma importante en los roquedos, donde se ubican 9 taxones, normalmente e zonas de umbría. De ellas solo tres se pueden clasificar de raras. El resto aparecen en los pastos matorral, dos en brezal calcícola y una en los matorrales y bosque claros de substrato ácido.

### Fauna
Se han catalogado 126 especies de vertebrados, excluyendo los quirópteros (murciélagos) en el siguiente cuadro se muestra la distribución según su clase:
| Clases             | Peces | Anfibios | Reptiles | Aves | Mamíferos |
| ------------------ | ----- | -------- | -------- | ---- | --------- |
| Número de especies | 4     | 7        | 10       | 74   | 31        |
| Porcentaje (%)     | 3,2   | 5,6      | 7,9      | 58,7 | 24,6      |

La ubicación del parque natural de Urkiola a caballo entre la vertiente cantábrica y la vertiente mediterránea hace que su fauna este formada principalmente por especies típicas eurosiberianas (83%) con algunas de origen mediterráneo (13%), etiópicoorientales (1%) y cosmopolitas (3%).
En el entorno del parque hay 23 áreas que mantienen comunidades o agregados interesantes
y caracterizadores en referencia a la fauna. Estas áreas se deben a los siguientes criterios; lugares de nidificación, humedales propicios para la reproducción de anfibios y aquellas zonas que sean conocidas como indispensables, por cualquier causa, para el desarrollo faunístico.
Las especies que habitan en el parque natural de Urkiola se agrupan en cuatro categorías:
- Extinguidas en época reciente: Quebratahuesos, barbo común, bermejuela y mirlo acuático.
- Repobladas: Trucha común y arco-iris, perdiz roja, liebre norteña y conejo.
- Colonizadores naturales: Visón europeo y corzo.
- Históricamente establecidas: El resto de las especies.

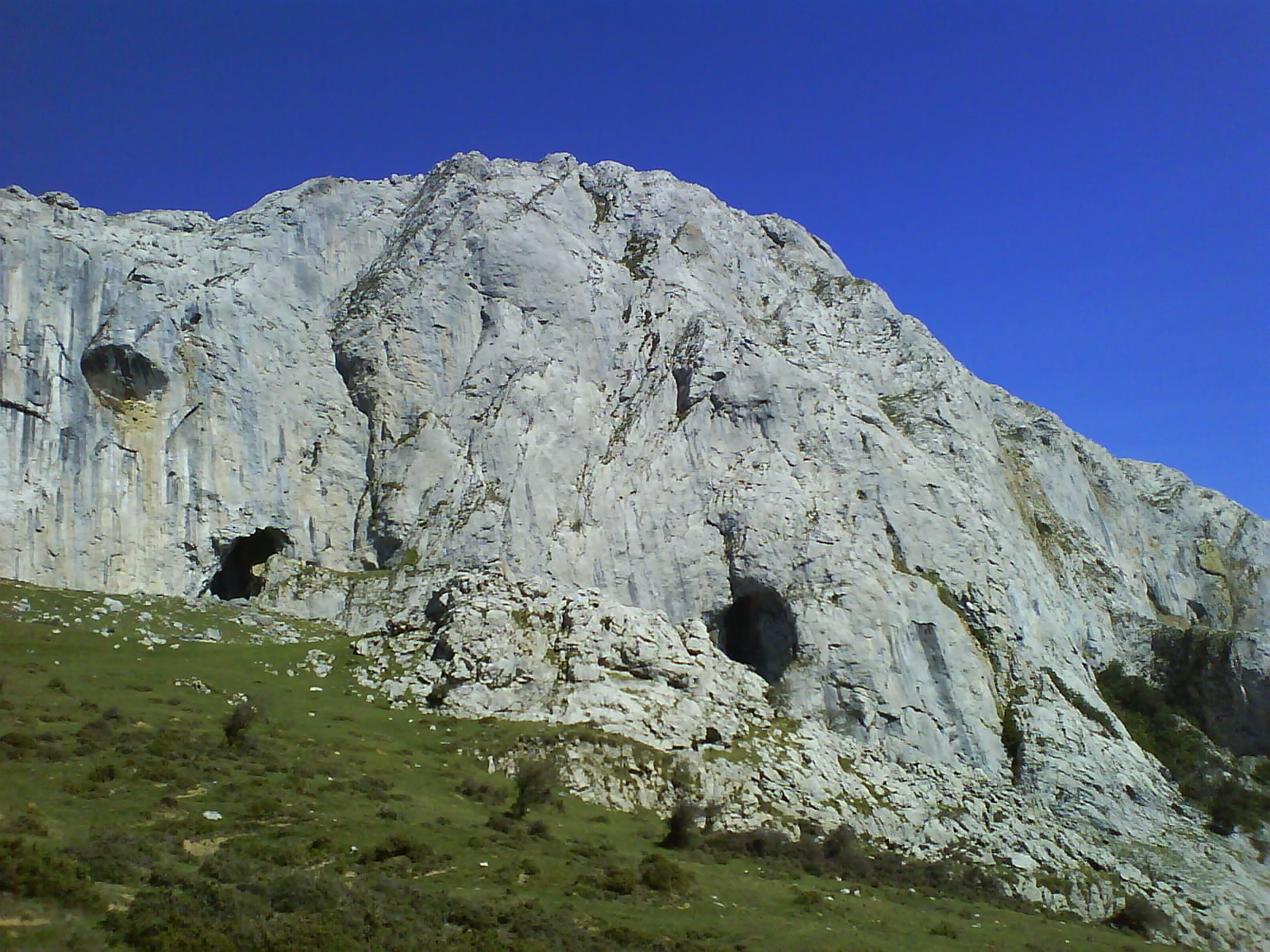
Vista parcial de la pared sur del Mugarra en donde se ubica la mayoría de los nidos de buitres del parque.

En el Parque hay un gran número de especies protegidas, 64 están incluidas en el "Catálogo Nacional de Especies Amenazadas". Hay tres especies que se pueden pescar y 12 que se pueden cazar. La Directiva de Aves de la comunidad europea protege a 19 especies mientras que "Directiva de Hábitats" protege a otras 15. Hay 106 especies que están protegidas por el Convenio de Berna, 30 por el Convenio de Bonn y 15 por el Convenio de Washington. El "Catálogo Vasco de Especies Amenazadas" incluye 36 especies que tiene presencia en el Parque.
Entre los vertebrados de Urquiola se encuentran:

#### Peces
Entre los peces de los ríos del parque se encuentra la madrilla (Parachondrostoma toxostoma), el piscardo (Phoxinus phoxinus). Se ha repoblado con trucha común (Salmo trutta) y trucha arcoíris (Oncorhynchus mykiss).

#### Anfibios
Habitan en el parque dos especies de urodelos, el tritón palmeado (Triturus helveticus) y la salamandra común (Salamandra salamandra) y cinco anuros, rana común (Pelophylax perezi) patilarga (Rana iberica) y bermeja (Rana temporaria), sapo partero (Alytes obstetricans) y común (Bufo bufo).

#### Reptiles
Como la lagartija de turbera (Zootoca vivipara) o la roquera (Podarcis muralis), víbora cantábrica (Vipera seoanei), culebra lisa europea (Coronella austriaca) y lagarto verdinegro (Lacerta schreiberi).

#### Aves
Hay una importante variedad de rapaces, destacando por su número la colonia de buitres leonados (Gyps fulvus) (solo en el Mugarra hay más de 60 parejas). Hay alimoches (Neophron percnopterus), cernícalos vulgares (Falco tinnunculus), halcones peregrinos (Falco peregrinus), ratoneros comunes (Buteo buteo), cárabos (Strix aluco), águilas calzadas (Aquila pennata), aguiluchos pálidos (Circus cyaneus) y milanos negros (Milvus migrans). Son también numerosos los paseriformes como el mirlo (Turdus merula), la collalba gris (Oenanthe oenanthe), el roquero rojo (Monticola saxatilis), el colirrojo tizón (Phoenicurus ochruros), la chova piquirroja (Pyrrhocorax pyrrhocorax), los bisbitas arbóreo (Anthus trivialis) y el bisbita ribereño alpino (Anthus spinoletta), las currucas rabilargas (Sylvia undata) y zarceras (Sylvia communis), el arrendajo (Garrulus glandarius), el petirrojo (Erithacus rubecula), los herrerillos capuchinos (Lophophanes cristatus) y comunes (Parus caeruleus), el reyezuelo listado (Regulus ignicapilla), el camachuelo común (Pyrrhula pyrrhula) y la lavandera cascadeña (Motacilla cinerea) entre otros. Pueden encontrase también pájaros carpinteros como el pico picapinos (Dendrocopos major) o el pito real (Picus viridis), chotacabras gris (Caprimulgus europaeus), cuco común (Cuculus canorus), paloma torcaz (Columba palumbus) y martín pescador (Alcedo atthis)

#### Mamíferos
Como jabalíes, ardillas, liebres, corzos, topillos, erizos, topos, musarañas.
Carnívoros
Comadrejas (Mustela nivalis), zorros (Vulpes vulpes), tejones (Meles meles), gato montés (Felis sylvestris), turón (Mustela putorius).
Murciélagos
Dentro de la fauna de Urquiola está el grupo de los quirópteros o murciélagos con una presencia en el Parque de cinco especies diferentes, estas son, murciélago común, murciélago de cueva, murciélago mediterráneo de herradura, murciélago pequeño de herradura y el murciélago grande de herradura.
El murciélago grande de herradura, el mayor quirótero de Europa, es una especie campestre que ocupa en invierno cuevas y en verano gusta de asentarse en desvanes y otros habitáculos humanos. Suele reunirse en colonias de mucho individuos.
El murciélago pequeño de herradura hiberna en refugios subterráneos y habita en bosques aunque se refugia en construcciones humanas.
El murciélago mediterráneo de herradura es de un tamaño intermedio y tanto en invierno como en verano habita en cuevas, en general en grandes cavidades y salas. Suele estar mezclado con otras especies.
El murciélago de cueva es un especialista en los espacios abiertos, a veces recibe el nombre de "golondrina de noche" por desarrollar un vuelo rápido muy similar al de las golondrinas. Gusta de las cuevas y por ello suele estar asociado a terrenos calizos de áreas despejada con relieve. Forma colonias de muchos individuos tanto en hibernación como en cría, se puede asociar a otras especies.
El murciélago común habita en entornos naturales y zonas humanizadas. Usas construcciones humanas y refugios naturales como grietas, agujeros en árboles. En invierno hiberna en pequeños grupos mientras que en verano, en época de cría, forma grandes agrupaciones.

### Unidades biotópicas
Los biotopos del parque natural de Urkiola están influenciados por la actividad humana. En algunos de ellos está actividad ha sido escasa y es fácilmente reversible, mientras que otros se han formado por una actividad humana continuada durante mucho tiempo.
Los biotopos con escasa influencia del hombre son los roquedos, los bosques caducifolios, el encinar y las zonas húmedas. Mientras que la actividad humana han ido conformando los pastizales, primer medio natural introducido por el hombre, la campiña y las plantaciones forestales. Cada uno de estos biotopos tiene sus propias características y sus propios habitantes, tanto vegetales como animales.

#### Pastizales

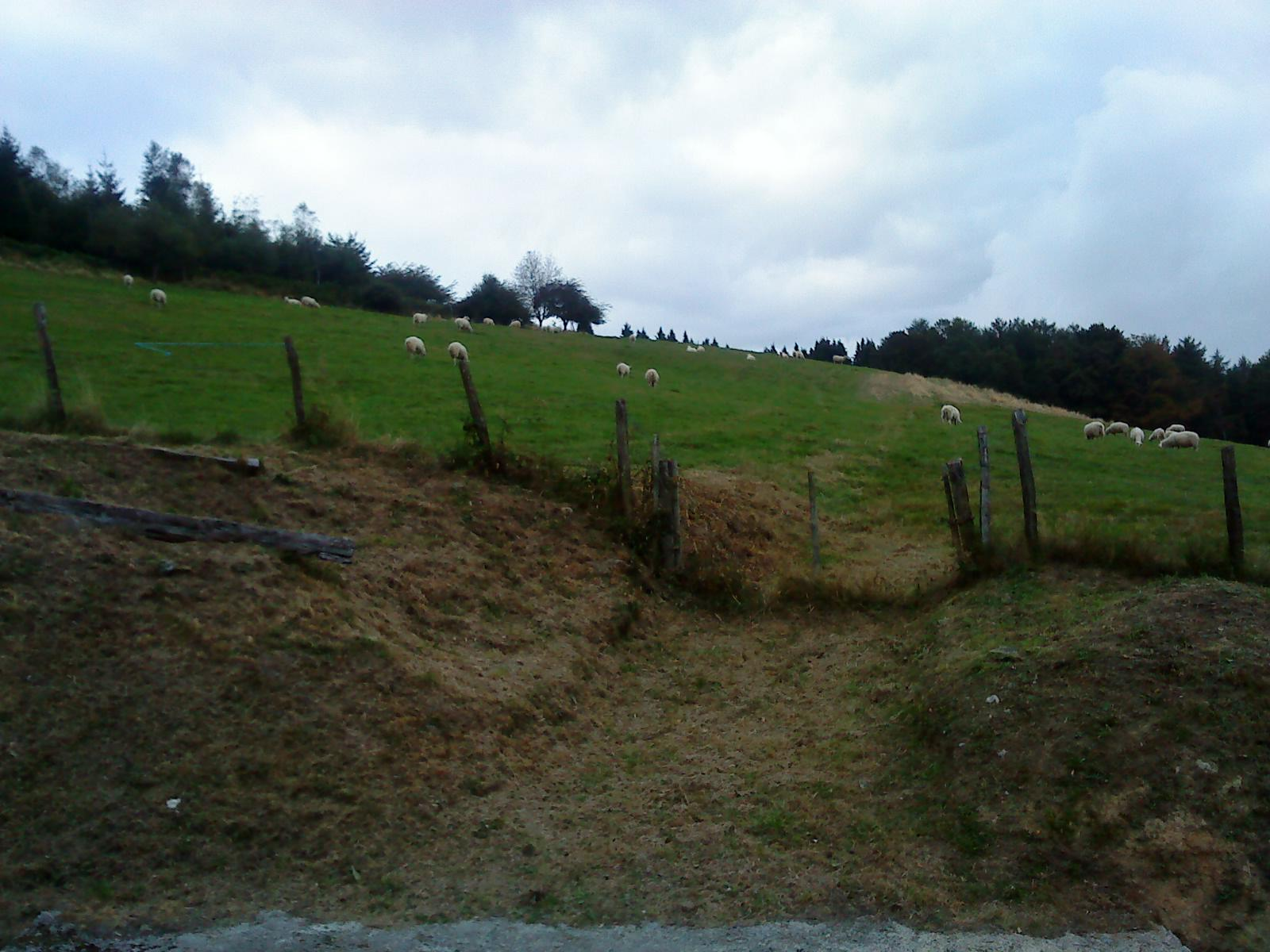
Ovejas latxas pastando en un prado de Urquiola.

El pastizal de origen en la actividad ganadera, ocupan un 16% del Parque. Este uso del terreno para la alimentación del ganado se remonta al Neolítico y se basa en la práctica de mantener el ganado en bajo protección, bien en cuadras o en prados de siega durante la época de mal tiempo del año y sacarlo en primavera y verano a los pastizales donde viven en semilibertad. El ganado que hay en Urquiola es ovino, bovino y caballar, este está todo el año en los pastos.
Los pastos de Urquiola se clasifican en tres tipos; montanos, de alta densidad y corta talla; solicícolas, pobres en especies que se dan en suelos areniscosos y el praderas y laderas elevadas y los pastos lastansones que tienen abundancia de gramíneas de hoja ancha, larga y endurecida.
La fauna de este biotopo está compuesta por los habitantes en los biotopos vecinos, en especial con el que le dio origen. Se pueden ver estos espacios fauna típica del roquedo, de las zonas forestales o de las landas.
Vegetación
En cada tipo de pasto se desarrolla una vegetación diferente y se ubican en lugares de características diferentes.
- Montanos. Los pastos montanos se extienden por collados y lomas con buen suelo. Tienen un alto nivel productivo y dan buena calidad de forraje por lo que son los más usados para el ganado. Aguanta bien el periodo de sequía estival manteniendo su color verde.

Las especies que se desarrollan en este tipo de pasto son la festuca (Festuca rubra), el trébol blanco (Trifolium repens, llantén medio (Plantago media), Danthonia decumbens, Agrostis capillaris y el Carex caryophyllea. Cuando la presión ganadera es menor aparecen otras especies como brezo (Erica vagans), lastón (Brachypodium phoenicoides) y helecho común (Pteridium aquilinum).
En el Parque, aunque este tipo de pasto está ampliamente extendido destacan los que se dan en Asuntze, Zabalaundi, collados de Mugarrecolanda, Larrano e Iturriotz y en las campas de Ezkoaga y Leungane.
- Silicícolas. Estos pastos se encuentran en suelos pobres y en cumbres y laderas de elevada altitud. Son pobres en especies y sus plantas son duras. Aparecen en terrenos potenciales de hayedos silicícolas y melojales.

La especie más abundante es la gramínea Alpagrostis setacea de hojas pequeñas, estrechas y bastas. Junto a esta aparecen tormentillas, Galium saxatile, Festuca nigrescens y algunos brezos como la brecina.
En Urquiola se hallan en las cumbres de Urquiolamendi y Saibi así como en Tellamendi.
- Lastansón. Los pastos lastansones se caracterizan por la abundancia del lastón. El lastón es una planta que coloniza suelos desnudos y los repuebla después de los incendios. Se suele dar en espacios marginales como taludes y laderas de mucha pendiente.

Al lastón le suelen acompañar otras especies como la festuca, la Centaurea debeauxii y la Agrostis capillaris.
En el Parque ocupan un 8% de la superficie del mismo. Se ven en la ladera norte del Amboto y del colado de Larrano, la sur de Alluitz y a piedemonte del macizo de Aramotz.
Fauna
Los pastos fueron generados por el hombre en espacios ocupados por otros biotopos. Esto único a la poca cobertura que hay en ellos hace que su fauna sea la propia de los biotopos vecinos y varié con la disposición de los pastizales en el Parque, dependiendo de que biotopos tengan por vecinos.
Los pastizales montanos que se extienden entre los collados de Asuntze y Zalabaundi, que separan la masa forestal de Oleta del piedemonte del cordal calizo Alluitz-Amboto, se nutren de animales típicos de ambos biotopos. La lagartija de turbera es un pequeño reptil de entre 5 y 18 cm de longitud. Se desarrolla en prados con cierto nivel de humedad e incluso encharcamiento. Acompaña a la lagartija de turbera la lagartija de roca y la culebra de collar, que se desarrollan en los prados pero cerca o en los pequeños afloramientos rocosos que se producen en los mismos.
En cuanto a las aves, solo la tarabilla común, la collalba gris y el bisbita ribereño alpino nidifican en estos lugares, son tres especies insectívoras. Otras especies de aves nidifican en biotopos próximos y se alimentan en el pastizal, estas son, alimoche, la chova piquirroja y la piquigualda o el buitre leonado.
Hay tres especies de topillos en el Parque, la ratilla agreste es muy abundante en las campas de los pastizales montanos. Junto a ella se pueden ver topillos pirenaicos, ambos son base de la alimentación de otros muchos animales, desde las víboras hasta los zorros. El topo común también es muy abundante en las campas del Parque extendiéndose por allí donde haya suelo con independencia de la altitud.

#### Roquedo

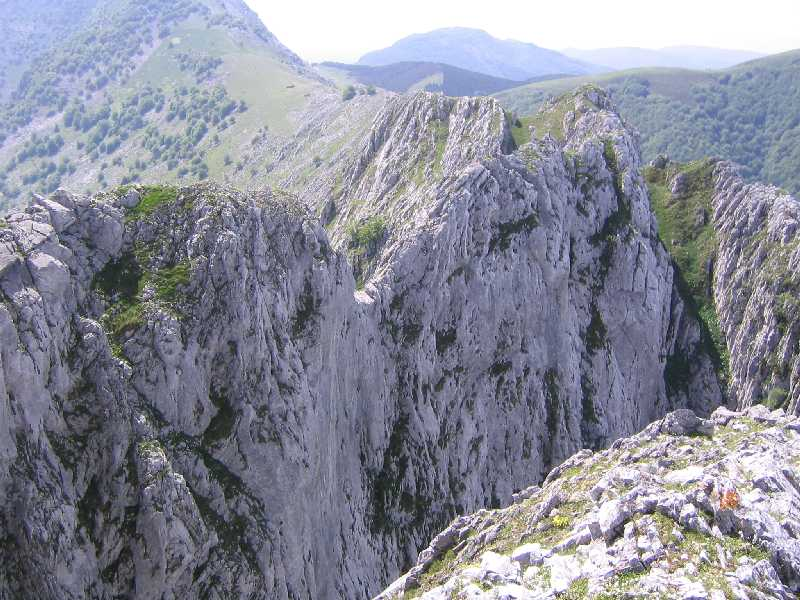
Vista de la crestería de Alluitz hasta Amboto.

El roquedo ocupa un 20% del parque y tiene una gran cantidad de morfologías, grietas, rellanos, cantiles, lapiaces... que dan lugar a una amplia variedad de plantas, con sus especies características como la saxifraga, la festuca, el llantén y otras especies rupícolas o litófitas (que crecen en o sobre rocas).
El roquedo tiene una importancia primordial en los referente a la fauna, especialmente la avifauna. En el viven numerosas especies de aves entre las que destaca el buitre leonado que nidifica en los acantilados que se forman en las moles rocosas de los montes del Parque.
Vegetación
La diferente morfología que se da en el roquedo hace que se desarrolle una gran variedad de plantas que se adaptan a los diferentes nichos biológicos que se dan ene el mismo. Una característica de estas especies es el alto grado de endemicidad (exclusivas de es biotopo) que hay entre ellas debido a las características de aislamiento que poseen los paredones de roca rodeados por los biotopos que se desarrollan en las áreas bajas y llanas que los rodean.
Los pastizales petranos están ligados a la roca, no a las paredes. Estos ocupan los suelos más pobres, de menor profundidad, muy expuestos, secos y soleados. Los suelos mejores vecinos han sido ocupados por pastizales montanos y lastonares, prebezales y espinares petranos. En los pastizales petranos se desarrollan gran variedad de especies, entre ellas están la festuca (Festuca sp.), tomillos (Thymus praecox), (T. brittanicus), Acinos alpinus y Helianthemum nummularium. Donde la influencia del pastoreo es más intensa aparece el llantén medio (Plantago media) y Medicago lupulina y allí donde se da una sequedad del suelo más acusada se desarrollan Koeleria vallesiana, Carex humilis y Fumana ericifolia.
Erophila verna y Aphanes arvensis crecen en los sitios con suelos muy escasos y muy secos.
Los las pares altas de los macizos calcáreos y los paredones verticales se desarrollan especies vegetales diversas dependiendo de la microtopografía. En las grietas y fisuras de las paredes calcáreas se desarrollan especies que precisan muy poco suelo y gran humedad, hay helechos como Asplenium viride, Polystichum lonchitis, el culandrillo menor (Asplenium trichomanes) y el culandrillo blanco (Asplenium ruta-muraria) y el Cystopteris fragilis que comparten lugar con otras especies como Saxifraga trifurcata, S. paniculata y Erinus alpinus entre otras.
En las partes más altas y con menos sol, donde las condiciones ambientales son más frescas, es el lugar de desarrollo de especies propias de la alta montaña pirenaico cantábrica allí se encuentran Potentilla alchemilloides, la aguileña (Aquilegia pyrenaica), anémone (Anemone baldensis ssp. pavoniana) y la umbelífera Dethawia tenuifolia.
En las repisas y pequeños rellanos en los que solo hay una pequeña y escasa capa de suelo se desarrollan Sesleria albicans, Globularia nudicaulis y Carex sempervirens entre otras plantas especializadas en estas difíciles condiciones.
En los fondos de dolinas y grietas lapiaces muy sombríos y húmedos donde se almacena la hojarasca, lo que crea un suelo rico en materia orgánica, se dan plantas de desarrollo rápido y de grandes hojas como Aconitum lamarkii, Adenostyles alliariae, Papaver cambricum y Geranium sylvaticum.
Se pueden apreciar también algunos árboles y arbustos como el tejo (Taxus baccata), la encina (Quercus ilex), el pudio (Rhamnus alpina) o el mostajo (Sorbus aria) que comparte lugar con la hiedra (Hedera helix).
En los cúmulos de piedra que se encuentran a pie de cantil, llamados glecas o canchales, donde el terreno es muy movedizo y el suelo escaso, se dan especies vegetales como la hirundianaria (Vincetoxicum hirundinaria), la hierba de San Roberto (Geranium robertianum) y Vicia pyrenaica.
Fauna
Para la fauna que habita en el parque natural de Urkiola el roquedo tiene una especial importancia. Este biotopo alberga un muy importante número de especies y de las más relevantes dentro del catálogo faunístico del Parque, en especial las correspondientes a las aves. Destacan el buitre leonado, el alimoche, el halcón común, el roquero rojo, el avión roquero, la chova piquirroja y el acentor alpino. Además del alcón común también anida en las paredes de Urquiola el cernícalo vulgar. Entre las aves pequeñas que habitan en el roquedo están, el avión roquero, el roquero rojo y el colirrojo tizón.
El buitre leonado es la mayor ave que vive en el Parque. Instalan sus nidos en las grietas y repisas de los cantiles de Alluitz y Mugarra, en este monte se han detectado más de 60 parejas.
La lagartija roquera es el reptil más característico de este biotopo.

#### Bosque caducifolio

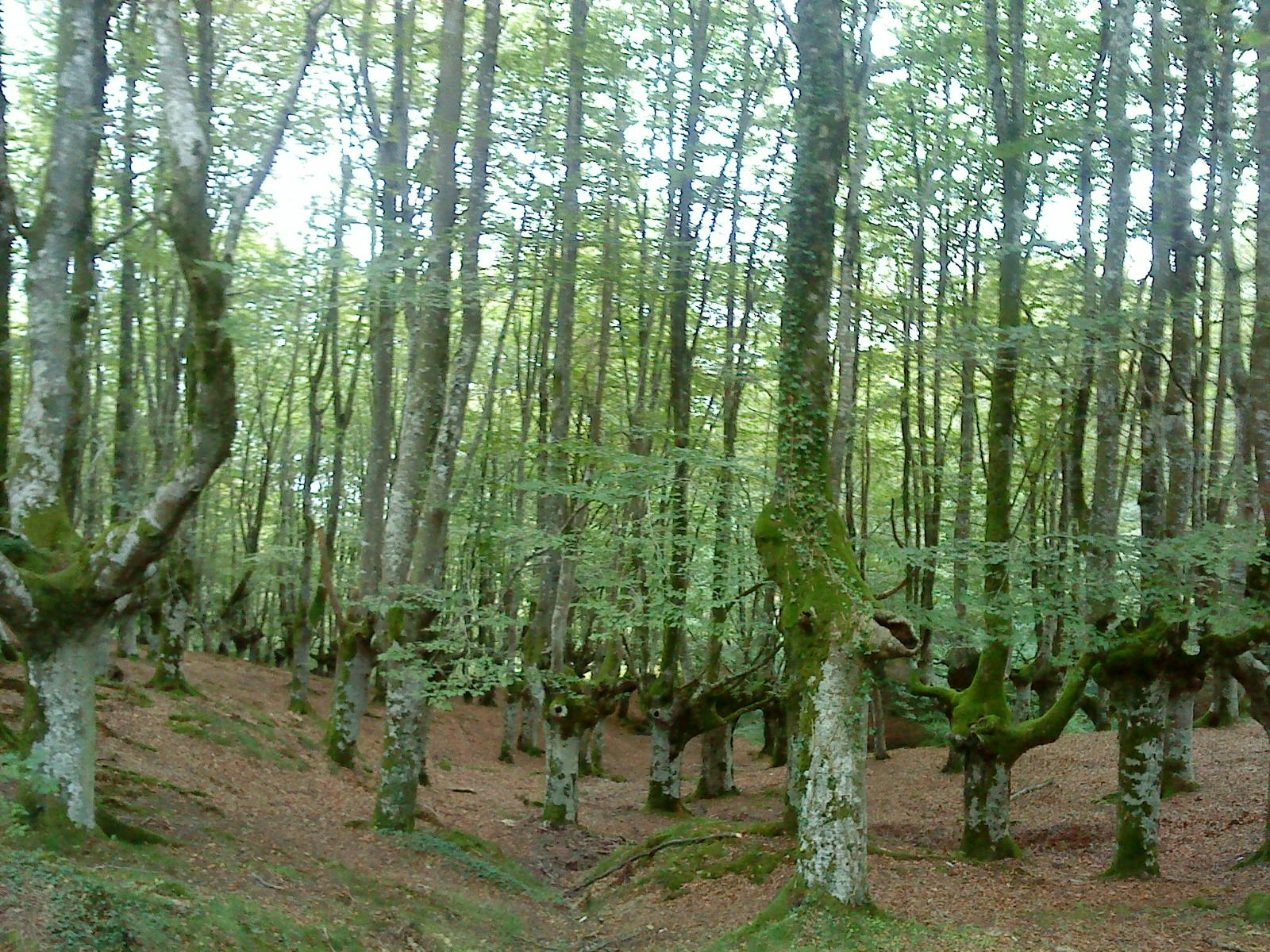
Bosque de hayas trasmochas.

El bosques caducifolio ocuparía prácticamente toda la superficie del Parque, con excepción de los roquedos y zonas de turberas, si no hubiera habido intervención humana. En la actualidad, tras muchos siglos de utilización de los recursos naturales por el hombre, ocupan casi un 40% de su superficie. Este tipo de bosque es el hábitat más complejo de las zonas templadas de la tierra. En Urquiola es el haya el árbol más extendido aunque una de sus características, junto con el fuerte ritmo estacional, es la de la diversidad de especies que lo forman.
La fauna que habita en estos bosques depende del tipo de árbol que lo conforma. En el caso del haya, que es el tipo de bosque más extendido en Urquiola con casi un 20% del total de la superficie del Parque, la fauna es escasa ya que el sotobosque que crea es muy pobre y no sostienen a una alta diversidad de especies por falta de alimento. En los hayedos se desarrollan micromamíferos y anfibios. La fauna del robledal es muy similar.
Vegetación
Los bosques de Urquiola son principalmente de hayas que ocupan altitudes medias mientras que en las partes bajas, hasta los 600 metros de altitud, son de robles, los cuales están muy mermados al haber sido usados como combustible para las ferrerías y haberse destruido los robledades para conseguir tierras de pasto y cultivo. La superficie que ocupan los robles en el Parque es de 35 ha, un escaso 1%, y se mantienen en las zonas de Mendiola y Oleta. Los bosques de obles eán formados por dos especies, por el roble eútrofo que se da en suelos profundos en fondos de valle y junto al cual aparecen fresnos, tilos, olmos y arces. Estos bosque tiene un sotobosque formado por arbustos como el majuelo y endrino junto a los que se desarrollan diferentes plantas como Polystichum setiferum o el helecho Athyrium filix-femina o plantas como la consuelda y la pulmonaria. Si el suelo es arenisco se reduce la diversidad siendo el roble más relevante mezclado con algún abedul o algún acebo.
En altitudes superiores se deja paso a los hayeros. El haya es un árbol que ha llegado a Urquiola hace aproximadamente 3000 años proveniente de los Balcanes. Su gran copa crea un sotobosque muy oscuro donde la competencia por la luz es muy alta y produce escasas diversidades de especies. La explotación carbonera del haya ha dado lugar a los llamados bosques de hayas trasmochas, en los cuales los árboles se han deformado al ser cortadas sus ramas para hacer carbón vegetal. El haya requiere un régimen de lluvias abundantes pero no es exigente con el tipo de suelo. Dependiendo de este hay diferente sotobosque. Cuando el suelo es pobre y ácido como la arenisca entonces el sotobosque es muy reducido, suele estar formado por el arándano y Avenella flexuosa. Suele haber algún acebo y algún abedul. En Ukiola estos bosques de hayas en terreno pobre se dan en Mendiola, Sakonandi y Condebaso, donde aparece en contacto con formaciones de marojo.
En algunos puntos entre los hayedos acidófilos se forman bosques de roble sésil o americano al que en ocasiones acompañan arces reales o falsos plátanos.
En asentamientos con suelo más ricos, con sustratos calizos, la flora es más abundante, aun cuando el sotobosque sigue escaseando. Este sotobosque se puebla con secila, ajo de oso y diente de perro al comienzo de la primavera. Con el bosque más sombrío, cuando las hayas ya se han cubierto de hojas, aparecen la melica y Brachypodium sylvaticum además de algunos arbustos como la adelfilla, se puede ver este tipo de bosques en Aramotz, Amboto y Arangio.
Junto al hayedo se dan muchas variedades de musgos y hongos. La humedad reinante dentro del hayedo permite que el musgo tapice cualquier roca o tronco mientras que los hongos son un grupo que cumplen con muchas funcione dentro del hayedo, cierran el ciclo de nutrientes descomponiendo la madera y hojarasca y hacen una función simbiótica en las raíces de los árboles haciéndoles asimilar los nutrientes con mayor facilidad. Entre los hongos y setas que se dan en el parque cabe mencionar los boletos, la lengua de vaca y las rúsulas.
En la zona sur del Parque se dan bosques de melojo, a veces mezclado con hayedo, que crece en zonas de mayor sequedad y con suelo de sustrato silíceo. El sotobosque es una mezcla entre los robledales acidófilos y los brezales.
Los bosques de abedules se localizan en la zona de txakurzulo y la parte sureste del monte Saibi en lugares con mucha pendiente y suelos ácidos. El sotobosque está formado por helechos y arándanos.
A pie de cantil, con suelos muy inestables, se dan poblaciones de avellanos, mostajos y tejos.
Fauna
En Urquiola el bosque caducifolio es por excelencia en hayedo, el robledal es residual. Los bosques de hayas tienen un sotobosque pobre lo cual implica que su fauna también lo sea a no tener el sustento adecuado, ya que la ausencia de bayas y frutos hace que un gran número de aves que se alimentan de ellos no puedan hacerlo en este tipo de bosque. Esto incide en otros vertebrados, los mamíferos carniceros tienen una fuente de alimentación menos extensa. Esto hace que sea aquella fauna que no depende del extracto arbustivo la que se pueda desarrollar en este tipo de bosque, que en este caso son los anfibios y los micromamíferos. Los suelos de los hayedos en muchos casos carecen de vegetación e incluso hay veces que las hayas crecen sobre la propia roca caliza, por otro lado suelen tener un enorme extracto foliar en descomposición, la acumulación de gran cantidad de hojarasca. En esa hojarasca en descomposición habitan muchos invertebrados que sirven de alimento a los anfibios y micromamíferos. Los anfibios están favorecidos por la gran humedad que hace posible que puedan vivir desligados de las masas de agua.
La fauna de los hayedos es similar a la de los robledales atlánticos, varía en la densidad de las poblaciones. No solo es la falta de recursos alimenticios lo que incide en esta escasez de fauna, sino también las dificultades para instalar los nidos y huras hacen que muchas aves y mamíferos de tamaño intermedio no residan allí.
Una especie relevante de este tipo de bosque es el cárabo, un búho forestal bien adaptado a este tipo de entornos que se alimenta de micromamíferos. También se pueden ver en Urquiola dos especies de pájaros carpinteros, el pico picapinos y el pito real. En los bosques del sur del Parque se asienta alguna pareja de águilas calzadas. Con un nivel de presencia alto está el ratonero común.
Los mamíferos tienen en la ardilla común y en el lirón gris las especies más extendidas en el Parque, mientras que el jabalí y el corzo son los mamíferos de mayor tamaño de estos bosques.
El anfibio más característico es la salamandra común que llama la atención por su color negro y amarillo, huyendo del mimetismo para recordar a sus depredadores su toxicidad.

#### Landas
Las andas ocupan los terrenos en los cuales se ha degradado el bosque bien por ser pasto de las talas o del fuego, también ocupan antiguos pastizales, se puede considerar a al landa como una fase intermedia de la recuperación del bosque. En el parque natural de Urkiola se da el brezal calcícola atlántico que es una mezcolanza de matorrales y plantas herbáceas. A veces suele estar dominado por el brezo y otras por la aliaga.
La mayor cobertura vegetal que posee la landa respecto al pastizal hace que en ella habiten más especies de animales con más individuos. Las zonas fronterizas entre biotopos, los llamados ecotonos, son las más ricas en diversidad de especies. Los animales no se limitan dentro de un determinado biotopo, sino que utilizan todos ellos como creen más conveniente. En las landas no hay aves de gran porte pero si hay una riqueza relativa de aves de pequeño y medio tamaño. También se puede ver algún pequeño mamífero y reptiles.
En el Parque la presencia de los brezales calcícolas es más relevante en Artaun, Leungane-Inungane y Arburueta. Hay presencia de este tipo de vegetación el arco Sabigain-Urquiolamendi donde hay presencia de materiales silíceos. Las mejores masas están en los barrancos de Zabalaundi, Tentaitxueta y Urquiolamendi así como en las laderas del Saibi.
Vegetación
La mezcolanza que matorrales y herbáceas, unas veces dominada por el brezo y otras por la aliaga y suelen estar acompañadas de otros matorrales de alta talla como Teucrium pyrenaicum que tiene flores blanca y rosas que combinan con las amarillas de la espinosa aliaga o con del brezo, el Helianthemum nummularium que tiene flores amarillas, el tomillo rastrero serpol serrano de la subespecie britannicus. Junto a estos arbustos crecen varias gramíneas como Helictrotrichon cantabricum y el lastón Brachypodium pinnatum de la subespecie rupestre y la festuca.
Suelen ser suelos acidificados de laderas y crestas en los que se instala el brazal-argomal-helechal. En estos sitios el bosque ha desaparecido, siendo la etapa de degradación de estos bosques y de los pastizales. En las landas hay especies que se mantiene vivas aún después de ser destruida la parte aéreas de la planta, esto las hace resistentes al fuego.
En función de la especie predominante la landa adopta una fisonomía concreta; en el brezal dominan diferentes especies de brezo, Erica vagans, Erica cinerea, la brecina y Daboecia cantabrica; en los argomales domina la argoma u otaka; el helecho común que crea la fisonomía de los helechales que son inmunes a los fuegos y las siegas gracias a sus grandes rizomas (tallos verticales y subterráneos). Si el pastoreo se intensifica entonces alguna gramínea puede dominar, como Alpagrostis setacea, Pseudarrhenatherum longifolium o Molinia caerulea. En cercanías con el bosque se da el arándano. Ocuapa un 3,5% de la superficie total.
El brezal alto montano está dominado por el brezo blanco y tiene un comportamiento como de sustitución delos hayedos acidófilos de piso montano y es una formación importante en la defensa del suelo. Junto al brezo blanco crecen plantas como el helecho común y otras clases de brezos. Ocupa un 1,4% de la superficie del Parque.
El espinar pretano calcícola está formado por arbustos espinosos, en especial de majuelo y el endrino, a veces acompañado de rosales. Por debajo de este extracto se desarrolló otro donde conviven matorrales y plantas herbáceas como el brezo, el lastón o la violeta. Ocupa 478 ha, un 7,7% del Parque, y se desarrolla bien en la roca del karst y en los colunviones de los pies el cantil. Al comer el ganado las hojas de los arbustos, estos toman un aspecto achaparrado. Se puede ver en las laderas del cordal Mugarra-Aramotz y en Eskubaratz.
Fauna
Como siempre pasa los animales no se limitan a un solo biotopo, sino que también utilizan los vecinos, de tal forma que animales que viven en el bosque pueden ser vistos en las landas y otros que viven en las landas buscan recursos de diferente tipo en el bosque.
En las landas la única ave rapaz que nidifica es el aguilucho pálido de presencia muy escasa en el parque natural de Urkiola, es un ave que construye sus nido en el suelo entre la argoma y el brezo. En primavera se pueden observar ejemplares de chotacabra gris, son aves estacionales que están hasta finales del verano y de costumbre nocturnas y de un tamaño medio. También se pueden ver, en los paisajes abiertos de la transición cántabro-mediterránea al bisbita ribereño alpino y al bisbita arbóreo. Entre las curracas se encuentra en estos terrenos a la curraca rabilarga.
La liebre norteña ocupa espacios abiertos y se le ve tanto en el pastizal montano como en la landa, es, a excepción del jabalí, el mayor de los mamíferos de este biotopo. En las landas de Urquiola vive el lagarto verdinegro, hecho que sorprendió a los estudiosos del Parque cuando hicieron la prospección sistemática del Parque. Hay pocos ejemplares y se localizan en la parte oriental, en terrenos del Tellamendi. También se pueden observar lagartos verdes.

#### Plantaciones arbóreas

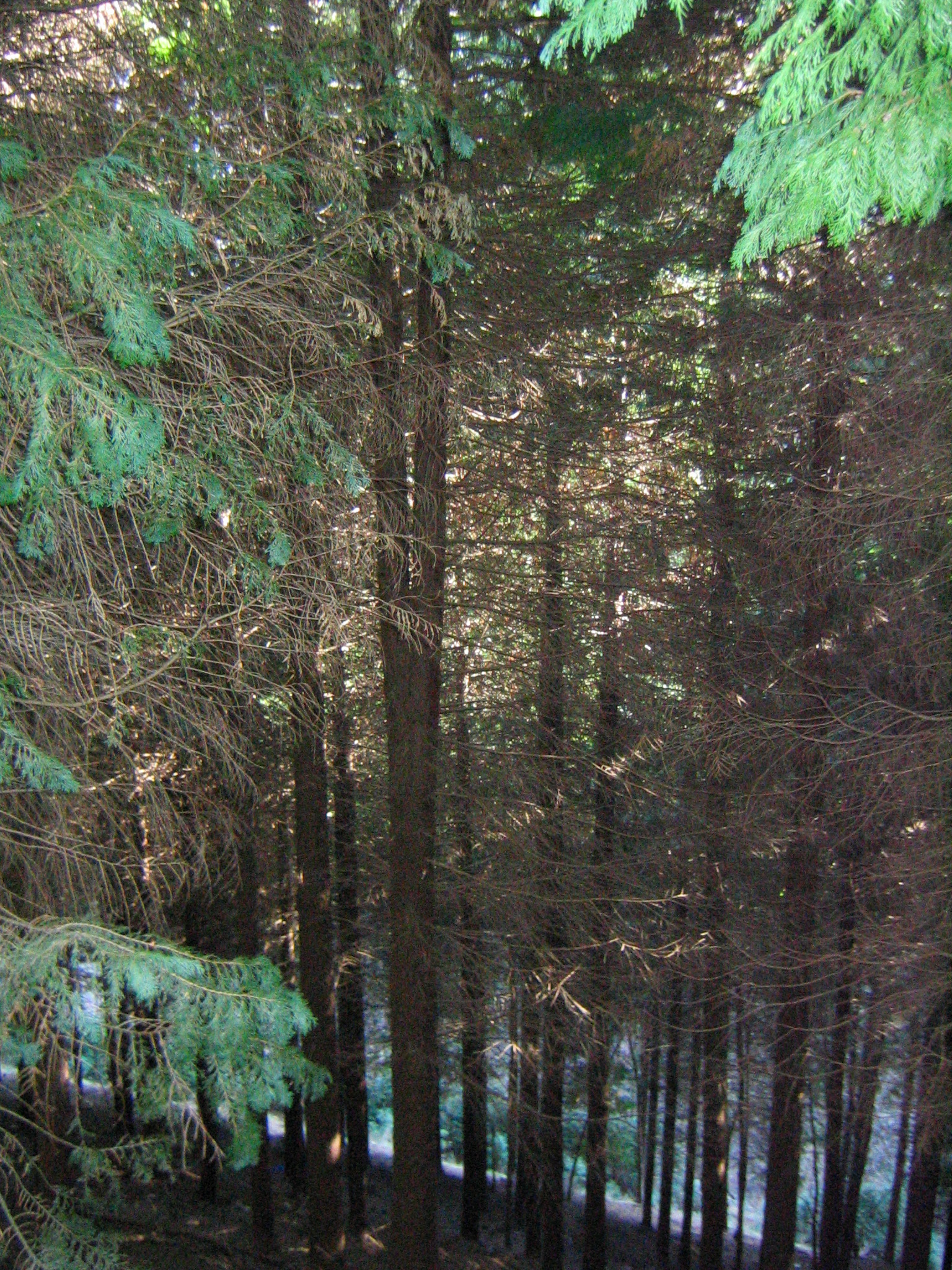
Bosque de cipreses de Lawson.

El 33% de la superficie del parque natural de Urkiola está ocupado por plantaciones arbóreas destinadas a la explotación forestal. Desde el Neolítico el hombre ha venido incrementando las tierras de labor pero a mediados del siglo XX se dio un vuelo en el proceso cuando el proceso de industrialización del País Vasco hizo que se produjera un éxodo del caserío a la ciudad, cambiando la producción agrícola y ganadera como sustento fundamental de la familia por el trabajo en la industria, esto provocó el abandono de muchas explotaciones y el que otras muchas pasaran a tener una importancia secundaria en la economía doméstica reduciendo su producción. Las tierras de labor ganadas al bosque se aprovecharon para la explotación forestal que producía beneficios con escasa inversión y mano de obra. El destino de la explotación forestal fue la obtención de pasta de papel por lo que primaba más la cantidad que la calidad lo que dio lugar a la plantación de desarrollo rápido. El Parque posee una gran riqueza de árboles foráneos, se cultivan árboles de los cuatro continentes.
Las plantaciones forestales suponen una profunda variación del medio natural, está variación tiene su reflejo en la fauna. Los bosque de coníferas tienen una población de aves menos que los bosque de frondosas. La fauna en general es más reducida, en diversidad y número, en estos bosques que en los hayedos y robledales. Mientras que los anfibios mantienen su diversidad en estos bosques, los reptiles, las aves y los mamíferos que llegan a reducir su diversidad en un 50%.
Vegetación
En las plantaciones que se han realizado en el Parque el pino insigne, originario de California, es muy abundante en Parque, en especial en altitudes inferiores a 700 m. Los pinares de insigni suelen talarse entre los 30 y 35 años de vida. El sotobosque depende de la edad del bosque y del manejo que se realiza en el mismo. De forma natural el roble iría colonizándolo pero al realizarse limpiezas de maleza periódicas en el mejor de los casos el sotobosque está formado por un brezal con muchos helecho común o un zarzal de escaso valor botánico.
En el arco silíceo que se forma en la ladera sur de la sierra, desde Saibi hasta Olaeta, hay plantaciones de pino albar, pino negral y pino marítimo.
La segunda conífera en extensión en el Parque es el ciprés de Lawson o falso ciprés, esta especie es más resistente a las heladas que el pino insignis y por ello ocupa altitudes superiores, hasta los 1000 metros. Su turno de tala está entre los 60 y los 100 años. La gran densidad de su siembra y de su copa crean un bosque extremadamente umbrío que no produce sotobosque alguno. En el Parque se encuentra en la ladera sur, el Saibi, Urquiolamendi y Oleta.
Salpicando las plantaciones de cipreses de Lawson se ven manchas de alerces del Japón que permite el desarrollo de césped denso en su sotobosque. En Urquiolamendi se pueden ver manchas de abeto rojo y con presencia casi testimonial algún abeto de Douglas.
A la entrada del desfiladro d e Atxarte se puede ver alguna plantación de eucalipto y también por diferentes partes del Parque hay algunos robles americanos de crecimiento más rápido que el autóctono. A las orillas de los ríos, ocupando el hueco del aliso se pueden encontrar algunos plátanos de sombra.
Aunque el uso industrial de la madera ha dado lugar a estas plantaciones "modernas" también ha habido plantaciones forestales para otros fines como los sotos de castaños La castaña fue un alimento de primer orden hasta tiempos relativamente recientes. La patata traída de América la fue arrinconando de su lugar privilegiado en la dieta de los habitantes del norte de la península ibérica. En la falda norte de Eskubaratz todavía se pueden ver bosques de castaños, abandonados ya de su explotación pero conservando las huellas de la misma, gruesos troncos con gran cantidad de ramas, muchas de ellas injertadas, que se abren a una altura de unos tres metros. Estos bosques van siendo colonizados por especies del bosque natural.
Fauna
La fauna de estas plantaciones no se diferencia mucho de la de los bosques naturales, aunque aparece menor diversidad y densidad de especies. Los páridos viven tanto en los bosques caducifolios como en las landas y en las plantaciones forestales. En el Parque habitan seis especies de páridos: el herrerillo capuchino, el petirrojo, que se puede ver tanto en lo pinares como en los bosques de hayas y encinares, el reyezuelo listado, que nidifica en la zona alta de la floresta y se suele mezclar con los reyezuelos sencillos.
El único cánido que habita en el Parque es el zorro común al haber desaparecido el lobo hace ya tiempo, el zorro no solo habita en los bosques de coníferas sino que se extiende por todo el Parque.
De las cinco especies de reptiles que habitan en los bosques de frondosas, solamente dos se mantienen en las plantaciones forestales, la lagartija roquera y el lución o culebrilla de cristal, un lagarto apodo (sin patas).
El sapo partero común es el anfibio más extendido por estos bosques. De todas las especies que habitan en los bosques de frondosas solo al rana patilarga no se ve por los bosques de plantaciones forestales.

#### Campiña
La intervención humana se ha concentrado en el fondo de los valles. En el parque natural de Urkiola, así como en el resto del País Vasco, la explotación agrícola y ganadera está organizada en torno al caserío, alrededor del mismo están las huertas y los prados de siega, los lindes se han ocupado por los zarzales y espinos. Está característica de la explotación conforma un paisaje peculiar debido a la presión sobre el medio natural se ha venido realizando para la obtención de un rendimiento económico determinado basado en la ganadería y en la horticultura. En el parque natural de Urkiola casi toda la campiña se ubica a pie de monte del macizo de Aramotz y del cordal Untzillaitz-Alluitz-Amboto-Tellamendi. Ocupa un 1,3% del territorio del Parque.
La campiña es la domesticación integra de la naturaleza para servicio del hombre pero mantiene una cierta esencia de lo natural, en ella se asientan especies animales generalistas y de tamaño, más bien, pequeño.
Vegetación
Los campos de siega fueron en otros tiempos campos de cultivo de cereales, ahora están reconvertidos para la producción de hierba para el ganado. Suelen ser abonados con la cama del ganado, una mezcla de estiércol, argoma y helechos, y también con abonos químicos. Su aprovechamiento se realiza mediante el pastoreo y la siega, de una a cinco veces al año dependiendo de la productividad de la parcela. Estos prados están constituidos por una gran cantidad de especies vegetales las cuales aguantan muy bien tanto el pastoreo como la siega. Abundan las gramíneas como el vallico, la grama de olor, el heno blanco, el dactilo o la festuca. Estas suelen estar acompañadas por leguminosas que fijan el nitrógeno atmosférico favoreciendo el desarrollo de otras especies, entre estas leguminosas destacan el trébol blanco, el trébol rojo y el trébol amarillo, la chirivita o margaritas comunes, el diente de león o meacamas, el llantén menor y el llantén mediano así como el lino bravo.
Los lindes de las parcelas son ocupados por arbustos espinosos, normalmente zarzales y espinares. Los zarzales están compuestos casi exclusivamente por zarzas y algún helecho común que logra crecer entre ellas y alguna correhuela mayor. Los espinales se conforman de numerosos arbustos espinosos como el majuelo, el endrino, rosas y algunas especies leñosas como el cornejo, el aligustre y sauce atrocinereo. Enredados en ellos se desarrolla la hiedra, la hierba de pordioseros o la madreselva.
Los setos producen gran cantidad de alimento. Las flores son fuente de alimentos para abejas y otros insectos, los frutos (moras, tapaculos, endrinas, etc.) son el alimento de numerosos animales. Dan cobijo a multitud de fauna y actúan de pasillo entre bosquetes.
Las ortigas, el yezgo y la verbena crecen en la cunetas y orillas de los caminos así como en lugares con abundancia de ganado, cuando el camino está muy pisoteado se ve el llantén. En los muros y tapias se ven parietaria, cimbalaria y ombligo de Venus.
Fauna
La campiña es un ecosistema totalmente antropizado en el que sin embargo habitan un gran número de especies animales. En la Iberia húmeda es uno de los biotopos más dinámicos en lo referente a la fauna.
El torcecuello vive en zonas abiertas y nidifica en los huecos de los árboles, generalmente frutales. Es el único piciforme europeo migrador y aparece por el Parque a comienzos de abril. Otra de las aves de este espacio es el cuco, que se establece en el Parque de abril a septiembre. Aunque en origen de ambiente forestal es en la campiña donde encuentra abundancia de nidos para parasitar, normalmente de petirrojo y de chochín.
El mirlo común, el zorzal común y el zorzal charlo son tres túrdidos que han ido abandonando el bosque por la campiña. En el Parque se les puede ver en las campiñas, en los bosques de hoja caduca y en el sotobosque espinoso de bosques de coníferas.
El erizo común es uno de los habitantes habituales de las campiñas, junto con el lagarto verde y al sapo común.

#### Encinar
Sobre las grandes moles rocosas y a media altitud se asientan los bosques de encina atlántica. En el parque natural de Urkiola los encinares ocupan 377 ha o cual equivale al 6% de la superficie total del mismo, lo que le hace ser la segunda especie vegetal autóctona en extensión del Parque.
La encina es una especie mediterránea que se ha adaptado al ambiente húmedo del cantábrico. Estos encinales son los únicos bosque naturales de la vertiente atlántica de hoja perenne. La presencia de este árbol en estas latitudes se explica por su expansión en el periodo cálido denominado Xerotérmico por el valle del Ebro hasta poblar la costa cantábrica. Los suelos pobres y filtrantes que la roca caliza proporciona simulan las condiciones climáticas mediterráneas convirtiéndose en lugares actos para el desarrollo de la encina y otros árboles similares.
La conservación de los bosques de encina sin que hayan sufrido la domesticación del uso humano se debe a lo pobre y complicado de sus suelos que no son propicios ni para pastizales ni para huertas. Aun así los encinares han sido aprovechados para el suministro de leña y carbón. La forma de explotación era similar a la explotación herbácea, realizándose verdaderas siegas, talas muy fuertes, cada cierto periodo de tiempo, normalmente algunos años. El abandono de esta actividad ha dejado que el bosque se vaya recuperando de forma natural, pero con la huella de este tipo de explotación que conforma bosques con árboles de modesto porte, menos de 4 metros, y ramificados desde muy abajo.
La fauna que acogen estos bosques, con una climatología atlántica, sustrato pobre y huella de la utilización como combustible, es de poco porte siendo fundamentalmente aves rapaces diurnas y algún mamífero como el tejón.
Vegetación
En los encinales que se hallan en el parque natural de Urkiola, la encina está acompañada de otras especies de características muy similares. Suelen tener hojas de forma similar y son también de carácter perenne, suelen producir frutos carnosos que sirven de alimento a los animales. Junto a la encina se encuentran madroños, laureles o labiérnagos. Junto a estos, cerrando cualquier hueco del encinar, se dan lianas y bejucos.
Entre estas especies trepadoras están la nueza negra, la zarzaparrilla, la rubia o la hiedra. También se desarrollan zarzales y rosales. Entre tanto árbol y arbusto perenne también se ve alguno de hoja caduca como el majuelo o el cornejo.
El culantrillo negro es uno de los helechos que se desarrollan en los encinares junto al aro, la hepática y la violeta. El rusco es un arbusto frecuente en el encinar, el contraste entre sus hojas y sus frutos, de un color rojo brillante, hace que este arbusto sea utilizado en la decoración navideña.
Los madroñales, que suelen ocupar los lugares donde la encina ha sido talada o quemada, mantiene una composición florística similar a la de los encinares siendo, logísticamente, el madroño la especie dominante. En Urquiola no hay una gran extensión de estos bosques.
Fauna
Los vertebrados que se asientan en los encinares de Urquiola están condicionados por sus características, suelos pobre de roca caliza, árboles de escaso porte y muy intrincados sotobosques provocan que no haya fauna de cierto porte.
El pico real es abundante en el Parque, se encuentra en los diferentes tipos de bosque y también en el encinar. La paloma torcaz tiene una escasa presencia en el Parque, con índices similares a los del resto del País Vasco, pero esos asentamientos se dan en los encinares del Parque o de sus vecindades como ocurre en Dima. También se puede observar al herrerillo común entre las encinas, siendo allí donde se dan las mayores densidades al proporcionarles estos árboles numerosos agujeros para sus nidos.
En los bordes de los encinares, donde hay mayor presencia de arbustos, se suelen ver diferentes tipos de currucas, la más común es la curruca zarcera.
El tejón es el mayor de los mustélidos que habitan en el parque natural de Urkiola y realiza una vida nocturna estando de día en su madriguera. Es un animal pegado al suelo y que gusta de acercarse a la campiña en busca de más alimento. La musaraña de Millet es uno de los micromamíferos que se pueden observar en el encinar.

#### Regatas y humedales
La abundancia de agua dan lugar a condiciones muy especiales de desarrollo que a su vez fuerzan alas plantas a la adaptación lo que produce, en muchos casos, especies que son exclusivas de ambientes hifrófilos. Algunas de estas especies son de gran importancia biológica.
En el parque natural de Urkiola los pequeños ríos y arroyos de agua limpia y bien oxigenada suelen circular a gran velocidad por los fondos de los valles y barrancos. En sus orillas se desarrolla una vegetación concreta con árboles de hoja caduca con buen sotobosque. Buena parte de las abundantes precipitaciones suelen desaparecer al sumergirse en el sistema kárstico. Los bosques que se desarrollan en este ambiente húmedo ocupa un 0,61% de la superficie del Parque.
La fauna que vive en estos espacios depende fuertemente de los caudales de los ríos y arroyos así como de los encharcamientos estacionales que se producen por el área del Parque, que en algunos lugares son permanentes y juegan un papel fundamental en la reproducción de anfibios y reptiles. También tienen importancia los depósitos y abrevaderos en la reproducción de anfibios.
Vegetación
En las orillas de los ríos y arroyos que recorren el parque natural de Urkiola se desarrolla un bosque cuya principal especie es el aliso, árbol de una madera muy resistente a al humedad que se emplea para las construcciones bajo el agua. Junto a él está el fresno, el arce común y el avellano. El sotobosque, con una gran diversidad de arbustos, se conforma con especies como el sauce atrocinéreo o cenizo, el androsemo, la nueza negra, las zarzas y la madreselva. Hay una gran abundancia de helechos, como el helecho hembra, el helecho macho y Polystichum setiferum. Junto a estas plantas se desarrollan también la hierba de San Lorenzo, la ortiga amarilla, la violeta, Carex pendula, Brachypodium sylvaticum y Euphobia dulcis. Los alisos también se pueden ver en zonas encharcadas y en alguna laderas húmedas.
Este tipo de bosque es el que forma el llamado "bosque de galería" que acompaña y cubre los cursos de agua. Se pueden ver en los barrancos de Urkueta-Iturriotz, Txakurzulo, Mendiola, Urquiola y Oleta. En la forma de bosques de ladera se observan en los barrancos de Aldebaieta, dantzaleku, Saibigain y Makatzeta.
Los juncales son otra de las formaciones típica de estos ambientes húmedos. Se presentan en la forma de praderas húmedas juncales y producen en prados de siega donde se dan encharcamientos. La saturación hídrica impide que otras especies típicas de los pastizales ocupen estos lugares y son plantas higrófilas quien se establecen y desarrollan. Entre ellas destacan los juncos (Juncus inflexus, J. fusus y J. conglomeratus), la pulicaria, el heno blanco y los tréboles blanco y rojo. La presencia es muy escasa y suele estar amenazada por el ganado que lo pisotea y comen.
Las turberas aparecen en los remansos de los pequeños arroyos que corren sobre sustratos silíceos. Las turberas están habitadas por los musgos esfagnos que se van transformando en turba según se van desarrollando (las partes inferiores de estos musgos van muriendo y sobre ellas crecen las partes jóvenes). En esta turba crecen otras plantas muy especializadas como la Drosera rotundifolia y la Pinguicula grandiflora. Estas son plantas carnívoras que se alimentan de insectos que atrapan. En los pequeños hilos de agua que atraviesan las turberas se desarrollan Potamogeton polygonifolius, Hypericum elodes, Ranunculus flammula y Caltha palustris y rodeando la turbera se desarrollan unos juncales acidófilos compuestos por J. acutiflorus, J. bulbosus, J. conglomeratus y J. articulatus.
En los lugares de la turbera donde la humedad es menor, bien por su elevación o por hallarse en la periferia, se desarrolla el brezal turboso cuyo especie dominante es el brezo de flores rosas o de turbera al que acompañan algunas herbáceas como el gallarito y la gramínea Molinia caerulea.
La turba es apreciada como abono, en el Parque esta prohibid su extracción pero sufre otras amenazas como el pisoteo del ganado y la acumulación de excrementos en las depresiones de la turbera. Se pueden ver turberas en Urquiolamendi, Asuntze, Kanpagan-Saibitxiki y en Makatzeta.
En las acequias y canales que drenan las praderas húmedas se dan especies típicas de las aguas estancadas como la lenteja de agua, enea y espadaña.
Fauna
Las aves que están relacionadas con los cursos de agua en el parque natural de Urkiola es un pequeño grupo, pero en verano acuden muchas más a saciar su sed. El martín pescador es un ave muy vistosa que se deja ver poco y mantiene una dieta a base de piscardos algún alevín de trucha e insectos. La lavandera cascadeña se puede observar allí donde hay corrientes vivas de agua.
En las aguas del parque natural de Urkiola viven varias especies de peces, los más comunes son la  trucha común y el piscardo. La trucha ocupa ríos de cierta entidad, en el Parque el río Oleta, el Urquiola y el Mañaria.
El turón es un mustélido típico, un animal con cuerpo alargado, muy flexible y bajo con una cola no muy larga. Se alimenta de ratas de agua, peces y anfibios. La rata de agua es un animal ligado a las masas de agua. No está emparentado con las ratas domésticas ni campestres. De pelaje oscuro y ojos pequeños, con la vista muy disminuida, excava sus galerías en las orillas de los arroyos y ríos y estas son compleja, con varias estancias para diferentes usos.
La rana ibérica o patilarga es un anfibio con una densidad muy baja en los terrenos del Parque y busca una calidad de agua muy alta. También se puede ver la rana bermeja, más numerosa que la ibérica, aunque suele vivir en los bosque durante la temporada e lluvias, acude a los ríos en tiempo de sequía.

## Historia de la ocupación humana
- Véase también: Anexo:Patrimonio cultural del parque natural de Urkiola

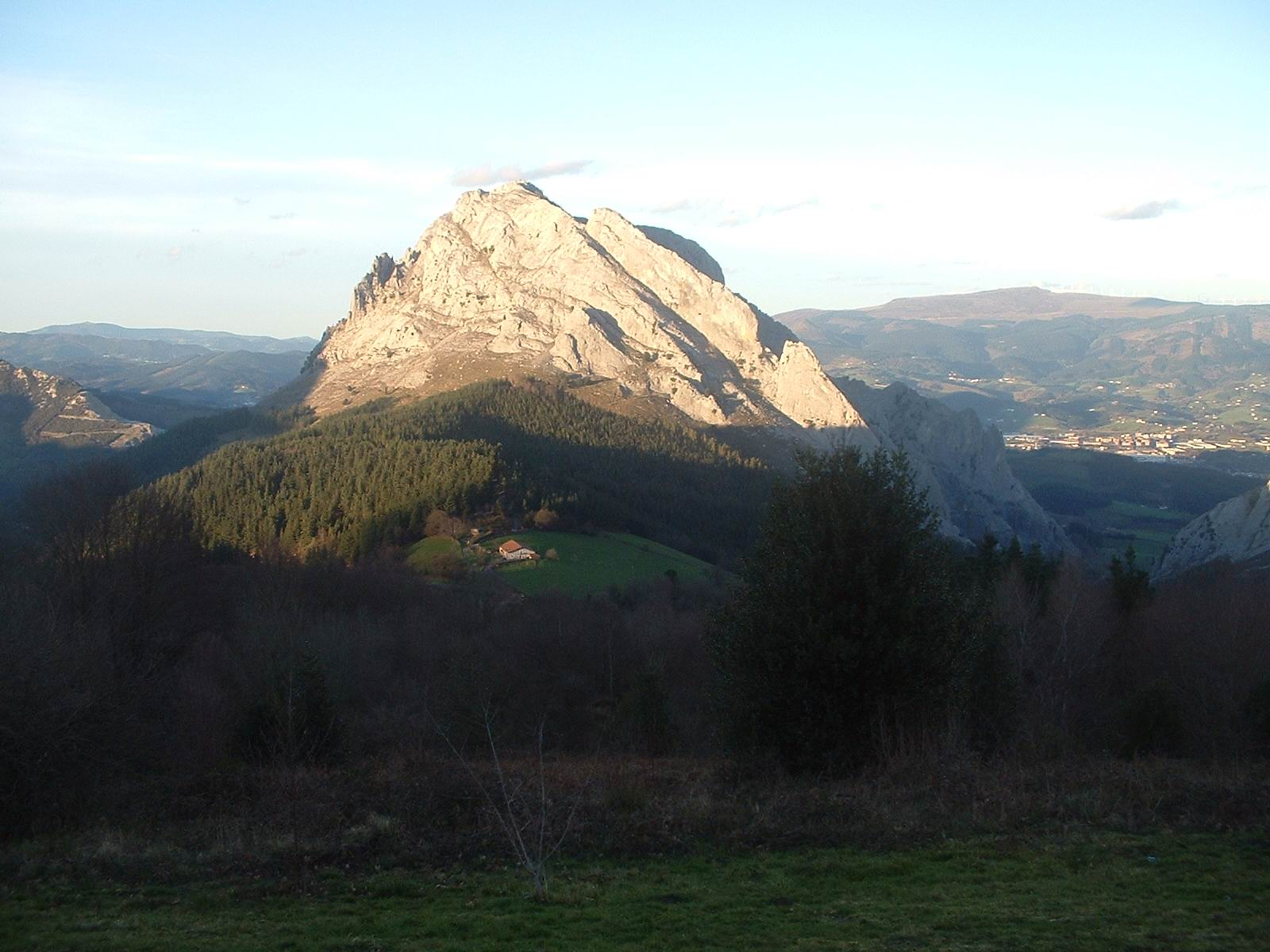
Vista desde Urquiola

En el parque de Urquiola hay huellas de ocupación humana desde los tiempos de la prehistoria. Las cuevas situadas en el desfiladero de Atxarte, en el macizo del Anboto, dan fe de ello con importantes yacimientos arqueológicos del Paleolítico Superior como los de Bolinkoba, estudiado por José Miguel de Barandiarán y Telesforo de Aranzadi. Así mismo en la cueva de Axlegor se han encontrado restos pertenecientes al Paleolítico Medio o cultura Musteriense, este es uno de los yacimientos más antiguos de Vizcaya. Hay restos de todas la épocas en multitud de cuevas de todo el parque natural. El paso del Imperio romano por tierras de Urquiola ha quedado atestiguado por algunos fragmentos de cerámica hallados y la Edad Media tiene su nuestra en los restos del recinto amurallado que se halla en la cumbre del Aitz Txiki.
La vía de Urquiola fue una de las principales vías de comunicación entre la meseta y la costa. Por ella entró el cristianismo a las tierras de Vizcaya. Desde siempre estos parajes han tenido un gran misticismo. En la cumbre de Anboto habita Mari el ser supremo de la mitología vasca, en otras cuevas del entorno residen otros duendes y seres fabulosos, Sugaar, el marido de Mari o los gentiles que realizaron grandes obras, como el jentil zubi o puente de los gentiles. El cristianismo intento hacer suya esta magia por lo que construyó en este lugar uno de los más importantes templos del país, el Santuario de los Santos Antonios abad y de Padua así como un importante número de ermitas esparcidas por toda la geografía del Parque, desde los sitios más accesibles por estar al lado de los caminos, como la ermita del Santo Cristo de Atxarte o la de Santa Polonia, hasta en los lugares más inaccesibles, como la de santa Bárbara en el collado de Larrano a 900 metros de altitud.
A los pies de las sierras de Urquiola se han desarrollado los núcleos urbanos. Los asentamientos originales dieron lugar, en la Baja Edad Media, a las anteiglesias y a las casas torre de los señores feudales, los jauntxos, en el siglo XII se fueron fundando la villas con sus fueros y la modernidad fruto de la revolución francesa trajo el actual sistema de organización social.

### La prehistoria
Las investigaciones arqueológicas en el parque natural de Urkiola y su entorno han tenido cinco etapas diferenciadas que coinciden con las que José Miguel de Barandiarán propuso en 1988 para la prehistoria general del País Vasco.
La primera etapa es el inicio de los estudios de la prehistoria hasta 1917. En ella se recogen datos de forma no sistemática y sin conexión alguna ni objetivos comunes. Así en Urquiola Gálvez Cañero descubre en Mañaria la cueva Azkondo y recoge materiales arqueológicos que atribuye al Magdaleniense, Aziliense y explora la cueva de Balzola y halla materiales que atribuye al Neolítico.
Entre 1917 y 1936 se desarrolla la segunda etapa que es una etapa de consolidación. En este tiempo en Urquiola José María Barandiarán desarrolla un amplio trabajo de campo entre los años 1926 y 1936, en el cual realiza las siguientes intervenciones:
- En 1926, prospección en Mañaria descubriendo el abrigo de Silibranka y las cuevas Atxuri I y Sailleunta, donde localiza materiales que se atribuyen al Magdaleniense.

- En 1930, excavación, en colaboración de Teresforo Aranzadi, del abrigo de Silibranka donde determina una estratigrafía del Magdaleniense y Aziliense.

- En 1931, prospección en Abadiano donde localiza los yacimientos de las cuevas de Bolinkoba, Oyalkoba, Albiztei y Astakoba.

- En 1932, excavación de la cueva de Oyalkoba donde detectan una estratigrafía de la Edad del Bronce y otra tardorromana. Realiza la excavación, en colaboración con Aranzadi, en la cueva de Albiztei donde ubican un nivel de enterramientos humanos asignable al Eneolítico o Bronce antiguo. También excava en Bolinkoba donde determinan una estratigráfica desde el Perigordiense superior o Gravetiense hasta la Edad del Bronce.

La tercera etapa es entre 1936 y 1953, en esta etapa se desarrolla la guerra civil española y la Segunda Guerra Mundial que provocan la suspensión de los trabajos.
La cuarta etapa se desarrolla entre los años 1953 y 1970, en Urquiola trabaja Barandiarán a quien se unen nuevos investigadores como José María Apellániz y Ernesto Nolte. En ella se realiza entre 1960 y 1961 la excavación de la cueva de Atxuri I y Atxuri II en Mañaria donde descubre materiales del Paleolítico y del Eneolítico-Bronce. En Atxarte, Nolte localiza en 1966 indicios de un yacimiento en la cueva de Kobazarra y Apellániz, en 1970, localiza en la cueva de Albiztei, también de Abadiano, un yacimiento sepulcral de cronología Eneolítico-Bronce antiguo.
la quinta etapa se extiende desde el año 1970 al presente. En ella se ha desarrollado algunas prospecciones puntuales en el entorno del Parque.
- En 1971 Carlos Flores Calle encontró un cráneo femenino, un instrumento para hilar, fusayola,  y restos de un yacimiento sepulcral en la cueva de Jentilkoba de Mugarra.
- En 1973 la Universidad de Deusto realizó un Seminario de Arqueología estudiando la cueva de Kobazar II en Mañaria.
- En 1978 en Abadiano se cataloga el dolmen de Saiputzueta por Sarachaga.
- En 1981 J. Gorrochategui y M.J. Yarritu realizan una prospección en la estación dolménica de Urquiola en la cual se localizan indicios de 2 asentamientos al aire libre en Urquiolamendi y Saibitxiki.
- En 2000 M. Aguirre Ruiz de Gopegui y Juan Carlos López Quintana determinan el relleno arqueológico del yacimiento de Asuntze.[3]

Bolinkoba
Es muestra de la ocupación prehistórica de estas tierras, situada en la base del Untzillaitz, cerca del río y al lado del desfiladero de Atxarte, en una zona con abundante caza y próxima también al valle del Mañaria, proporciona datos de ocupación humana durante todo el Paleolítico superior. La cueva es pequeña y bien orientada, su orientación es este oeste, fue descubierta por Barandiarán y excavada entre los años 1932 y 1933. Se han hallado objetos desde el Paleolítico Inferior a la Edad del Bronce, buriles, azagayas y adornos con grabados geométricos así como con representaciones animales. Con la finalización de los tiempos de glaciación se deja de ocupar la cueva permanentemente hasta que llega una nueva ocupación en el Neolítico que se extiende hasta la Edad del Bronce.
El abrigo de Axlor
Este abrigo rocoso se ubica en el monte Urrestei, en el lugar llamado Kobalde en el barrio de Indusi de Dima, muy cerca de Jentil Zubi. La descubrió Barandiarán en 1932 y fue estudiada en varias campañas que el mismo dirigió entre loa años 1967 y 1974. Se hallaron restos de Neanderthal, en concreto tres piezas dentales. Los restos de fauna que se hallaron en Axlor corresponden a especies de clima frío, hay abundancia de cabra montesa, de grandes bóvidos, de ciervo y caballo. También se han encontrado restos de oso de las cavernas y de reno. También se ha hallado algún  utillaje lítico.
Cueva de Askondo
Esta cueva se ubica en Mañaria y es una de las pocas cuevas no costeras que contienen pinturas rupestres y la quinta que se halla en Vizcaya. Las pinturas, descubiertas en la primavera de 2011, son del periodo paleolítico, las segundas más antiguas de Vizcaya y se estima que se realizaron entre el año 28000 y el 18000 antes de nuestra era. Anteriormente, en el año 1963, se hallaron restos de osos de las cavernas. Las pinturas, en mal estado de conservación, son representaciones realizadas en pintura roja y grabados realizados en la pared.

### La historia
El Imperio romano pasó por las tierras del Parque como atestiguan algunos restos de cerámicas que se han hallado, en la costa cercana, en la ría del Oka hay un importante yacimiento romano en la localidad de Forua, topónimo que proviene de "foro", y no es arriesgado suponer que la vía de comunicación entre la costa y la meseta que pasa por Urquiola ya existiese de alguna forma.
La actividad pastoril ya es estable y amplia en la Edad Media y se van produciendo el asentamiento de núcleos abitados en el fondo de los valles. La actividad disminuye según se sube la montaña, pero la importancia de la vía de comunicación que pasa por Urquiola se palpa en los restos del recinto militar sito en la cumbre del monte Aitz Txiki que vigilaba el paso del Atxarte.
En Mañaria se ha hallado un "jarrito ritual" datado en el siglo VII y de posible origen visigodo. Este hallazgo está contextualizado pero en la llanada alavesa, cerca de Urquiola, se produjeron entre el año 767 y el año  886 más de veinte enfrentamientos entre tropas cristianas y musulmanas. El jarrito ritual, utilizado de alguna forma en el culto cristiano, unido las estelas y lápidas que se han encontrado en Elorrio, justo en los límites del Parque y que se hallan actualmente en Arguiñeta, alguna de ellas fechada en el año 883 dejan claro la presencia del cristianismo ya estas tierras.
Hay evidencias arqueológicas de la presencia de iglesias, denominadas monasterios, en el  siglo X, estos templos eran pequeñas iglesias rurales de propiedad laica. En el año 1051 el rey del reino de Pamplona Nájera García Sánchez III, llamado "el de Nájera" concede inmunidad a, como dice textualmente el documento, "las iglesias existentes en aquella patria llamada Bizkaia y Durango" y ese mismo año en un documento de donación de bienes que realiza el Señor de Vizcaya al monasterio de San Millán de la Cogolla aparece como confirmante el abad del monasterio de Abadiano y en años próximos hay testimonio escrito de otras muchas iglesias como la de San Agustín de Etxebarria, San Martín de Yurreta entre otras.
Los molinos y ferrerías se van estableciendo a las orillas de los ríos y los núcleos urbanos empiezan a marcarse por las torres de las iglesias. En ese momento van surgiendo las anteiglesias y a su lado las torres feudales de los jauntxus. Esto junto a la explotación ganadero forestal va conformando el paisaje, que poco a poco se va haciendo más complejo. El templo de los Santos Antonios, surge en esta época. En el año 1212 doña Urraca de Muntsaratz (Abadiano) en su testamento cita a la iglesia de San Antón y a la "torre, palacio y solar" de Muntsaratz diciendoq eu cuenta con tierras de labranza, huertas, parras, campos de manzanos, castaños y montes. También dice que tiene ferrerías y molinos, legando a Urquiola dineros.
La ocupación del valle queda intensificada con la fundación de las villas que potencian el comercio y la industria. Durango se fundó en 1297 y Ochandiano en 1236.

### El camino
La vía de comunicación que atraviesa el parque natural de Urkiola por su mismo centro, por el Puerto de Urquiola, ha tenido historialmente una gran importancia. No solo para la comarca del Duranguesado, sino para toda la costa oriental de Vizcaya. Esta vía de comunicación entre la costa cantábrica y la meseta castellana servía para la salida de la lana castellana hacia Europa del Norte a la vez de la importación desde el interior de la península de muchos de los alimentos que se consumían en las regiones costeras como vino, trigo, cebada, aceite, etc. Hacia el otro lado era la salida hacia la Corte del pescado de los puertos de Bermeo, Lequeitio y Ondárroa y del hierro y sus derivados producidos en la ferrerías y fraguas del Duranguesado y comarcas vecinas.
En la Edad Media los caminos son eminentemente caminos de herradura que a lo largo del siglo XVI y XVII se fueron convirtiendo en caminos carretiles. En 1585 se desarrolla el primer intento de mejorar el camino de Urquiola que no llegó a realizarse. La justificación a dicho proyecto es "la necesidad de contar con una vía más cómoda para cruzar desde Castilla para el Señorío con bastimientos y lanas y con otras mercancías". Ya para entonces hay constancia de la utilización de dicha vía y de su importancia. En el Puerto de Urquiola, junto a la iglesia había un hospital (albergue o refugio) para transeúntes (documentado en 1567 y haciendo referencia a un "libro viejo" por lo que se estima de su existencia anterior). Este hospital se amplió a lo largo del siglo XVI llegando comienzos del XVII, en 1604, a plantearse la construcción de uno nuevo y mayor. La situación económica era tan boyante que permite hacer diferentes reformas en la iglesia y sus alrededores. Incluso la construcción de un nuevo templo, que se comienza a realizar en 1625 y se inaugura en 1646 aunque las obras se mantuvieron hasta finales del siglo. En 1653 se realiza un pórtico que se denomina "claustro de los peregrinos" debido a la utilización que de él hacían los viajeros que pasaban por este lugar. Aun así el estado del camino era pésimo.
En 1724 se realizar reformas para la conversión del camino de herradura en un camino carretil. En la justificación de este proyecto se señala el gran tránsito de madera que va de Álava a Bilbao para la construcción de bajeles y de mármol de Mañaria hacia la meseta, pero lo agreste de lugar y lo complicado de la obra hacen que el proyecto no se culmine.
En 1767 se comienza el proyecto definitivo. Esta vez impulsado por el aislamiento que se estaba produciendo de la comarca del duranguesado al haberse construido vías de comunicación modernas en Orduña y Guipúzcoa que estaban absolviendo el tráfico de mercancías por ser mucho más cómodas. Aun así se señala que el tráfico diario por el Puerto de Urquiola es de entre 200 y más de 400 caballerizas entre los meses de abril a octubre permaneciendo cerrado el paso en invierno debido a las condiciones meteorológicas. El estado de la vía era pésimo tal y como se indica en una nota que dice 

el tramo está compuesto de agrias calzadas desempedradas, estrechas, no llegan a dos varas, con tanta dificultad en sus ascensos y descensos que en todo tiempo es peligros bajarlas, sobre todo a caballo, sin riesgo manifiesto de la vida.

Entre 1777 y 1782 se consiguen las licencias del Consejo real y se comienza la obra bajo proyecto del arquitecto de Mañaria Francisco Antonio de Echanove y el ingeniero del ejército José Santos Calderón. La obra concluyó  en 1789 con un gasto de 1 421 000 reales, muy por encima de los 605 000 presupuestados, lo que obligó a buscar otras fuentes de financiación además de la acordada que era el impuesto sobre del vino vendido en las tabernas, esas fuentes fueron los peajes impuesto sobre viajeros y mercancías.
El camino carretil se convirtió en el siglo XIX en la carretera Vitoria-Ondárroa, que fue denominada como "carretera comarcal 6213", y mantiene su trazado inalterable aun cuando ha sufrido una profunda mejora a comienzos del siglo XXI. En al actualidad es la carretera BI-623 en la parte vizcaína y A-623 en la alavesa.

### Edificios religiosos

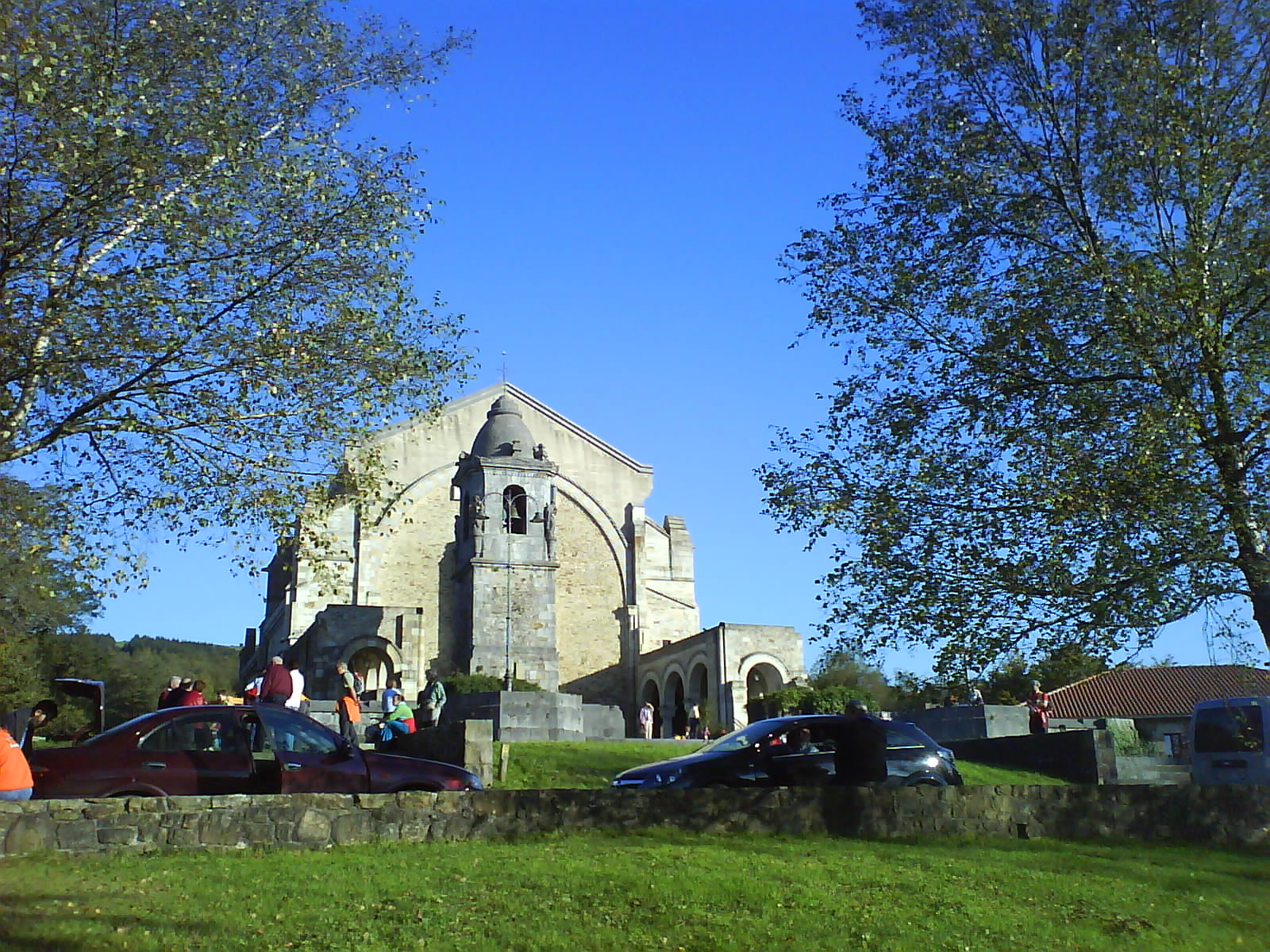
Santuario de los Santos Antonios de Urquiola.

Urquiola desde la antigüedad más remota fue un sitio donde se daba cita el hombre con la religión. Con la llegada del cristianismo se sustituyeron los viejos santuarios por otros dedicados a las nuevas deidades. El más importante y el que desde siempre ha atraído a la población a estos altos, aparte de la que recorría la ruta de la meseta a la costa, es el de los Santos Antonios Abad y de Padua. Pero hay varias ermitas, más o menos visitadas y recordadas, que se extiende por el terreno perteneciente al parque natural. No hay constancia alguna del porque se construyeron, algunas de ellas fueron templos que servían a agrupaciones de caseríos, como la de San Martín o la de San Juan de Garaitorre, pero otras, en casi todas las que se hallan en el Parque, se dan cita otros elementos como cuevas cercanas con restos prehistóricos,  leyendas de genios o míticas o lugares que cuyo nombre hacen referencia a la mitología (como el caso de los gentiles). La ermita del Santo Cristo de Atxarte esta sobre una cueva en la cual la leyenda (testimonio recogido por Barandiarán) dice que se puso por ser un ligar donde habitaban las "lamias". En los alrededores de la ermita de San Martín todo hace referencia a los Gentiles, no se debe obviar que según la tradición vasca fue San Martín quien consiguió de los Gentiles los secretos de la agricultura y de la metalurgia. La ermita de San Francisco de Olabarri tiene como finalidad, según la tradición, la de desalojar a los genios y lamias que vivían en Baltzola y la ermita de San Lorenzo, que se levanta al lado del yacimiento de Silibraska, se halla también al lado del peñón denominado Dieabrulabarra o "lugar donde resbalo el diablo". Estos ejemplos son testimonio de una transición entre las creencias precristianas a las cristianas con la supervivencia de elementos paganos, elementos que muchas veces han llegado hasta el presente y se han manifestado a lo largo de la historia en casos como los de las herejías de Durango.  Como dice Julio Caro Baroja el propio concepto de los Gentiles se basa en la coexistencia durante un tiempo del cristianismo con otras tradiciones anteriores. El triunfo final del cristianismo dio pasa a la mistificación de los seres que mantuvieron la cultura y creencias anteriores.
Entre las ermitas que se distribuyen por el Parque destacan:
- Santos Antonios Abad y de Padua, sobre un primitivo y simple ermitorio del que se tiene referencias escritas en 1567. En junio de 1646 se inauguró una nueva iglesia que tenía planta en cruz latina de una sola nave y cúpula. Esta iglesia permaneció abierta al culto por 15 años. En 1553 se construye el claustro, que se llamó de los peregrinos y se amplía el coro y la sacristía. En 1870 se completa la iglesia con una nueva torre campaníl que construye el maestro de obras durangués Pedro José Astarbe. En 1899 comienzan las obras de una nueva gran basílica, realizada en estilo neomedieval, que no llegarían nunca a terminarse. Quince años después se inaugura la primera fase y en 1933 se consagra el templo. A finales del siglo XX se remataron las obras que concluyeron rematando el inconcluso proyecto. En 1991 se construye la escalinata y en 1997 se realizan los mosaicos que adoran el interior. En el jardín hay un pequeño monumento con elementos que conmemoran la vida de Vizcaya. Una laya recuerda a la agricultura, una turbia de piedra a la industria y un ancla al mundo del mar. Subiendo a la izquierda, justo a la entrada del santuario, una rara piedra, que algunos afirman que es un meteorito, invita a que aquella persona que quiera encontrar pareja la rodee varias veces ya que así se cree por estas tierras (hay que tener cuidado con el sentido de rotación ya que según dicen algunos si las vueltas se dan al revés tienen el efecto contrario).

- Nuestra señora de los Remedios y Santa Apolonia, ermita de término o humilladero situada en el camino real. Se ubica sobre un manantial que se abre en una gran fuente con lavadero. Se le dan propiedades curativas a las aguas de esta fuente y por ser Apolonia patrona de los dentistas, se cree que las aguas son buenas para la dentadura y dolores de muelas. En la parte inferior hay restos de otra ermita de, por lo menos, el siglo XVI. Para que la cura de aguas tenga efecto dicen que hay que hacer el siguiente ritual

Es tradición que los que padecen dolor de muelas deben tomar agua de esta fuente en la boca, dar tres o siete vueltas alrededor de la ermita y luego arrojar el líquido en su interior invocando a la Santa. Para que surtiera efecto se debía rezar antes de este rito un credo y otro al finalizar.

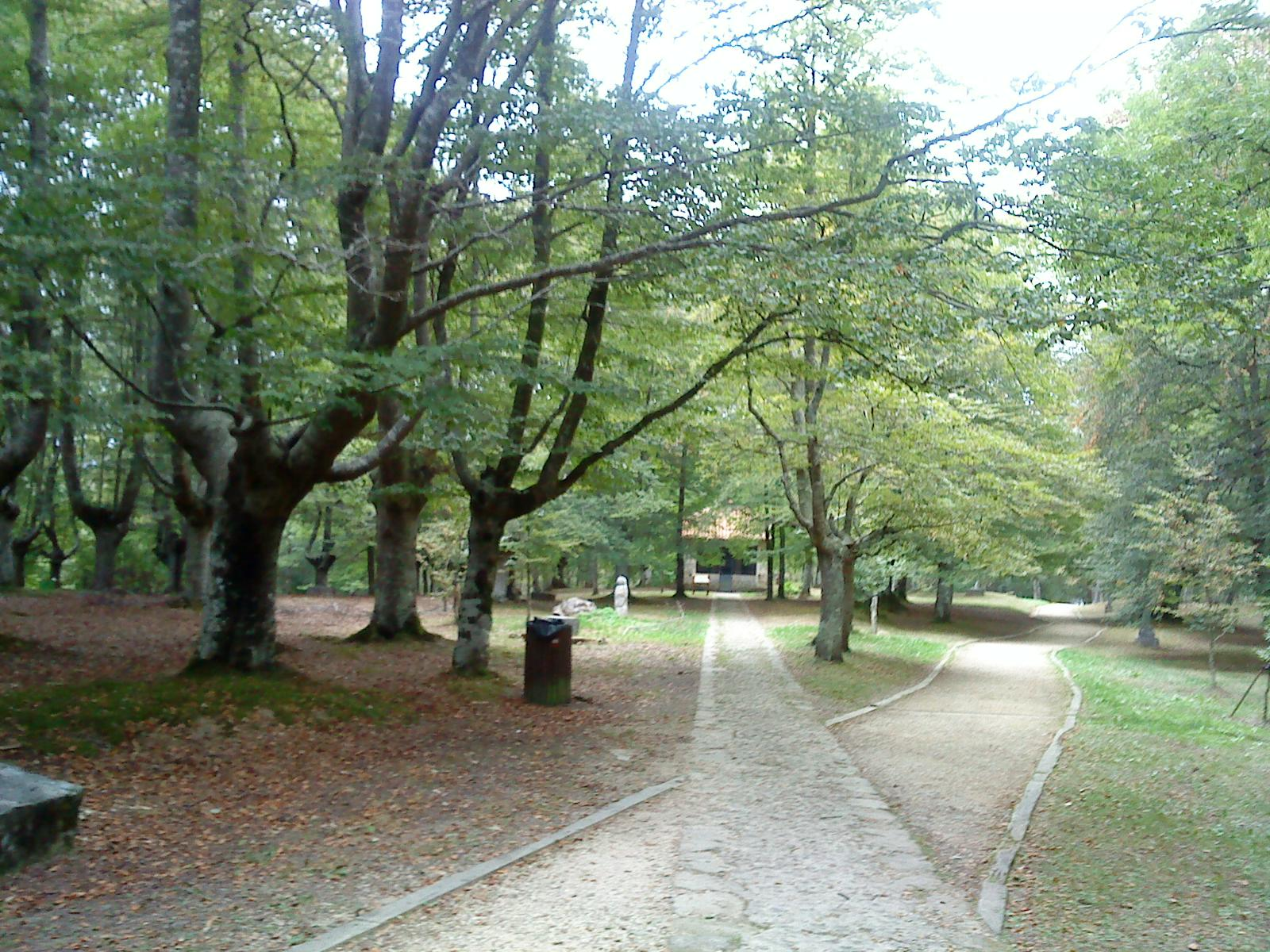
Paseo del viacrucis con la ermita del Santo Cristo al fondo.

- Santo Cristo, igual que la anterior es un humilladero al borde del antiguo camino real. La tradición cuenta que aquí se descalzaban los peregrinos antes de llegar al santuario.

- San Martín es una pequeña edificación que destaca por la ubicación. Justo debajo de las peñas del Untzillaitz en la boca de una cueva, llamada San Martín Koba, guardando la entrad a la misma ya que en ella residen los gentiles seres mitológicos vascos que se identifican con los habitantes del país sin cristianizar cuando el mismo ya había abrazo la nueva religión. En sus inmediaciones está el lugar conocido como jentilen tokixa (sitio de los gentiles) y las jentillariak piedras de los gentiles.

- San Lorenzo, se ubica entre las rocas de silibranka y en sus inmediaciones está el jentileren bolatokia (bolera de los gentiles) y también hay jentillarriak.

- Santa Bárbara, a 900 m de altitud en el collado de Larrano al borde de una antigua mina. Es una pequeña y rústica construcción  de mampostería dedicada a Santa Bárbara, la patrona de los mineros y las tormentas.  Esto hace que se realicen oficios para preservar las cosechas del pedrisco. En las cercanías a existió otra ermita dedicada al Santo Cristo, la de “Santo Cristo de Larrano”, que se derribó en el siglo  XVIII y de la que pudieran provenir algunos de los motivos que hoy están en la de Santa Bárbara.

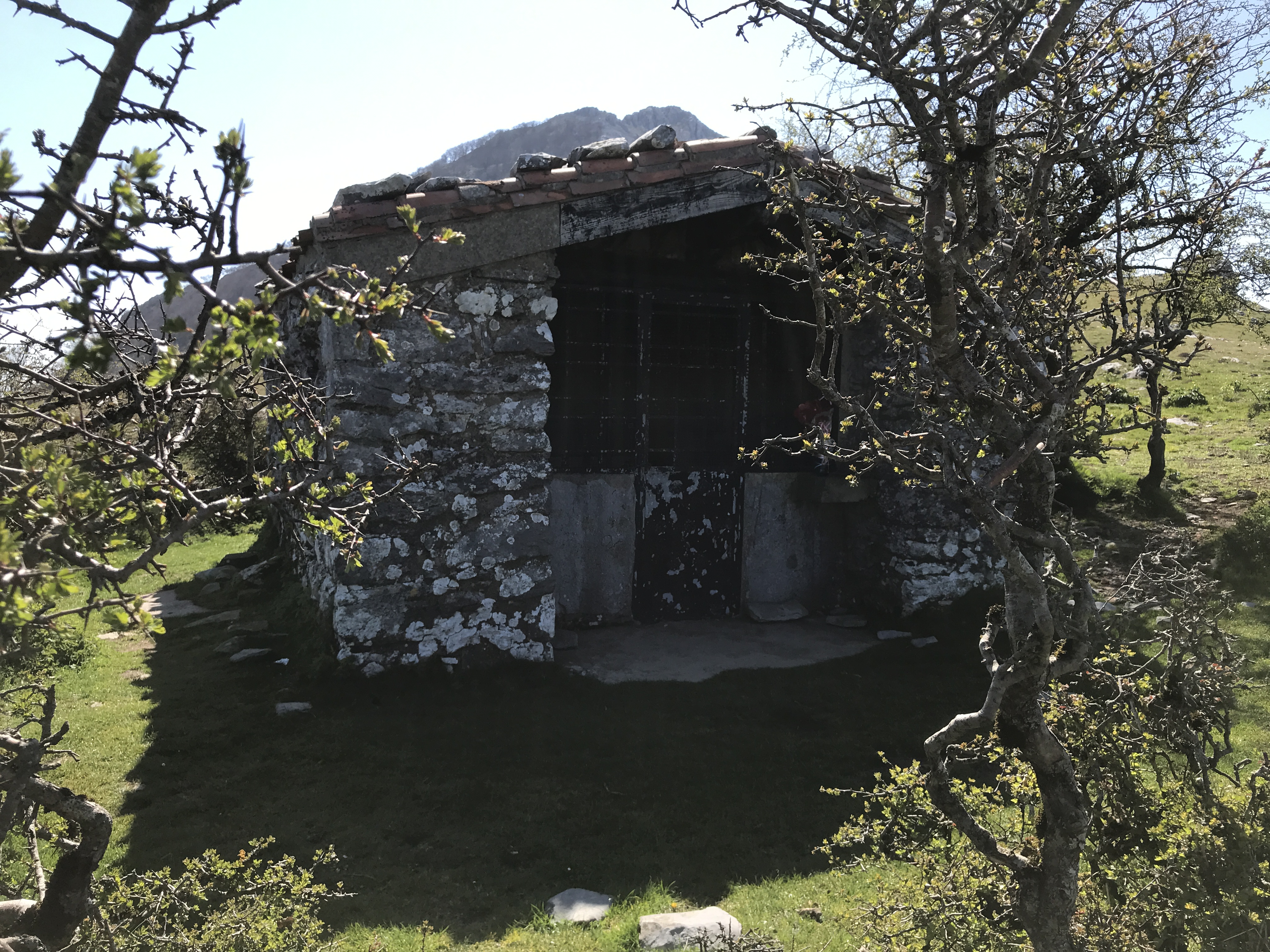
Ermita de Santa Bárbara de Larrano.

La ermita de “Santo Cristo de Larrano” se mandó derribar por petición en nombre  del fiel regidor de Axpe por parte de Manuel Justo Redondo en 1790 debido al poco uso y su utilización por "personas forajidas" y "bandoleros" que producirán daños que no se cubrían con las rentas que la ermita producía. Se ordenó el derribo y que llevaran el Ara y el Crucifijo a la parroquia de Axpe. La demolición la realizó Juan Bautista de Yeuza el 26 de abril de 1790.
La construcción, muy rural, es de planta cuadrada de 6,5 metros de largo por 4 de ancho, con cubierta de teja a dos aguas, sin espadaña, suelo de cemento y entrada protegida por una reja de hierro con un benditero a mano derecha en el que destaca una cruz tallada. En el interior una imagen de Santa Bárbara centra el pequeño altar y se apoya sobre una pieza de arenisca en la se muestra, en bajorrelieve,  figura del cristo crucificado y dos ángeles que recogen su sangra en sendos cálices. En la pared del lado de la epístola hay un altorrelieve en arenisca de un Santo Cristo.
Tradicionalmente se realizaba una rogativa, participaban principalmente los vecinos de Axpe Marzana, que se solía realizar a finales de julio, sobre el día de San Ignacio, y en la que se realizaba el conjuro para preservar las cosechas del pedrisco (popularmente denominado Konfure), la romería se completaba con bailes populares animados por el txistu y el tamboril y tras la misma, se tocaban las campanas de la iglesia de Axpe y se celebraba una misa por los difuntos del año.
- Ermita del Santo Cristo de Atxarte. también conocida como Kristoandako y ermita del Corpus Santo, se encuentra en el desfiladero del mismo nombre, paso referencial de la que la antigua calzada entre Urquiola, la llanada alavesa, a esta parte del duranguesado que estuvo vigilada desde el castillo existente en la cumbre de Aitz txiki, uno de los montes que forman el desfiladero, el otro es el Untzillaitz sobre el que se apoya la construcción. Formaba parte de un pequeño grupo de construcciones que se ubicaban en este punto importante, una fonda y un molino junto con el puente que permite salvar el río. Atxarte pertenece al barrio abadiñarra de Mendiola.

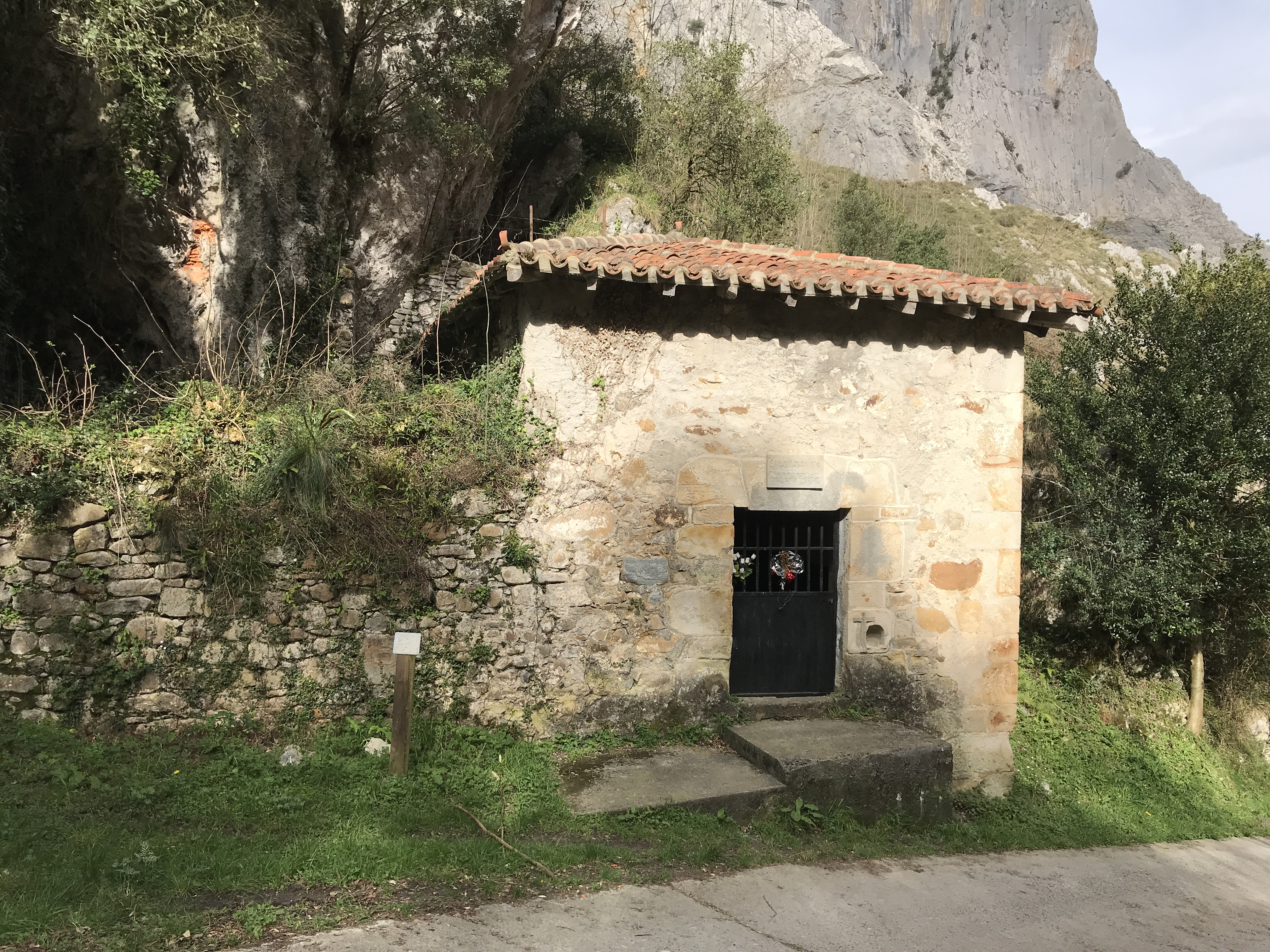
Ermita del Santo Cristo de Atxarte

La construcción, que data de 1721, es un pequeño edificio de 36 metros cuadrados de superficie realizado en mampostería vista con tejado a cuatro aguas en teja curva con alero. En la fachada principal, orientada al este y sobre el camino, se abre la puerta de acceso, solo existe este único vano, que se enmarca en sillería, así como las esquinas de la misma. Unos escalones salvan el desnivel con el camino. Sobre la puerta se ubica un rótulo en piedra y en uno de los sillares de la entrada hay una cruz tallada y un recipiente circular para agua bendita.
El interior es muy sobrio, sobre la pared del fondo se alza un Cristo crucificado. Existió hasta la restauración de 2015 una representación de un féretro de cristal de Cristo en Andas que fue la imagen más representativa de esta ermita y una imagen de la virgen. Se reconstruyó en 1977 después de que se dañara debido a un barreno de los utilizados en la cantera vecina, en esa ocasión se colocó en el dintel de la entrada una lápida con la inscripción de "GURE KRISTO/ATXARTEKOA" ("Nuestro Cristo de Atxarte", es castellano).
La ermita se sitúa en la boca de una pequeña cueva que según la tradición popular recogida por José Miguel de Barandiaran las Lamias tenían su morada y salían a las noches con mucho ruido de cadenas. Esto era sentido por los comerciantes que traían mercancías desde Álava quienes decían que era lugar de brujas y Lamias. Gurutzi Arregui recogió en 1979 otras leyendas, una de ellas relacionada con los Gentiles que cuenta que Atxarte era el sitio donde los Gentiles bebían agua y los hacían poniendo u pie en cada uno de los montes que conforman el desfiladero. Otra de las leyendas dice que en la cueva tras la ermita había un tesoro, piezas de ora envueltas en una piel de buey, pro que la gente fue a buscarlo y tras excavar, solo una mujer encontró una gran llave, pero nadie halló oro.
Hay varias tradiciones asociadas a la ermita, el día 31 de julio, festividad de San Ignacio de Loyola se celebra misa, fiesta y romería popular. El último domingo de agosto, durante la rogativa al Santuario de Urquiola en la cual se lleva la imagen de San Roque desde la ermita de Andra Mari de Muntsaratz al santuario de Urquiola, se daba aguardiente a los rogantes. El Viernes Santo se sacaba en procesión la imagen del Cristo Yacente y se dejaba en la iglesia parroquial de San Torcuato para participar en las procesiones en Abadiño. Se devolvía el domingo de Pascua de Resurrección. Las lámparas de la pequeña ermita se mantienen encendidas por el aceite que llevan las parturientas. La ermita del santo Cristo de Atxarte es una parada obligatoria para los montañeros católicos que rezar y depositar unos dineros para buscar la protección de la luz del Cristo.
Hay otras ermitas, como la de San Lorenzo, todas ellas pequeñas construcciones que mantienen el culto y la romería el día del santo.

### Encuentros armados
La condición de puerta entre la costa cantábrica y la llanada alavesa han hecho de Urquiola un lugar de encuentros armados. Durante la primera guerra carlista el lugar es conquistado por los Liberales en su camino hacia Durango, los carlistas dejan allí artillería y munición. En la segunda guerra carlista se produce un enfrentamiento entre 30 guardias civiles mandados por el alférez Salinas y una partida carlista de 70 hombres al mando de Basozabal produciéndose un resultado similar al de la contienda anterior.
Durante la Guerra Civil fue una posición estratégica para las operaciones sobre Ochandiano y se mantuvo en el frente durante el otoño invierno de 1936-1937. El cercano monte Saibi fue lugar de duros y sangrientos enfrentamientos. La final las tropas alzadas contra la legitimidad republicana rompieron el frente por estos lugares.

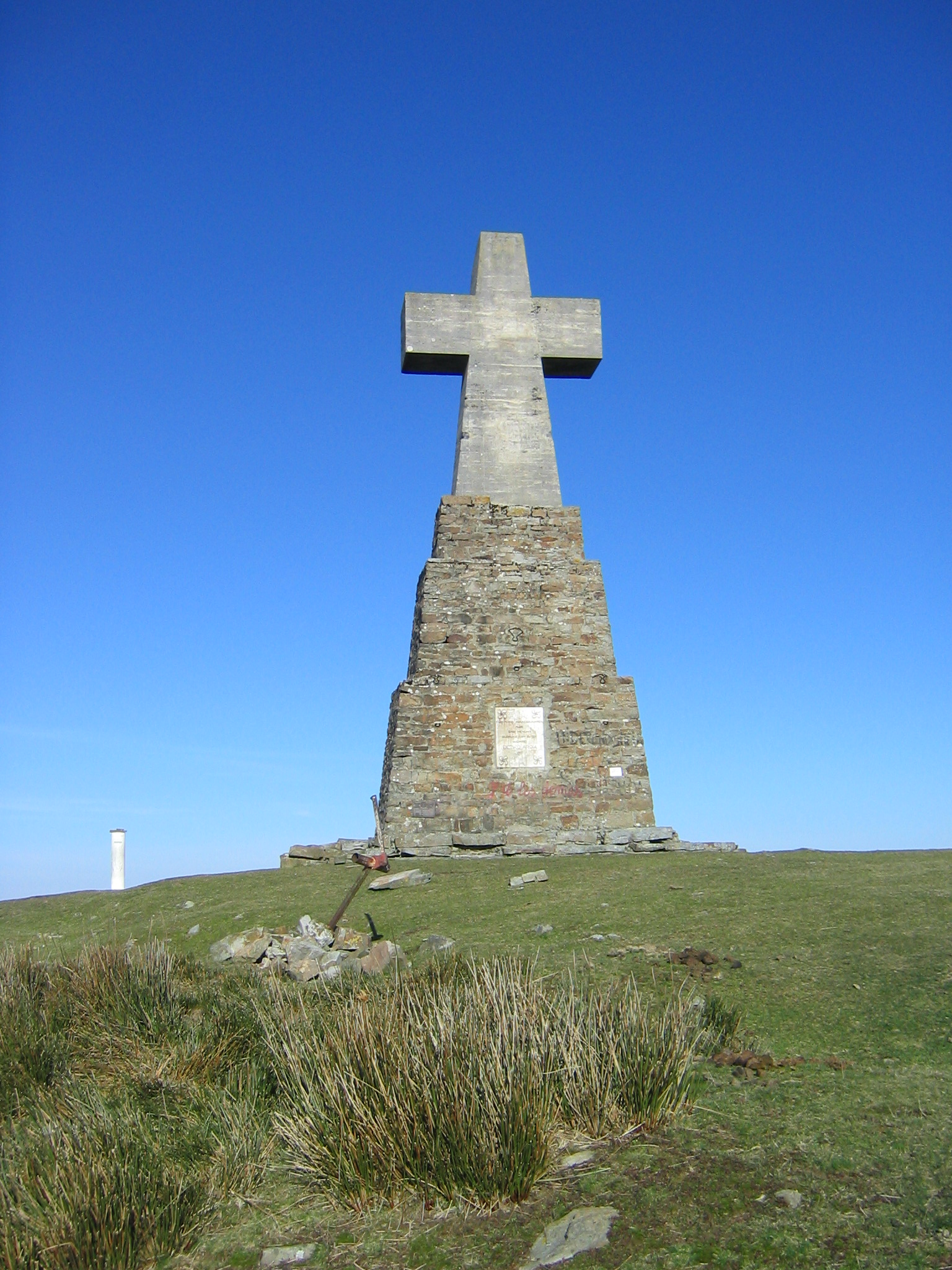
Cruz que corona el Saibigain.

En el invierno de 1936 el frente norte quedó detenido en la divisoria de aguas entre la cuenca mediterránea y la cantábrica. Álava quedó en manos de los alzados en contra del legítimo gobierno de la Segunda República nada más producirse el golpe de Estado.
La línea del frente pasaba por Saibi y de iba hacia las cumbres de Udalaitz pasando por el Besaide. El frente estada defendido por milicianos de diferentes grupos políticos y el mando centralizado en la villa de Elorrio.
La cumbre del Saibi era un punto estratégico para dominar el acceso a Vizcaya por Urquiola, que históricamente ha sido uno de los pasos principales entre la llanada y el territorio histórico.
El ejército fascista ayudado por la aviación bombardeaba las posiciones del monte Saibi por el día y las tropas de tierra incluso llegaban a su cumbre algunas veces. Por las noches los milicianos recuperaban el terreno y la estratégica cumbre del Saibigain.
El día 5 de abril de 1937 se producen escaramuzas en la carretera entre Ochandiano y Urquiola, al día siguiente las tropas insurrectas toman Urquiola y el Tercio de Navarra ataca las posiciones leales en Sabigain que estaban defendidas por los batallones Meabe nº2  y González Peña. Al anochecer de ese día los requetes han tomado el Saibigain y los republicanos mantienen Urquiola y la cima de Urquiolamendi.
El día 7 de abril los facciosos ocupan el collado de Azuntze, a los pies del Amboto al otro lado de Urquiolamendi. Este avance lo realiza el Tercio Oriamendi que comienza a tomar Urquiolamendi desde el sureste mientras que los republicanos se repliegan abandonando Urquiola que es ocupado por el Tercio de San Ignacio. Al amanecer del día 8 la zona de Urquiola, desde Amboto a Sabigain esta en manos de los rebeldes. El día 12 la2ª  Brigada expedicionaria de Asturias ataca las líneas fascistas del Saibigain y logran conquistar la cima haciendo que el 3º Batallón San Marcial se retire. Al día siguiente son los batallones de requetes y el Batallón de Montaña Sicilia los que desalojan a los milicianos asturianos del estratégico monte.
El Sabigain queda en manos del Batallón Flandes nº5 que retrocede a primeras horas del día 14 de abril ante el ataque de los batallones leales Sabino Arana y Disciplinario que son reforzados por el Salsamendi compuesto por milicianos del PCE y del batallón Garellano que se hacen fuertes en el monte. Al día siguiente los Tercios requetés atacan y toman, después de una dura y cruenta batalla, definitivamente la plaza.

### Mitología, tradiciones y costumbres
La inmensidad de los moles calizas de la sierra del Amboto y el importante paso que obligaba a mucha gente a recorrer estos lugares donde la naturaleza siempre se ha manifestado de una forma fuerte han hecho de Urquiola un lugar donde ubicar a las deidades divinas.

#### La Dama de Anboto
La tradición ubica en la máxima altitud de estas tierras, el monte Amboto, la morada principal de Mari. Este ser es la representación de la madre tierra y tiene el poder de dirigir el clima, castigar la mentira, el orgullo y el robo. De ella surgen los manantiales de agua y las buenas o malas cosechas. Sus dos hijos, Atagarri y Mikelats, son el bien y el mal.

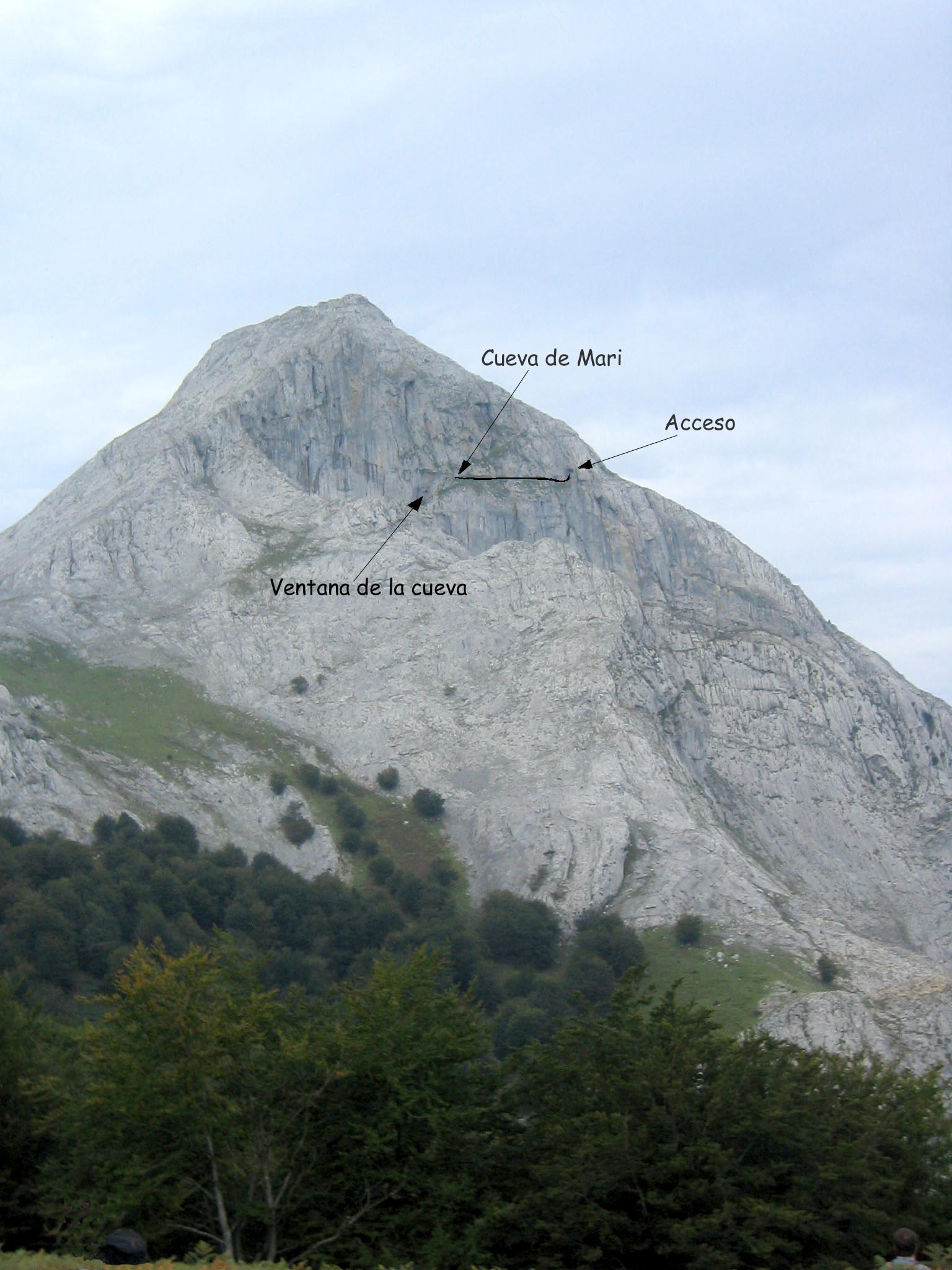
Ubicación de la cueva de Mari en la cara este del Anboto.
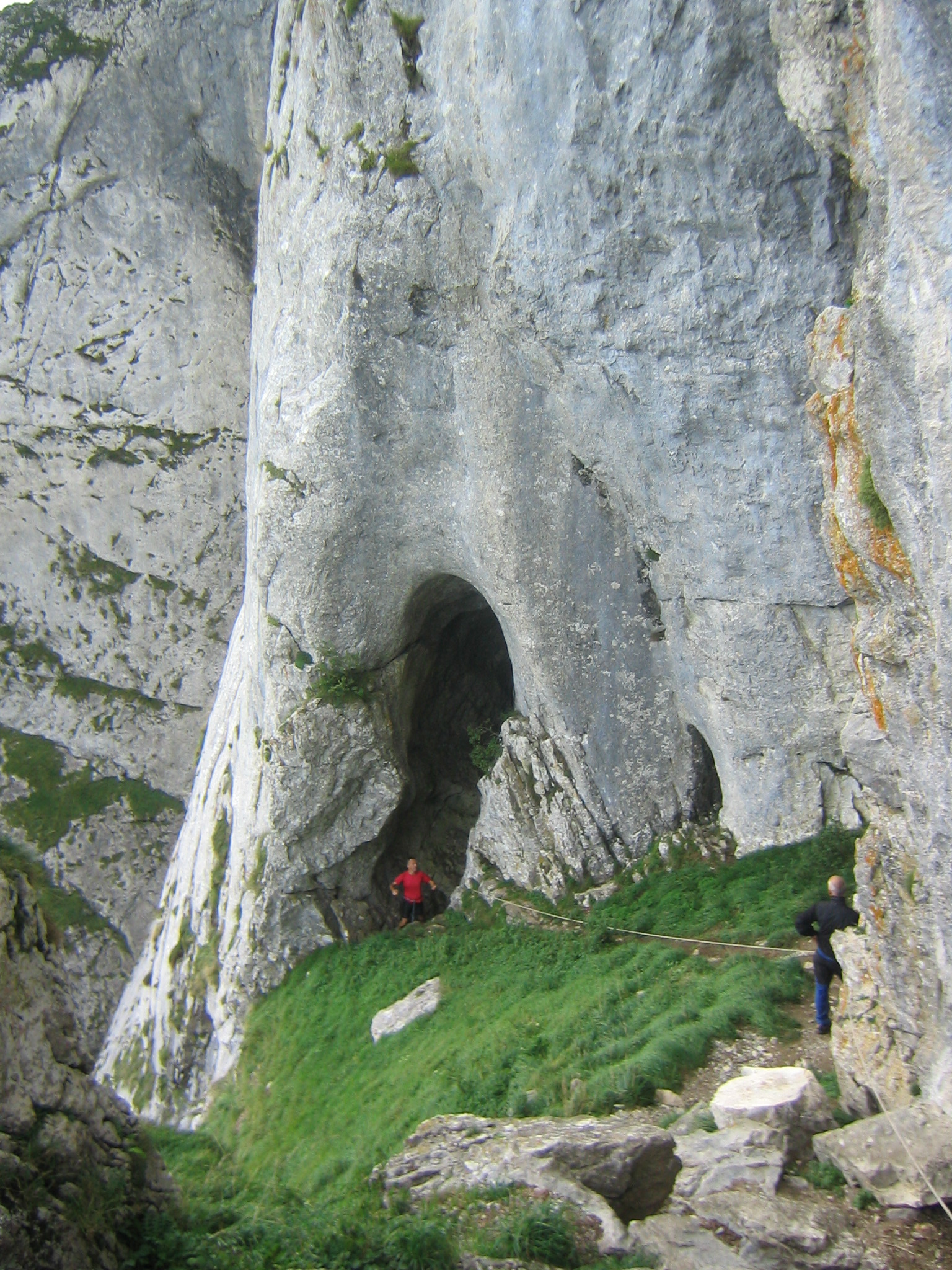
Entrada de la cueva.
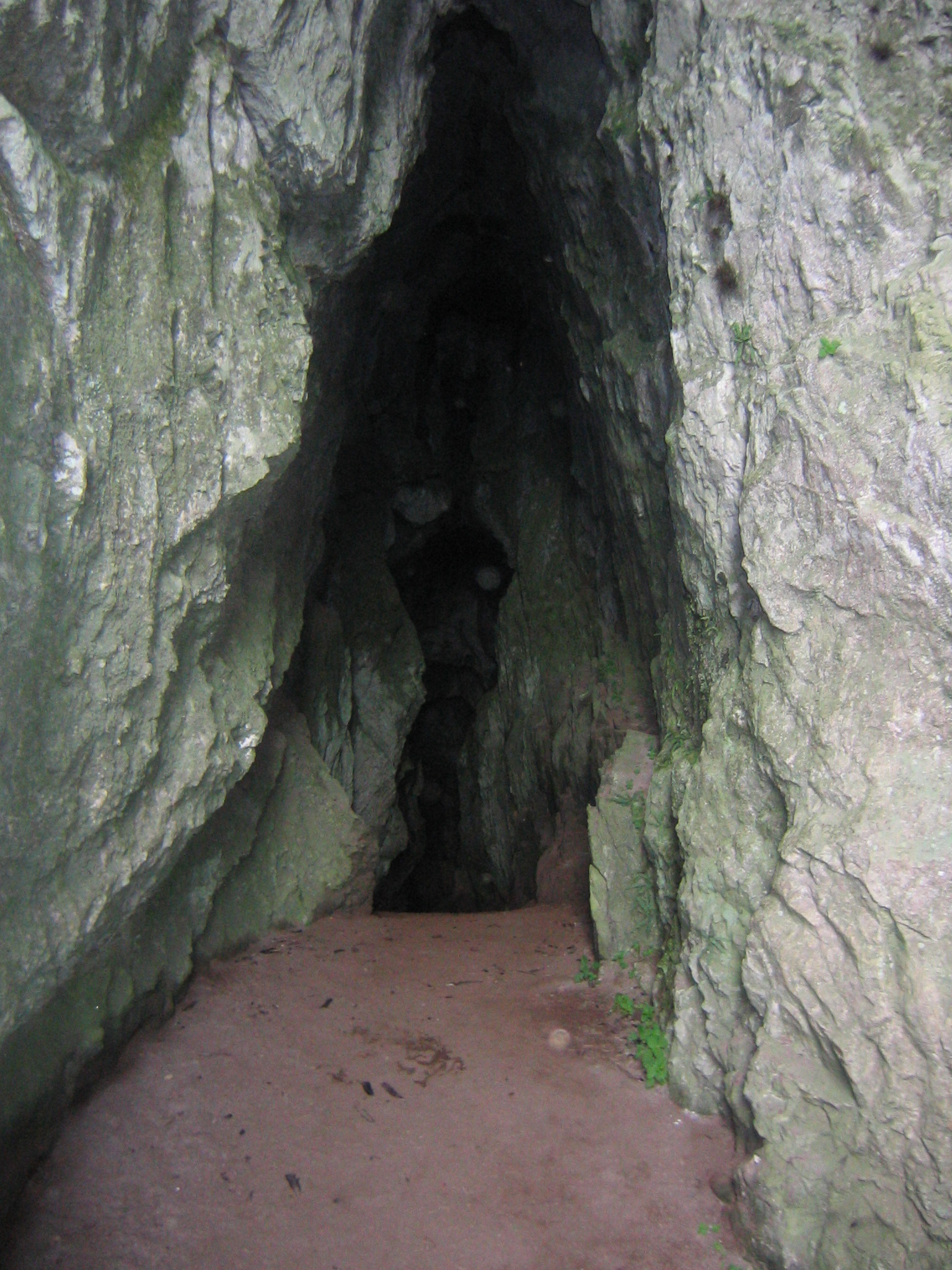
Pasillo interior que conduce a las simas.
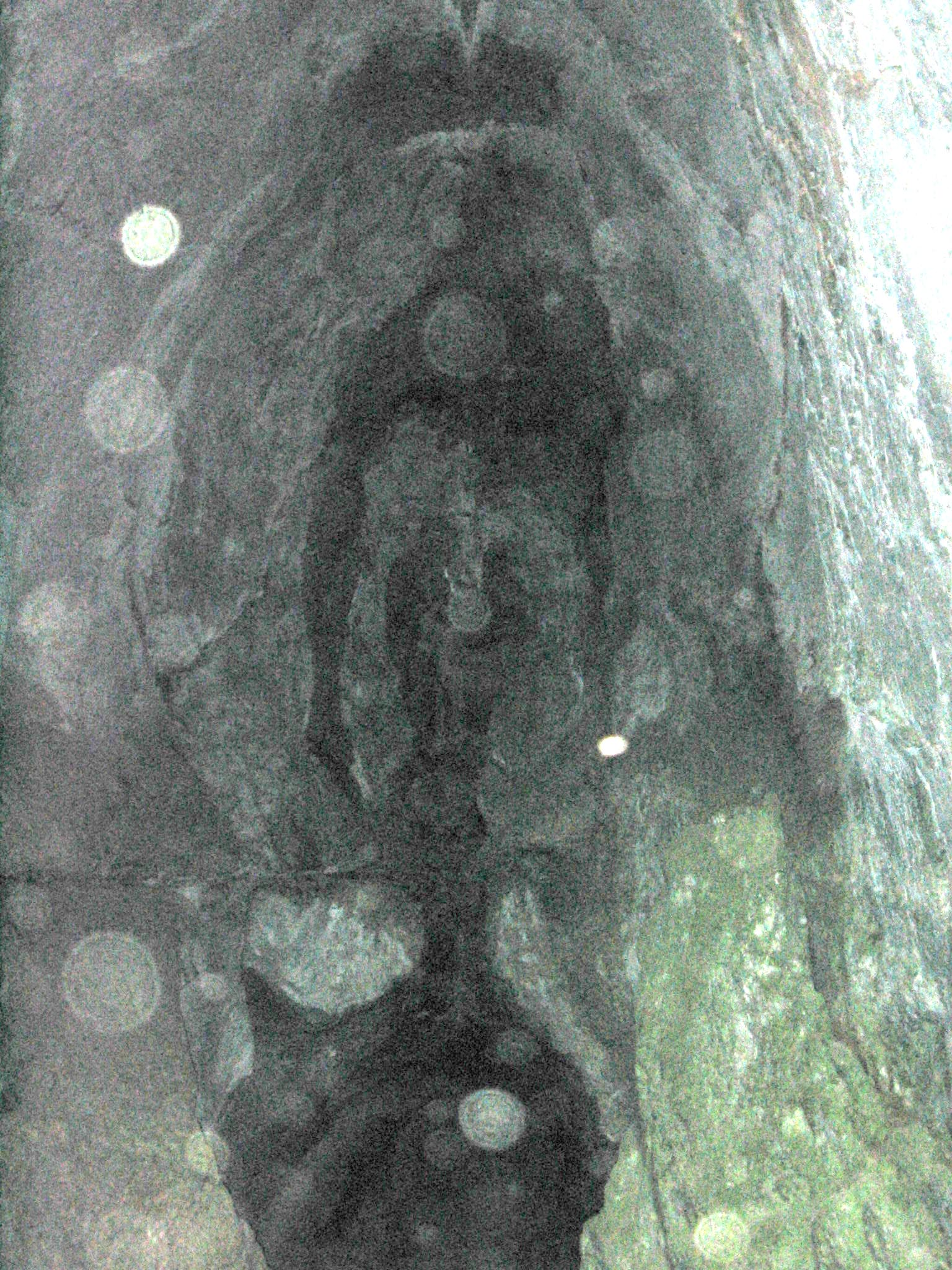
Formación rocosa que forma la cara de Mari.

Los entres precristianos cedieron, en parte, su lugar a los santos cristianos. La construcción de la iglesia dedicada a los Santos Antonios vino a querer cristianizar el lugar, pero el espíritu de Mari sigue manteniéndose vivo cuando se mira al Amboto y se ve su cumbre entre nubes, manifestación se que ella está en su morada.

##### La morada de Amboto
De las muchas moradas que Mari tiene por los montes de Euskal Herria la principal se encuentra en el Amboto. La llamada Mariurrika kobea o Mariyen kobia se encuentra a 1200m de altitud debajo justo de la cumbre de este monte. Su entrada se ubica en la impresionante verticalidad de la pared este, que forma con la oeste del Azkilar la impresionante canal de Artaungo sakona.
La cueva tiene una gran entrada, en altura, que abre un corredor hacia una sala iluminada por una apertura al abismo. Esta "ventana" es visible desde abajo, mientras que la entrada queda oculta por estar situada en un chaflán de la roca. A su lado cae un chorretón de agua, gotas en verano, de cual hay que beber si se pretende que el deseo que se le ha pedido a la diosa bruja se haga realidad. De la sala iluminada pare otro corredor hacia el interior del monte. Sobre el mismo hay una formación natural que recuerda a la cara de una mujer en la que algunos creen ver a Mari. Este corredor acaba en una sima de 70 m de profundidad. A la derecha, pasando por una pequeña apertura, se accede a otra sima menor.
Para llegar a Mariurrika Kobea, hay que subir hasta el collado de Aguindi, que se conforma entre la cubre del Amboto y el espolón de Failea Atxa y de allí seguir el pequeño sendero dirección este que nos conduce, bajo la cumbre, hasta la pared vertical en la que se ubica la cavidad. Cuando se llega al borde de la misma un túnel natural nos permite acceder al acantilado.

#### Los gentiles
En la sierra de Aramotz en la vertiente sur, sobre el valle de Arratia, se ubican varios sitios que están vinculados con los Gentiles. Estos son seres gigantescos con gran fuerza que han sido asociados a los residentes sin cristianizar de los primeros tiempos de la expansión del cristianismo en Euskal Herria. A ellos se debe la construcción de iglesias, cuevas, arcos de roca o la ubicación de ciertas grandes piedras.
La cueva de Baltzola y el cercano Jentil zubi (puente de los Gentiles) son lugares donde estos seres han dejado su huella. La tradición cuenta que la iglesia de los Santos Antonios fue hizo con las tres piedras que los Gentiles lanzaron desde las cumbres de tres montes, Saibigain, Alluitz y Untzillaitz.

### Los seles
El sel es un terreno acotado para el pastoreo y el sesteo del ganado, normalmente de propiedad comunal. Se suelen señalar con cuadro mojones, uno en cada extremo y un mojón central que se denomina haustarria o piedra cenital. El pastor levanta la choza en medio del sel pero no la puede tejar o poner llave (ambos signos de propiedad) ya que el terreno es comunal.
Los seles pueden ser de invierno, llamados en euskera korta txiki, o de veranos, llamados korta nagusi. Los primeros estaban en zona de montaña mientras que los segundos se ubicaban en los valles. El fuero de Vizcaya señalaba las medidas de estos. Los de invierno debían de tener un diámetro de 244 metros, mientras que los de verano lo tenían de 494 metros.
A mediados del siglo XVIII en los terrenos del parque natural de Urkiola había un gran número de seles documentados, eran Aitxbizkar, Urieta, Latanokorta, Otxandiokorta, Amila, Markolpe, Markolpe txiki, Makatzeta, Gurutzeberri, Erdikokortabaso, Lapurzubi, Muskuluza y Dantzaleku. Estos terrenos comunales se han ido privatizando con el tiempo.

### Costumbres y tradiciones
El hábitat secular de Urquiola ha sido el rural con alto grado de aislamiento. Las ermitas y el santuario han sido sitio de reunión de los habitantes de los caseríos, allí se juntaban para acudir a los actos religiosos, a las ferias y romerías y también para resolver y acordar los problemas sociales y tomar determinaciones para el bien común.

#### El gallo de Aramayona
En el siglo XV se intentaron definir los límites entre las poblaciones de Ochandiano y del valle de Aramayona en referencia al territorio denominado El Limitado o Tierra de nadie. Cuenta la leyenda que se estableció como método de fijación de los límites que estos estuvieran donde se encontraran los vecinos de los respectivos pueblos saliendo a pie a la cantada del gallo. Los de Aramayona entraron a media noche a los gallineros con luces para despertar a los gallos y hacerles cantar por lo que pudieron llegar hasta el mismo núcleo urbano de Ochandiano. En la actualidad todos los terceros domingos de septiembre se lleva a cabo por parte de los vecinos y autoridades de Ochandiano la inspección de los mojones que marcan el límite con Aramayona en la zona de El Limitado, este acto es conocido como la baso-bisitak (visita del bosque).

#### La piedra para encontrar pareja
A la roca que hay a la entrada del templo se le atribuyen ciertas virtudes que permiten, al que de varias vueltas a su alrededor encontrar pareja (dicen que si se dan en sentido contrario se pide que se pierda la pareja), para este mismo fin también se deja limosna, papeles con notas, alfileres de colores, etc.
La roca, que se define como "un conglomerado de piedras y piedrecitas y cantos y fósiles de innumerables clases que en forma tan particular se han mezclado y juntado con cemento no artificial", fue colocada en la plazuela donde se ubica el 29 de noviembre de 1929 por orden del entonces rector del santuario, Benito de Vizcarra. Vizcarra encontró la piedra en un monte próximo y dada su extrañeza la traslado a un lugar de fácil acceso.
La tradición de dar vueltas alrededor de esta piedra para encontrar novio está ligada a una anterior tradición de clavar alfileres en un lienzo que se hallaba en la sacristía. Para encontrar novio, se clavaban alfileres de cabeza blanca si se quería que el hombre fuera rubio y de cabeza negra si debía ser moreno. La tradición de subir a Urquiola a pedir un novio o novia ha dado lugar a las siguientes coplas 

Neska-zarrak joaten dira

Urkiolara,

Urkiolara,

Santuari eskatzera senar on bana

senar on bana, konbeni bada.

Santuak esaten die, buruakin ez

buruakin ez

Zergaitik lehenago akordatu ez

akordatu ez, orain batere ez.
Las solteronas van

a Urquiola,

a Urquiola,

A pedir al santo un buen marido

un buen marido, que les convenga,

El santo les dice, con la cabeza que no

con la cabeza que no

Porque no se han acordado antes

no se han acordado, ahora no.
Copla de Urquiola

#### Ritos en el santuario
Se tiene la costumbre de regalar al santuario diferentes bienes. Estos regalos se hacen tanto por parte de los pueblos como de los caseros y pastores. Normalmente se donan novillos que se venden en subasta.
En la bendición de los niños las madres ofrecen a San Antonio sus hijos menores de un año después de pasar la noche en el santuario. Para ello el niño es pesado en la balanza denominada peso leal y se realiza una ofrenda igual al peso del chaval, se realiza el segundo domingo de junio.
A la roca que hay a la entrada del templo se le atribuyen ciertas virtudes que permiten, al que de varias vueltas a su alrededor encontrar pareja (dicen que si se dan en sentido contrario se pide que se pierda la pareja), para este mismo fin también se deja limosna, papeles con notas, alfileres de colores, etc.

#### Fiestas
Se celebran dos fiestas en Urquiola, una la de San Antonio Abad y otra la de San Antonio de Padua.
- San Antonio Abad, el 17 de enero se celebra la fiesta de san Antonio Abad o San Antón. Dedicada a los animales domésticos a los cuales se les da "fiesta" y se realizan diferentes ritos para que no caigan enfermos.

Se les hace pasar por encima de un fuego de un leño, se les bendice, incluso sale el sacristán a recorrer los pueblos y caseríos cercanos con este fin y se bendice pan en las misas que luego se da, mojado en el agua del propio santuario, a comer a los animales.
- San Antonio de Padua, se celebra el 13 de junio y el domingo siguiente, este santo es al que se le encomienda la búsqueda de objetos perdidos y de pareja. Se celebra romería a la que se solía acudir andando, y feria ganadera y agrícola.

Luego hay otras celebraciones menores como son:
- Bendición de los niños el segundo domingo de julio.
- Día de los casados y de la familia el tercer domingo de julio.

## Usos de los recursos del Parque

### Explotación forestal
La explotación forestal en los terrenos que conforman el parque natural de Urkiola se ha desarrollado en la zona desde tiempos inmemoriales. Testigos de la misma son los hayedos trasmochos utilizados para la fabricación de carbón vegetal, la peculiaridad de los encinares que han sido utilizados para la obtención de leña o las plantaciones de pino insigne destinadas a producción de pasta de papel. El 54% de la superficie del Parque está ocupada por bosques, de ellos la mitad son naturales y la otra mitad son plantaciones forestales que han sido introducidas buscando un mejor rendimiento económico.
Se entiende como "uso forestal" el conjunto de actividades destinadas a aprovechar los bienes y servicios proporcionados por las masas forestales. Atendiendo a esta definición, entre los años 1990 y 2006 se han plantado 185 ha de bosque de diferentes especies, de ellas 148 ha son de frondosas, fundamentalmente haya, abedul y roble, y 37 ha de coníferas resinosas, fundamentalmente abeto de Douglas (Pseudotsuga menziesii), pino insigne (Pinus radiata), alerce (Larix decidua) y pícea de Sitka (Picea sitchensis). La introducción de especies no autóctonas solo se puede realizar con la autorización del Departamento de Agricultura de las Diputaciones Forales competentes.
La extracción de madera entre los años 1995 y 2004 en el monte de Utilidad Pública Urquiola Basoak supuso una media anual de 2275 metros cúbicos a la real, mayoritariamente en forma de entresaca. Los propietarios privados has cortado de media entre los años 1993 y 2006 30 ha por año, equivalentes a unos 9000 metros cúbicos a la real, con variaciones entre las 11,5 ha que se cortaron el año 1996 y las 73,5 ha de 1999.

### Explotación agrícola y ganadera
La actividad pastoril y ganadera ha sido una constante desde que el hombre empezó a poblar las tierras de Urquiola y ha contribuido activamente a la formación del paisaje actual. El pastoreo se ha llevado a cabo tanto en tierras privadas como comunales, cuyo ejemplo más claro son los seles. A excepción de algún prado de siega y diente, el resto del territorio es utilizado de forma extensiva por el ganado. Lo normal es que el pastor no acompañe a los rebaños.
Son dos, fundamentalmente, los tipos de ganadería que se dan en el Parque, la ovina y la de ganado mayor de bovino y equino. El ganado ovino son ovejas de la raza "latxa" destinadas a la producción lechera para quesos y cuajadas. Este ganado utiliza las zonas de Mugarrakolanda, Urquiolamendi, Saibi, Zabalandi y Tellamendi entre los meses de junio y diciembre.
El ganado mayor, tanto el vacuno como el caballar, se produce para ser destinado a carne, Este ganado ocupa el Parque durante mucho más tiempo que el ovino y sus infraestructuras ganaderas son de menor tamaño.
Hay hasta siete zonas de gestión ganadera diferentes con sus propias características. Los censos de cada zona son los siguientes:
| Zona            | Vacuno | Equino | Ovino | Caprino | UGM    |
| --------------- | ------ | ------ | ----- | ------- | ------ |
| Mugarra-Aramotz | 245    | 104    | 2046  | 453     | 723,9  |
| Abadiño         | 118    | 98     | 469   | -       | 286,4  |
| Ollargan        | -      | 15     | -     | -       | 15,0   |
| Untxillatx      | -      | -      | -     | -       | -      |
| Atxondo         | 20     | 60     | 1050  | 200     | 267,5  |
| Oleta           | -      | 30     | 800   | -       | 150,0  |
| Aramayona       | 15     | 50     | 650   | -       | 162,5  |
| Total           | 398    | 357    | 5015  | 653     | 1605,3 |
| UGM             | 398    | 357    | 98    |         |        |

Desde los órganos de gestión del Parque se han realizado actuaciones encaminadas a la mejora y conservación de los pastos, desbroces de matorral y abonos o enmiendas. También se han reconvertido algunas plantaciones de coníferas en pastos. Normalmente a altitudes superiores a los 800 metros donde las coníferas no se desarrollan bien y en zonas frecuentadas por el ganado como en Eskuagatx.
Hay dos asociaciones de agricultura de montaña, (Gorbeialde y Urquiola) que trabajan para la mejora de las infraestructuras ganaderas.
La agricultura está reducida a las huertas que suelen mantener los caseríos. Estas huertas se destinan a consumo propio y sus excedentes a la venta en los mercados de los pueblos vecinos.

### Caza y pesca
Las actividades de caza y pesca no tienen mucha relevancia dentro del Parque. La caza está restringida a una zona concreta para la becada y algunos puestos para la paloma y los zorzales o malvices.
No hay muchas especies cinegéticas sedentarias, destaca entre ellas la liebre, el jabalí y, en menor medida el corzo. La perdiz roja es tan escasa que no es susceptible de ser sometida a aprovechamiento cinegético.
No se pesca dentro del área del Parque.

### Actividad minera

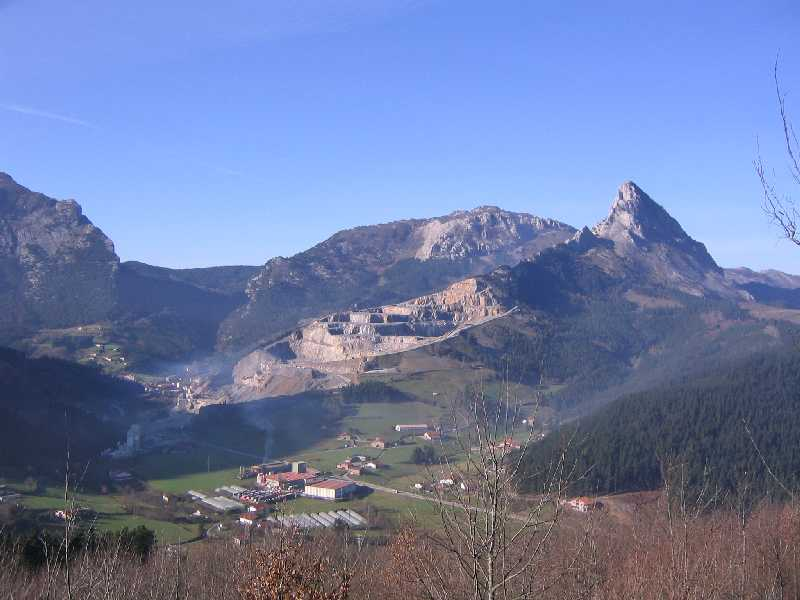
Cantera Markomin Goikoa en el espolón del monte Mugarra.

Desde tiempos prehistóricos, en los terrenos que actualmente conforman el Parque, se han explotado diversas minas y canteras. Las últimas minas subterráneas se cerraron en Arrazola a mediados del siglo XX, pero las explotaciones de piedra caliza a cielo abierto han continuado hasta la actualidad.
Cuando se conformó el área de protección de lo que luego sería el parque natural de Urkiola, algunas de las canteras que estaban dentro de la misma se dejaron fuera de los límites del Parque, otras canteras activas quedaron dentro del mismo.
En la actualidad las únicas actividades industriales que existen están relacionadas con la explotación de las calizas y está prohibida la apertura de nuevas explotaciones. Dentro del parque o de su zona periférica de protección hay cinco explotaciones:
Dentro del Parque
- Atxarte, propiedad del ayuntamiento de Abadiño, situada al pie del monte Untzillatx. Actualmente sin actividad.
- Atxa-txiki, propiedad del ayuntamiento de Abadiño, situada al pie del monte Untzillatx. Actualmente sin actividad.
- Zalloventa, en terrenos de Mañaria al pie del Arrietabaso, explotada por el Grupo Amantegi.

Dentro de la zona de periférica de protección
- Markomin Goikoa, situada en Mañaria al pie del Untzillaitz, explotada por Hijos de León Amantegui, S.A.
- Mutxate, situada en Mañaria en el espolón del Mugarra, explotada por el Grupo Italcementi.

### Actividades recreativas
Una de las finalidades de la protección aplicada a los terrenos que conforman el parque natural de Urkiola es el uso recreativo de sus valores naturales. Por ello el uso recreativo, en sus múltiples expresiones, es uno de los usos principales del Parque.
El montañismo, el senderismo , el alpinismo, la escalada o la espeleología han tenido presencia en las tierras del Parque desde siempre. Si se considera como recreativo el uso dado al área del Santuario en sus diferentes facetas religiosas y festivas que decir tiene que se remonta a la más lejana antigüedad.
A excepción de los establecimientos hosteleros del área del puerto y Santuario que surgieron al abrigo de los transeúntes, peregrinos y turistas, el uso recreativo del Parque está poco ligado a la actividad económica y no ha sido aprovechado integralmente ni ordenado.
La proximidad del Parque a zonas con mucha densidad de población y bien comunicadas con él hace que fluyan al mismo muchos visitantes para realizar muy diversas actividades, montañismo, escalada, espeleología, pigning... actividades que se realizan generalmente en una jornada. Está la posibilidad de explotar los recursos lúdicos del Parque fomentando el llamado "turismo verde" que habría que compatibilizar con la conservación del mismo. Está prohibida la acampada libre y la práctica deportiva con vehículos motorizados.
Áreas de esparcimiento
- Landaederra

En la ladera norte del Mugarra cerca del barrio de Yurreta de Orozketa a un lado del camino que sube hacia el Mugarra y las antiguas canteras de mármol se abre está zona recreativa que nuclea alrededor de un refugio y una fuente. El refugio tiene dos partes diferenciadas, una abierta y pública y otra cerrada. Es propiedad del ayuntamiento de Durango quien gestiona su uso. Alrededor del refugio hay mesas y asadores. Las masas arbóreas que circundan la zona son plantaciones de pino insigne.
- Neberondo

Debajo de la cumbre del Mugarra en su lado norte, justo donde el bosque deja paso a la gris caliza se abre esta zona de esparcimiento que se conforma alrededor de una antigua nevera, de la que adquiere el nombre. La nevera está convertida en refugio y entre los pinos y hayas del exterior se sitúan mesas y asadores. Por un estrecho camino herboso se llega a una fuente que e sitúa al fondo de una pequeña vaguada.
- Aldazitala y Santuario

La carretera BI-623 que cruza el Parque y pasa por el puerto de Urquiola, donde se establece la zona principal de entrada al Parque y la principal área de esparcimiento que se extiende por los alrededores del Santuario y de por su zona cercana hacia la parte de Álava.
Entre viejas hayas trasmochas y muestras de algunas de los viejos oficios que se desarrollaban en estas montañas, como el de carbonero o el de hacer y mantener el hielo procedente de las nieves invernales, se distribuyen mesas, asadores y fuentes junto a otros servicios como juegos infantiles y servicios higiénicos.  Muy fácilmente accesible al quedar al lado de la carretera con aparcamientos preparados y una singular riqueza vegetal, con paseos preparados para la caminata, hacen que estas zonas sean muy visitadas y utilizadas por los vecinos de las poblaciones cercanas.

#### Difusión y sensibilización de los valores naturales
La difusión y sensibilización de los valores naturales del Parque tiene como piedra angular el centro de interpretación Toki Alai y la instalación adjunta de Letona-Korta. Desde el servicio de Conservación, red natura 2000 y biodiversidad, de la Diputación Foral de Vizcaya, en colaboración con los responsables directos de la gestión del Parque.
El año 2000 se creó el grupo "Amigos/as de Urquiola-Urquiolako Lagunak" y la revista de difusión "Revista de Urkiola" mediante los cuales se difunden las diferentes actividades que se desarrollan en el Parque.
Centro de Información y educación ambiental Toki Alai
Es el Centro de Acogida e Interpretación del parque natural de Urkiola se halla en la ladera del monte Saibigain a pocos metros de la carretera justo en el puerto de Urquiola. El centro dispone de una exposición permanente con un audiovisual y la observación mediante circuito cerrado de TV de un nido de buitres. Cuenta con una exposición sobre las diferentes características del entorno, fauna, flora, paisaje, explotación de los recursos... todo ello explicado mediante un diaporama. Tiene una sala de conferencias y aulas de interpretación donde se dan diferentes clases sobre temas relacionados con el parque y la naturaleza. Es el lugar donde se da información sobre rutas y puntos de interés, manteniendo una pequeña tienda donde se ofrece información, libros, mapas, etc sobre el Parque.
Toki Alai tiene catálogo de 9 programas didácticos dirigidos a los estudiantes de educación infantil y primaria. Estos programas tiene una duración de una jornada cada uno de ellos se centra en un tema concreto sobre la naturaleza y el parque natural de Urkiola.
La difusión de los valores naturales se completa con actividades dirigidas al público general, son itinerarios guiados, jornadas sobre flora o fauna, anillamiento de aves, salidas a cuevas, etc. Se mantiene una asociación que recibe una revista periódica con actividades e información sobre la naturaleza y el Parque.
Junto a Toki Alai se encuentra el caserío Letona-Korta donde se ubican salas de trabajo, exposiciones puntuales y conferencias.
Actividades
Dentro del programa de actividades que se desarrolla destacan las siguientes:
- Conferencias y Jornadas, son conferencias, charlas y jornadas sobre temas específicos de mano de expertos. Las hay sobre las aves rapaces, plantas medicinales, micología, etc.

- Rutas guiadas, son recorridos para dar a conocer lugares de interés dentro del Parque, tanto paisajísticos y culturales como espeleológicos.

- Programas de voluntariado, como todas las actividades están abiertos a toda la ciudadanía. Se organizan actividades que trabajan directamente en la mejora de los espacios del Parque y en la adecuación de sus instalaciones. Algunas de ellas son, colocación y revisión de cajas nido, señalización de sendas, caminos y rutas, plantación de árboles, etc

- Actividades diversas, complementando el programa de actividades hay otras menos relacionadas con el Parque y pero igualmente importantes para la difusión de los valores naturales, como la observación del cielo nocturno, la observación de estrellas fugaces, etc.

Afluencia de visitantes
El centro de interpretación Toki Alai es visitado anualmente por una media de 16 000 personas siendo unas 6500 de las mismas escolares que viene en visitas concertadas. Son más de 160 grupos de estudiantes anuales los que tienen entre sus diferentes actividades la visita al parque natural de Urkiola y realizan algunos de los diferentes programas de educación ambiental que se organizan en el mismo.
Los visitantes proceden mayoritariamente de Vizcaya, aunque también llegan de las provincias vecinas de Álava y Guipúzcoa así como de otras comunidades autónomas española y del extranjero.
En las actividades que organiza el Parque participan, aparte de los escolares,  del orden de las 500 personas anuales.

#### Senderismo, montañismo y bicicleta de montaña
El parque cuenta con varias rutas para recorrer tanto a pie como en bicicleta de montaña, y para acceder a las cimas de las montañas. La extensa red de caminos se ha creado sobre antiguas vías de comunicación, rutas tradicionales de montaña y nuevos caminos creados tras la declaración del Parque.
Aunque sus montañas no destacan por su altitud, la máxima cota es Amboto a 1331 m s. n. m., sí destacan los desniveles existentes, por lo que hay rutas de distintos grados de dificultad, desde cómodos paseos entre hayas, hasta ascensiones con desniveles de más de 1000 m y complicados y peligrosos pasos de montaña como el "puente del infierno" , el Untzillaitz, con su arriesgada subida por la Gran Diagonal, o el Mugarra, solo aptos para personas con experiencia y buena forma física.
Como parte del programa de divulgación se ha confeccionado una serie de itinerarios didácticos de un bajo grado de dificultad los cuales cruzan las zonas más representativas del paisaje del Parque y dan información sobre diferentes temas de fauna y vegetación. Buena parte de los itinerarios que se pueden realizar a pie son también ciclables. Hay disponibles en diferentes páginas web especializadas, los track para GPS para la realización de diferentes recorrido.
Itinerarios didácticos
Como parte del programa de divulgación se ha confeccionado una serie de itinerarios didácticos de un bajo grado de dificultad los cuales cruzan las zonas más representativas del paisaje del Parque y dan información sobre fauna y vegetación. Sirve de ejemplo el itinerario didáctico Toki Alai-Aldazitala que parte del centro de interpretación y termina en el área recreativa de Aldazitala. Es una ruta de dificultad baja con ocho paradas señaladas con información sobre las distintas formaciones vegetales que atraviesa (sel de Letona Korta; bosque de ribera, hayedo; mirador del paisaje de Urquiola; plantación de pino laricio y unos robles rodeados de arbustos de argoma, brezo y helezal; repoblación de haya y roble americano; bosque de abedules; zona recreativa de Aldazitala).
Senderismo y BTT
El parque natural de Urkiola está atravesado por varios senderos de Gran Recorrido (GR) y de Pequeño Recorrido (PR).
Los senderos GR discurren, en general, por viejos caminos de diferentes usos que se han señalizado para la orientación e información del caminante sobre lugares y paisajes de interés. Recorren distancias para las que se precisan varias jornadas.
El parque natural de Urkiola es atravesado por tres senderos de Gran Recorrido:
- GR-12 Sendero de Euskal Herria o Euskal Herriko bidezidorra.
- GR-38 Ruta del vino y del pescado.
- GR-123 Vuelta a Vizcaya o Bizkaiko bira.

Los senderos de PR permiten mostrar el entorno de un valle o de un municipio, normalmente son de carácter circular o unen dos senderos de GR. Su longitud se suele recorrer en una sola jornada. Recorren el Parque tres senderos de Pequeño Recorrido que tienen diferentes variantes:
- PR-BI 201, del puerto de Urquiola a Elorrio, recorre toda la zona noroeste del Parque pasando por las faldas de Mugarra, Untzillaitz, Amboto y Besaide, allí se une con los senderos de Gran Recorrido GR-123, vuelta a Vizcaya y GR-122 Vuelta a Guipúzcoa.
- PR-BI 201.1, de Arrazola a Zumela donde se une con el GR-123. Discurre por la antigua calzada que une Achondo con Urquiola. Discurre entre hayas al lado de un arroyo entre Amboto y Andasto.
- PR-BI 201.2, de Arrazola a Zabalandi donde se une con el GR-12, discurre, después de una fuerte pendiente, por la ladera sur del Amboto bajo la cueva de Mari.

- PR-BI 202 entre Güenzelai y Santiago en Achondo, pasa por el collado de Larrano y la ermita de Santa Bárbara. Podía definirse como una variante del PR-201, pero su interés paisajístico le da entidad propia.
- PR-BI 202.1, entre Olarreta y Larrano, cota 890.  Une los dos collados por una pequeña senda de gran desnivel, de los 435 metros sobre el nivel del mar del collado de Olarreta a los 890 m de Larrano.

- PR-BI 203, el sendero de Aramotz. Atraviesa la sierra de Aramotz en sentido este-oeste, uniendo Durango y Amorebieta.
- PR-BI 203.1, entre Belatxikieta y Lemona recorrido por Aramotz atravesando la sierra de norte a sur llegando al valle de Arratia.[27]

Otros recorridos
- Amorebieta-Artaun

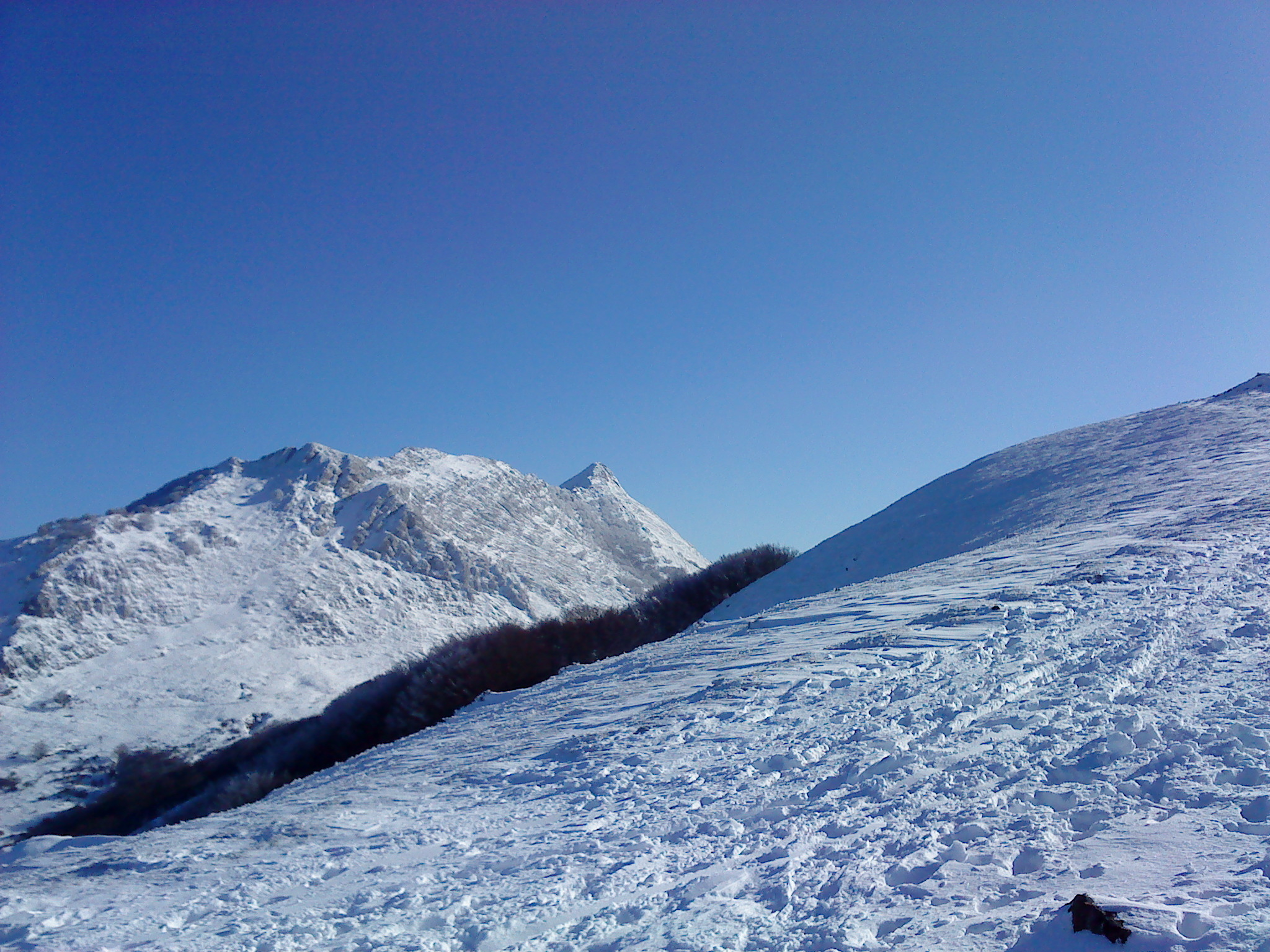
Vista parcial del parque. Del collado de Larrano a la cumbre del Amboto con nieve.

Desde el cementerio de la iglesia de Amorebieta el camino se va adentrando en la sierra de Aramotz entre pinares. Pasa junto a una antigua cantera de piedra arenisca y sube en fuerte pendiente entre pinos marítimos hasta Leginetxegoikoa, un grupo de tres caseríos ubicados en un amplio prado, y más adelante hasta el descampado conocido como Leguate o El Cabrero. En este lugar se une al camino procedente de Lemona y se entra en terrenos del parque natural de Urkiola. Cerca ya esta el entorno de Belatxikieta con la ermita de San Ignacio en el área conocida como Zazpitxaboleta. El entorno es totalmente kárstico.
La ruta sigue dejando el pico de Urtemondo a la izquierda y bordeando por la derecha la dolina conocida como Galdara o Caldera. Atraviesa un pinar y un encinar hasta llegar a Artaun.
- Puerto de Urquiola-Amboto

El emblemático Amboto no puede quedar al margen de las rutas de Urquiola. Está ruta tiene un grado de dificultad medio alto y no es recomendable con suelo húmedo o viento. Se invierte dos horas en completarla.
Se sale del santuario de Urquiola dirección norte hasta donde finaliza el asfalto. Con un ligero desvió a la izquierda se comienza, atravesando una campa con algunas repoblaciones de árboles autóctonos aún jóvenes, la subida a Urquiolagirre, en cuyo transcurso se pueden ver restos de las trincheras de la guerra civil española. Desde la cumbre de Urquiolaguirre se desciende al collado de Azuntze donde se encuentra la fuente férrica de Pol-Pol, a pie de cantil del cresterio del Amboto.
Hay dos posibles alternativas, una es acercarse al punto de ascenso recorriendo el pie del cordal y luego, atravesando un bosque de hayas, salir, en fuerte subida, a la crestería cerca de la cumbre y el otro es subir al cercano collado de Larrano y desde allí recorrer toda la crestería hasta llegar al Amboto. Para esté último recorrido hace falta estar en cierta forma física y tener conocimientos de montaña.
Se puede llegar al collado de Azuntze desde el santuario sin subir a Urquiolagirre, rodeándolo por una pista de mucho menos desnivel.
- Puerto de Urquiola-Mañaria

Está ruta transcurre por una senda de buen trazado pero no es recomendable real izarla con el terreno húmedo. Une el puerto de Urquiola con Mañaria, situada a pie del mismo en la parte norte. La dificultad es media y se salva un desnivel de 675 metros ya que se asciende al Saibi. El tiempo estimado para completar el recorrido es de dos horas.
Desde del puerto se asciende al Sabigain por el camino que sube al centro de interpretación Toki Alai, poco antes de llegar se toma a la derecha el camino que está jalonado de espinos blancos que limitan y cierran los diferentes prados de pasto que hay allí. El camino va ascendiendo y llega a un bosque de hayas girando a la izquierda atravesando una campa herbosa dejando a su derecha una plantación de ciprés de Lawson que luego dejara paso a un argomal. Poco después la pista se divide en dos y ambas opciones llegan a la cumbre del Saibigain o simplemente Saibi que se halla en la divisoria de vertientes, a la izquierda la mediterránea y a la derecha la cantábrica.
De la cima del Saibi se desciende por su ladera occidental entre pinares y descampados hasta el collado de Iturriotz que está a 754 m de altitud. El terreno va presentando la existencia sel sustrato calizo que se hace evidente en el cercano Eskuagatx, hacia donde se puede llegar por cualquiera de las numerosas pistas que hay. Se llega a un pequeño collado donde se abre una cueva y de allí se desciende a Mañaria.
- Txakurzulo-Atxarte

La ruta recorre una pista forestal hormigonada que une el caserío (ahora establecimiento hostelero) de Txakurzulo con el desfiladero de Atxarte. El grado de dificultad es fácil, algo más complicado en el tramo de calzada, y el desnivel que se salva es de 300 m, desde los 600 m de la cota de Txakurzulo hasta los 300 metros de la cota de Atxarte. El tiempo a emplear es de 2 horas para todo el recorrido.
La ruta discurre entre el Untzillaitz a la izquierda y el Alluitz y Aitz Txiki a la derecha, que se van cerrando hasta el impresionante paso de Atxarte. El comienzo discurre entre plantaciones de pino insignis y ciprés de Lawson que van dejando paso a especies autóctonas como hayas, abedules, avellanos y fresnos y acebos.
Alternando plantaciones de alerces con bosque mixto, en muchos caso de viejas hayas mochas y grandes robles, se llega a la cabeza del valle al alcanzar el río Mendiola y cruzarlo cambiando de orilla. La pendiente aumenta y son las plantaciones de abeto douglas domina ya casi todo el resto del camino, con algunos retazos de encinar cantábrico.
Se llega al desfiladero donde se cruza de nuevo el río. Justo en este punto está el viejo molino de Atxarte del que solo quedan ruinas y su Antépara frente a él la ermita de Santo Cristo de Artxarte levantada cubriendo la boca de la cueva Atxarteko-koba.
La vuelta se realiza por el antiguo camino de Urquiola, calzada de la que todavía quedan restos visibles. Poco antes de llegar al molino se cruza el río por un viejo puente del que solo queda el arco. Se sigue los restos de la calzada hasta alcanzar la actual carretera de Urquiola.
- Cueva de Balzola-Leungane

Esta ruta recorre el Parque por su parte sur. Discurre por uno de los lugares más mágicos y mitológicos, la zona de Jentil Zubi y la cueva de Balzola. Tiene un grado de dificultad medio y un desnivel importante si se sube hasta la cima de Leungane, se parte de una cota de 280 m en la casería de Indusi hasta los 1008 m de Leungane, pasando por los 360 m de la cota de la cueva de Balzola. El tiempo estimado en completar el recorrido es de unas 2 horas y 15 minutos.
Se parte del barrio de Olabarri de Dima hacia el bar caserío de Belatxa ascendiendo hasta el río
Indusi y, atravesándolo, llegar hasta el caserío Zamakona, situado en lo alto de un pequeño promontorio del que parte un senda que se adentra en el entorno cruzando por debajo de Jentil Zubi o Puente de los Gentiles (un arco natural, resto de una antigua galería de cueva, desmantelada por la erosión), junto a él el Abrigo de Axlor, importante yacimiento prehistórico del Musteriense.
Desde Jentil Zubi se ve la entrada a la cueva de Baltzola, con su gran entrada donde se abren vías de escalada de gran dificultad. Está cueva está identificada por la mitología como morada de Sugoi, culebra macho, o de Mikelatz, ligados ambos a Mari, la Dama de Amboto.
Junto a las bocas superiores comienza un pinar que se adentra en el valle, la senda llega al túnel de Abaro, una galería de unos 70 m de longitud, 25 de anchura y 15 de altura con un río estacional en su interior. Siguiendo el río se llega a los caseríos de Balzola donde llega la pista desde la ermita de San Lorenzo.
Desde San Lorenzo se puede ascender hasta Leungana, para ello se bordea el monte Basabil de 599 m llegando al collado del mismo nombre y de allí al de Olarreta ya a 635 m de altitud. Pasando por la pista que viene desde Mañaria pasando por la ermita de Aite se llega al collado de Iñungan a 675 m de altitud cruce de caminos, siguiendo por el del medio se llega a la cumbre de Leungana tras una fuerte pendiente.
Ascensos a montes
- Subida a Amboto
- Subida a Alluitz
- Subida a Aitz Txiki
- Subida a Mugarra
- Subida a Orisol

#### Espeleología
La abundancia de caliza junto con la riqueza en lluvias de la zona ha dado lugar a un muy rico relieve kárstico en el que se abren un sinfín de cuevas y simas que forman bastos sistemas que unen cuevas y simas donde se hallan ríos y lagos subterráneos así como toda una serie de meandros, gateras, lamiadores y pozos, amplias salas plagadas de estalactitas y estalagmitas que el tiempo ha convertido en columnas y ha decorado con diferentes coladas.
Esta abundancia de elementos espeleológicos da lugar a que el Parque tenga como una de sus actividades la espeleología pero realizada bajo la directriz marcada por el Plan de Ordenación de Recursos Naturales que indica que se debe de evitar la degradación las cavidades tanto en su interior como en su exterior potenciando la investigación y el uso recreativo sin que haya que realizar infraestructuras en cuevas aun cuando sean habituales las vivistas a las mismas.

##### Cuevas en Urquiola
En los sistemas kársticos que se dan en el parque natural de Urkiola hay un gran número de cuevas y simas de todos los tamaños. Algunas de ellas son las siguientes:
- Askondo, situada cerca de la ermita de San Lorenzo en Urkuleta en Mañaria, es una cueva con un grado de dificultad bajo y un riesgo también bajo. Se trata de una cavidad de cómoda cuya anchura va disminuyendo según se avanza hasta un punto estrecho que da paso a un laminador final. En su interior se han encontrado restos de oso de la cavernas. A la entrada se abre una sala de 10 metros de altura con coladas en la pared derecha. Subiendo una rampa se accede a un trazado sinuoso hasta la llamada Galería de la Luna, a continuación se pasa a la llamada Galería de los Gours que recibe el nombre por la abundancia de este tipo de formación (presas naturales). Atravesando una gatera se accede a un pozo de 7 metros donde se sume un aporte de agua. Por último un laminador de 7 metros de ancho que va cerrándose en altura hasta hacerse impracticable.

- Baltzola es una de las cavidades más conocidas del Parque. Tiene un gran portalón en el que se práctica escalada con vías de un nivel muy alto. El grado de dificultad es bajo-medio y de riesgo es bajo. Se sitúa cerca del barrio de Indusi en Dima de donde se parte por una carretera a hasta un caserío y de allí por una pista hasta un alto de donde por un camino se llega a un alto del cual por un sendero nos conduce a al gran boca de la cueva.

La cueva consta de cuatro niveles diferentes y se desarrolla de forma laberíntica complicando la orientación. Tiene muchas galerías, gateras y pasos que comunican diferentes salas en diferentes niveles. Hay una travesía clásica que comenzando desde el portalón de entrada recorre la galería principal hasta la boca de Gibeldar. Descendiendo por un cañón no muy grande se llega a la gran marmita fósil que está bajo la boca de Gibeldar y de allí siguiendo el río por el costado izquierdo de la galería principal.
- A-1 es una cueva convertida en mina, El grado de dificultad es medio y el riesgo es medio-alto. Se sitúa en la falda norte de Alluitz y se accede desde Axpe en Achondo o desde Sagasta en Abadiano. De boca pequeña se accede por una rampa de unos 12 metros a una sala de grandes dimensiones. En esta sala hay la opción de descender por un pozo de unos 15 m hasta la cabecera del último pozo o bien se llega a ese mismo lugar siguiendo las galerías excavadas por la actividad minera. Por unos pequeños túneles mineros se llega a otra sala que está iluminada por pequeñas ventanas abiertas en la pared. Desde esta sala se desciende por un pozo de 3 metros llegando a un desfondamiento de unos 10 m de diámetro y 30 de profundidad. De esta sala parten varias galerías mineras, por una de ellas, situada a al izquierda, se llega al último pozo de unos 12 m de largo que da acceso a una sala en la que convergen diferentes galerías.

- Sistema Abaro – Jentilzubi es un sistema en el que convergen varias zonas activas e inactivas o fósiles de distintos niveles, tamaños y volúmenes. De grado de dificultad y riesgo medio-alto no es recomendable en épocas de lluvia. La boca superior es el sumidero del río que viene desde el Túnel de Abaro y tras atravesar parte de la cavidad resurge en la Resurgencia de Jentilzubi que se halla un poco más abajo de la cueva Cueva Jentilzubi I. El recorrido del río por dentro de la cueva es uno de los recorridos espeológicos más conocidos del Parque, con dificultad media alta, es un completo recorrido con tramos acuáticos y todo tipo de trabas.

Este sistema se encuentra el Dima y se accede desde su barrio de Indusi. A la derecha del portalón de la cueva de Baltzola se observa el río que procede del Túnel de Abaro y se sume por la sima de Abaro. La boca de Jentilzubi I está al lado del gran puente de roca conocido como Jentilzubi.
El río es estacional y en el primer pozo crea una zona de mucho peligro. Si se va por Abaro a los pocos metros está la primera reunión, un poco expuesta en un pozo de 6 metros que da acceso a una zona encañonada de 60 cm de anchura. Se sigue el cauce del río y se llega a un pozo de 8 metros por donde se sume el mismo, de este se llega a otro pozo de 15 metros donde, desde una pequeña marmita se remonta el caos existente enfrente y de destrepando una serie de pequeñas dificultades que llevan hasta el llamado "Gran Cañón", una gran galería de 50 metros de largo y 20 de altura. La salida se realiza por una serie de estrechas gateras, tubos freáticos y pequeños meandros que pueden sifonarse en época de lluvias, aunque no obstaculizan a la hora de realizar la travesía. Seguidamente se llega a una zona de gours (pequeñas presas naturales) que da paso, a través de pequeñas gateras boca junto al arco natural de Jentilzubi.
- Sima de Larrano o Urrekazulo esta sima se encuentra en la cara norte del Karst de Amboto a 800 metros de altitud en el collado de Larrano junto al sendero que, recorriendo la crestería, llega a la cumbre del Amboto. El grado de dificultad y el de riesgo es medio-alto. Esta sima fue también utilizada como mina, tiene una entrada de 15 metros de diámetro por donde se accede a una rampa en forma de tubo en cuyo final está la cabecera de un pozo de unos 25 metros y un buen número de galerías mineras que a través de pequeños resaltes de 8 metros llevan a final del pozo. Del resalte espiral van partiendo galerías mineras. En el fondo del pozo hay un pequeño arroyo que corre hacia otro pozo de 20 metros en forma acampanada el cual es cruzado por una galería de 15 metros. Al final hay una sala llena de cristales rotos que le da el nombre de "sala de los Faquires" de ella parte hacia el norte otra galería de 12 metros de longitud de la que a su vez parte una pequeña rampa que encadenándose con otras llevan hasta el último pozo de 11 metros el cual muere en un pequeño sumidero de agua. La profundidad total es de 74 metros.[3]

#### Escalada
- Véase también: Anexo:Escalada en el parque natural de Urkiola

Las moles de roca caliza que destacan en el paisaje del parque natural de Urkiola con sus impresionantes acantilados tienen multitud de zonas para la práctica de la escalada. Tanto en la parte de la sierra de Aramotz, como en Mugarra o en todo el cordal de Amboto-Alluitz hay muchas vías de escalada de muy diversa dificultad.
En la cueva de Baltzola se abren, en su boca, vías de extremada dificultad, todas ellas de niveles superiores 8. Mientras que en las paredes de Amboto las hay de todos los niveles.
Regulación de la escalada dentro del parque natural

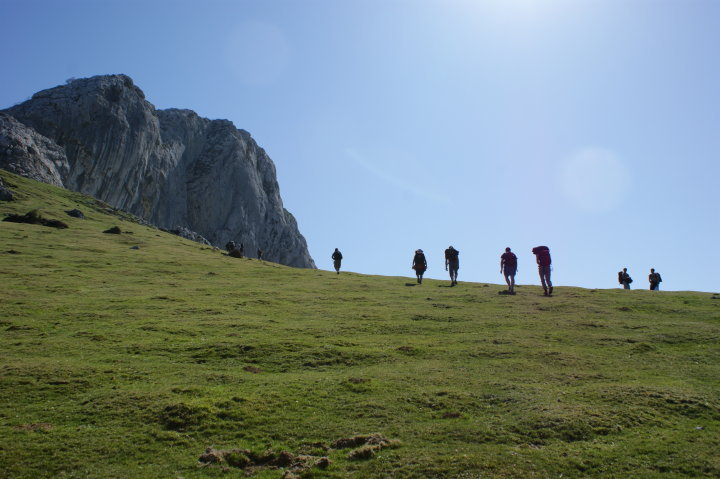
Escaladores dirigiéndose al Mugarra.

El roquedo es donde se concentra cerca de un tercio de las aves que habitan en el Parque y entre ellas las más amenazadas según el catálogo de aves. La escalada irrumpe en las zonas altas de los paredones y cortados perturbando a las aves que son especialmente sensibles en los periodos de incubación y cría. Se han determinado diferentes zonas donde se puede practicar la escalada estas son:
- Zonas autorizadas durante todo el año
- Paredes de Atxarte.
- Zonas sin regulación alguna.

- Zonas autorizadas de septiembre a diciembre (ambos inclusive)

- Zona de Mugarra: en el extraplomo situado en la arista oeste vertiente sur, hasta la primera cueva.
- Vertiente sur del cordal de Alluitz: Zona comprendida entre Artola y Larrano.

- Zonas prohibidas de enero a agosto (ambos inclusive).
- Zona de Mugarra: en el extraplomo situado en la arista oeste vertiente sur, hasta la primera cueva.
- Vertiente sur del cordal de Alluitz: Zona comprendida entre Artola y Larrano.

##### Escuela de escalada de Atxarte

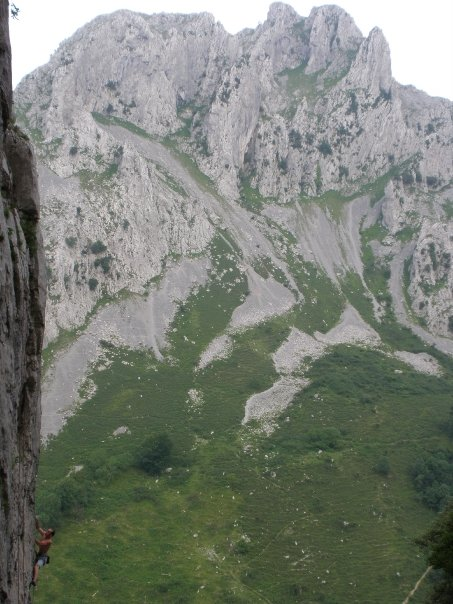
Escalando una vía en Aurrekoatza, al fondo el Aitz Txiki.

Entre las moles rocosas de caliza del Aitz Txiki y el Untzillaitz se abre el desfiladero de Artarte. La etimología de su nombre describe sus características físicas, de "atz", roca, peña y "arte" entre, es decir «entre peñas».
A izquierda y derecha del cauce del arroyo Mendiola, en la orilla izquierda se ubica Untzillaitz y a la derecha Aitz Txiki, se alzan las paredes, los farallones, agujas y espolones donde se hallan la multitud de vías de escalada que conforman la Escuela de Escalada de Atxarte, considerada de las más importantes del País Vasco.
Hay más de cuatrocientas vías equipadas o semiequipadas de dificultad variada. Desde los grados II, III y IV para los principiantes hasta las de IX grado para los escaladores consumados, pasando por un sinfín de vías de V, VI, VIII Y VIII grado con sus correspondientes variaciones que cubren todo el espectro que niveles y dificultades.
La roca, caliza gris, es muy compacta y con mucha lajas y «gotas de agua». Tiene placas bastante lisas y, en las vías que se andan mucho, bastante marcadas. Hay alturas que superan los 150m y vía de hasta cuatro largos.
El tipo de la de escalada varía con los sectores. En Eguzkiarre y Urrestei es clásica, desadherencia con lajas y fisuras. En Labargorri son muy largas y verticales, algunas con desplome, en Aurrekoatxa las vías son también muy verticales pero con presas pequeñas, en el primer espolón hay diedros y chimeneas. La roca de más calidad se encuentra en Usokobetagane y Sorginkobetagane con rutas difíciles.
Para la mayoría de las vías no hace falta más que una cuerda y unos expreses ya que las vías, en su mayoría, están bien equipadas (gracias a la Escuela de Alta Montaña de Vizcaya). Desde casi todas las reuniones se puede escalar.
Sectores
Los dos sectores más representativos de Atxarte son el de Untzillaitz y Aitz Txiki. En estas paredes hay varios lugares donde se ubican diferentes vía. Todo el macizo calizo del los Montes del Duranguesado están repletos de vía. Alluitz, Mugarra o Amboto esconde las chapas y reuniones en sus escarpadas laderas. La riqueza avícola del parque hace que en algunos de esos lugares no se pueda practicar la escalada en tiempo de cría de las aves pero son muchas las vías que existen como para detener la actividad.
Sectores de Untzillaitz
- Labargorri-Eguzkiagirre

Se sitúa encima de la carretera de acceso. Predomina la placa. Tiene una altura de 120 m. Tiene un equipamiento de parabolt en la mayoría de sus vías.
- Aurrekoatxa

Como su nombre indica esta peña está delante del gran crespón que marca el Untzillaitz. Se sitúa paralela al mismo y en ella se abren varias vías.
- Urrestei (zona central y zona alta)

La cresta de Urrestei, el fabuloso crespón rocoso que distingue a Untxilaitz, tiene unas cuantas vía muy interesantes, desde el Pirulo (antes de empezar la formidable pared) para los que comienzan a escalar hasta los sextos para los más avezados. Una de las posibilidades es el hacer la crestería de Urresti, la llamada «vía original» con un paso de V es en su mayor parte de III grado. La brecha de Aurrestiko atea separa la parte central de la alta.
Sectores de Aitz Txiki
- Primer espolón.

Los primeros espolones del Aitz Txiki con muchas vías de dificultad variada en donde se puede combinar la escalda con grupos heterogéneos con gentes de diferente grados. Queda un poco alejado del aparcamiento, requiere una aproximación de una media hora.
- Sorginkobetagane (Tercer espolón).

Poco frecuentado, poco a poco se va haciendo más popular entre los aficionados.[cita requerida]
- Usokobetagane (La puerta)

Sector de gran calidad, pero es el que tiene la aproximación más larga (30') Se sitúa a la izquierda de la ubicación de los espolones y en ella abundan las vías de alta dificultad (VI en adelante). Hay desde placas hasta desplomes.
- La bahía

El sector más netamente deportivo del valle. Es una pequeña bóveda que se sitúa a la izquierda de los espolones.

##### Escalada en Mugarra
- Mugarrikolanda

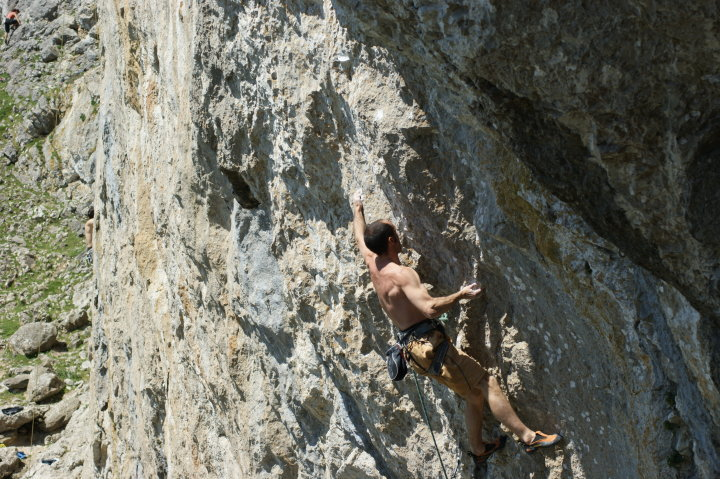
Escalando la vía krasty en Mugarra.

Se llega desde el Barrio de Orozketa y hay una aproximación de unos 30 minutos desde la pista donde se deja el coche. La roca es excelente, son placas ligeramente desplomadas donde hay vías desde el nivel V hasta el IX a. El muro es sur, por lo que es perfecto para los soleados días de invierno, aunque es posible también escalar un día gris de verano. La mayoría de las vías se han reequipado a finales del 2009 con anclajes químicos.
- Koabe (La cúpula)

Se llega desde El ángulo de Mugarra, accediendo desde La nevera. Es un gran bóveda con una docena de vías equipadas todas con parabolt. Hay un sexto, algún séptimo y varios octavos contando con varios proyectos y todavía con posibilidad de apertura de nuevas rutas. La bóveda cuenta con numerosas columnas y recorridos de hasta 60 metros.

##### Escalada en Baltzola

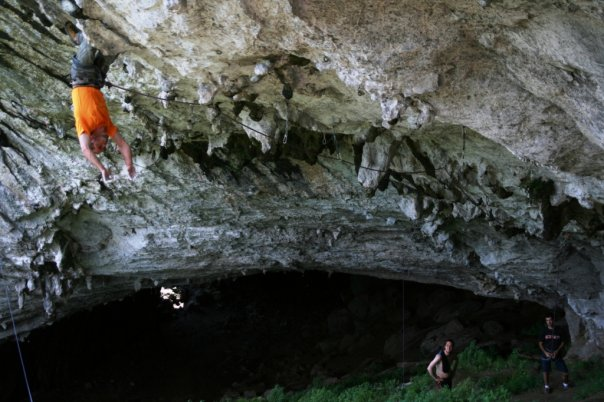
Vía Pamintza en la cueva de Baltzola.

La cueva de Baltzola es la escuela de la alta dificultad en cuanto a la escalada deportiva se refiere en Vizcaya. Se accede desde el barrio de Indusi en Dima donde se deja el coche y se sube andando (10'). La roca es caliza y la gran mayoría de las vías son desplomadas, hay grandes techos y también alguna placa.

## Organización y gestión del Parque

### Historia del Parque
El 27 de marzo de 1989 se aprobaba la Ley 4/1989, de 27 de marzo, de Conservación de los Espacios
Naturales y de la Flora y la Fauna Silvestres que posibilitaba la figura de parque natural para la protección de espacios que así lo requirieran. El Gobierno Vasco, a instancias del Departamento de Agricultura y Pesca, y bajo la ley de Conservación de los Espacios Naturales y de la Flora y la Fauna Silvestres, procedió a declarar mediante el Decreto 275/1989, de 29 de diciembre de 198 el parque natural de Urkiola. Naciendo así el mismo y comenzando la protección de una área que reunía una serie de características relevantes en cuanto a paisaje, ecosistemas, composición geológica y riqueza bionatural.
En 1994 se aprueba el Plan de Ordenación de los Recursos Naturales de Urquiola mediante el Decreto 102/1994 que es denunciado ante el Tribunal Superior de Justicia del País Vasco el cual lo declara nulo en sentencia dada el 24 de octubre de 1997. El 18 de julio de 2002 se aprueba, mediante el Decreto 147/2002 publicado en el Boletín Oficial del País Vasco con fecha 9 de agosto de 2002, un nuevo Plan de Ordenación de los Recursos Naturales de Urquiola el cual está en vigor.
El Parque fue designado como Lugar de Importancia Comunitaria (ES2130009) en diciembre de 1997 e integrado en la  Red Natura 2000 en virtud de la Directiva Hábitats (43/92/CE).

### Legislación
El parque natural de Urkiola nace y se regula por las leyes y decretos que promulgados por el Gobierno Vasco y la Diputación Foral de Vizcaya, estos son los siguientes:
- Ley 16/1994 de 30 de junio de Conservación de la Naturaleza del País Vasco. Publicado en el Boletín Oficial del País Vasco el 27 de julio de 1994.
- Decreto de declaración del parque natural de Urkiola. Publicado en el Boletín Oficial del País Vasco el 4 de enero de 1990.
- Decreto 111/2006, de 30 de mayo, por el que se aprueba la parte normativa del Plan Rector de Uso y Gestión del parque natural de Urkiola. Publicado en el Boletín Oficial del País Vasco el 8 de agosto de 2006.
- Decreto 147/2002, de 18 de junio, por el que se aprueba el Plan de Ordenación de los Recursos Naturales del parque natural de Urkiola. Publicado en el Boletín Oficial del País Vasco el 2 de octubre de 2006. Publicado en el Boletín Oficial del País Vasco el 9 de agosto de 2002.
- Corrección de Errores del Decreto 111/2006, de 30 de mayo.
- Decreto de la Diputación Foral 74/1999 de 11 de mayo sobre gestión del uso forestal en el parque natural de Urkiola. Publicado en el Boletín Oficial de Vizcaya el 14 de junio de 1999.[32]

### La propiedad de los terrenos del parque
La propiedad de los terrenos que conforman el Parque es diversa existiendo distintos tipos de propiedad pública y particular. Existen montes de utilidad pública y de libre disposición pertenecientes a los ayuntamientos, terrenos pertenecientes a particulares, seles y terrenos pertenecientes a la Diputación Foral de Vizcaya (138 ha). Las extensiones de las propiedades es muy variable, desde pequeñas superficies de apenas un hectárea hasta las 911 ha que posee el ayuntamiento de Abadiño. Hay 3898 ha, un 65,4% de la superficie del parque, que son de titularidad privada mientras que de titularidad pública hay 2060 ha, un 34,6% de la superficie del Parque. Los terrenos de titularidad pública se dividen a su vez en Montes de Utilidad Pública, 1695 ha, y terrenos de libre disposición, 365 ha.

### Gestión
La gestión del Parque es responsabilidad de los departamentos de agricultura de las diputaciones forales de Álava y Vizcaya para lo cual han subscrito diferentes convenios.
La gestión directa del Parque es responsabilidad del Director-Conservador que es nombrado por las diputaciones forales en el marco de los acuerdos alcanzados para la gestión del mismo. También se ha constituido un Patronato de 25 miembros que tiene la función de asesorar en la gestión.

#### El Director-Conservador
El Director-Conservador es nombrado por los departamentos de agricultura de las diputaciones forales de Álava y Vizcaya. Es el coordinador de la gestión que del Parque que se realiza desde las diputaciones y dirige al personal del mismo. Debe velar por el cumplimiento del "Plan de Ordenación de Recursos Naturales" y el "Plan Rector de Uso y Gestión".
El Director-Conservador elabora el programa anual de inversiones que propone al Patronato y las memorias anuales de actividades y resultados. También de elaborar los planes de actuaciones, estudios e investigaciones que desarrollen lo indicado en el Plan de Ordenación. Es el representante del Parque en las relaciones exteriores y ejercer la Secretaría de la Comisión Permanente del Patronato.

#### Patronato del parque natural de Urkiola
El Patronato del parque natural de Urkiola es el un órgano que colabora y asesora en la gestión del mismo. Este órgano tiene dos formas complementarias de funcionamiento, en pleno y en comisión permanente y su presidente es nombrado a instancia del Consejero de Agricultura y Pesca del Gobierno Vasco tiene 25 miembros con la siguiente asignación:
- Dos representantes por parte del Consejero de Agricultura y Pesca del Gobierno Vasco.
- Dos representantes por parte del Consejero de Urbanismo, Vivienda y Medio Ambiente del Gobierno Vasco.
- Un representante por la Diputación Foral de Álava del área de agricultura.
- Un representante por la Diputación Foral de Vizcaya área de agricultura.
- Un representante por cada municipio al que pertenece el territorio del Parque.
- Un representante de Asociaciones de Euskadi con una trayectoria acreditada en el estudio y protección de medio ambiente.
- Un representante de las Asociaciones ecologistas y conservacionistas de Euskadi.
- Un representante de la Federación de Montaña del País Vasco.
- Un representante de la Confederación de Forestalistas del País Vasco.
- Un representante de las Cámaras Agrarias.
- Un representante de los Sindicatos Agrarios.
- Un representante de la Federación de Agricultura de Montaña del País Vasco.
- Un representante de la Universidad del País Vasco, UPV.
- El Director-conservador del parque.
- El secretario, que lo nombra el presidente y tiene voz pero no voto.

Este órgano ejerce las siguientes funciones, informar de las disposiciones de la diferentes normativa que afectan al Parque, velar por el cumplimiento de las disposiciones normativas que puedan afectar al Parque y proponer su adopción si lo consideran necesario, aprueba el plan anual de inversiones, actuaciones, estudios e investigaciones propuesto por el Director-Conservador, informar sobre el Plan de Ordenación de Recursos Naturales y el Plan Rector de Uso y Gestión del Parque, informar sobre el Planeamiento Urbanístico de los municipios incluidos en el ámbito del Parque, gestionar aprobando y modificando sus propias normas de funcionamiento interno y proponer convenios de colaboración con otras instituciones.

##### Comisión Permanente
El Patronato dispone de una "Comisión Permanente" que tienes las funciones y responsabilidades que el Pleno le asigna y actúa por delegación del Pleno. La Comisión Permanente está formado por:
- Presidente del Patronato.
- Un representante del Departamento de Agricultura y Pesca del Gobierno Vasco.
- Un representante del Departamento de Urbanismo, Vivienda y Medio Ambiente del Gobierno Vasco.
- Un representante de cada uno de los Departamentos de Agricultura de las Diputaciones Forales.
- Un representante del conjunto de ayuntamientos afectados por el Parque.
- Un representante del resto de entidades presentes en el Patronato.
- El Director-Conservador del Parque que actúa como Secretario.[1]

#### El Plan Ordenación de Recursos Naturales
El Plan Ordenación de Recursos Naturales del parque natural de Urkiola, tras un lapsas judicial, fue aprobado el 18 de junio de 2002 mediante el Decreto 147/2002 y publicado en el BOPV del 9 de agosto de ese mismo año. Desarrolla la Ley 16/1994, de 30 de junio, de conservación de la naturaleza
del País Vasco. Este plan garantiza los siguientes puntos; el ejercicio de las atribuciones de las diferentes administraciones públicas sobre bienes de dominio público, montes de utilidad pública y de la caza y la pesca, así como el ejercicio del derecho privado existente impidiendo que se realicen acciones sin el consentimiento de los propietarios, el ejercicio de las actividades de explotación de recursos naturales ordenando el aprovechamiento de los mismos y velando por la compensación patrimonial por perdida de rentas debidas a las acciones desarrolladas para la protección del Parque.
El Plan de Ordenación de Recursos analiza los recursos del Parque tanto naturales como económicos y poblacionales. Los recursos forestales, los ganaderos, la caza y la pesca, la actividad extractiva, la fauna y la flora y los aspectos recreativos. Analiza el estado de conservación de los recursos
naturales, ecosistemas y los paisajes realizando el diagnóstico y la previsión de su evolución. También determina la Aplicación de regímenes de protección y los criterios orientadores de las políticas sectoriales y ordenadores de las actividades económicas y sociales, públicas y privadas así como los criterios y normas generales y específicas en función de la zonificación del territorio y de las actividades, obras o instalaciones públicas o privadas sujetas al régimen de evaluación de impacto ambiental y determina el plan de seguimiento.

#### El Plan Rector de Uso y Gestión
El Plan Rector de Uso y Gestión del Parque es el instrumento básico para sus gestión. Contiene las directrices a seguir y los criterios de la gestión a realizar basándose en las leyes y normas que regulan la ordenación y protección de los recursos naturales como el Plan de Ordenación de los Recursos Naturales.
El Plan Gestor tiene los objetivos de definir y desarrollar las normas de gestión y uso de recursos asegurando el mantenimiento y la restauración de los recursos naturales y la finalidad que la protección de un espacio persigue como, ordenar el uso y disfrute del mismo, estudiar la naturaleza, difundir valores conservacionistas, etc. También define la normativa para la protección de cada tipo de recurso y las que regular las actividades socioeconómicas que se desarrollan en el Parque y el uso del mismo como zona de esparcimiento y recreo (esto se hace con el Plan de Uso Público, que debe desarrollar).
Las disposiciones que recoge el Plan de Ordenación se desarrollan mediante tres tipos diferentes de medidas:
Directrices
Marca las disposiciones y directrices a seguir en la gestión de las diferentes zonas, actividades, usos recursos marcando la orientación de las actuaciones del Órgano Gestor del Parque.
Regulaciones
Realiza regulaciones que persiguen el desarrollo de las normas y limitaciones del Plan de Ordenación de los Recursos Naturales destinadas a los usuarios del Parque.
Actuaciones
Son medidas concretas que se deben de realizar durante la vigencia del Plan.

### Zonas de protección
Además de los terrenos que constituyen el parque natural de Urkiola se ha establecido una "Zona Periférica de protección", de acuerdo a la Ley 16/1994, que consiste en una área perimetral de 100 metros de anchura, excluyendo de la misma a los núcleos urbanos y rurales (estos son Artaun en Dima, Urkuleta y el suelo industrial consolidado del entorno de ermita de San Lorenzo en Mañaria). En esta área se puede suspender o limitar las actuaciones que puedan perjudicar cualquiera de los objetivos que persigue la protección de la figura de parque natural que tiene el entorno de Urquiola. Esta limitación se debe de hacer previo informe del Patronato.
Dentro del Parque se dan áreas con figuras de protección particulares, como son la zona de régimen cinegético especial sin que haya zonas libres. La veda en todos los ríos y arroyos del Parque, la consideración de "Suelo No Urbanizable de protección especial" sin que pueda realizarse edificaciones para uso residencial ni para otros usos a excepción de los propios del Parque, queda excluida la zona de acogida.